# Омск
Омск — административный центр Омской области, расположенный на слиянии рек Иртыша и Оми, крупный промышленный, культурный и научный  центр Сибири. Город-миллионер — 1 101 367 чел. (2025). Третий по численности населения город в Сибирском федеральном округе и тринадцатый по численности населения город в России.
Крупный транспортный (с запада на восток через город проходит Транссибирская магистраль, а с юга на север — судоходная река Иртыш) и важный военно-административный (штаб-квартира 33-й гвардейской ракетной армии, военный аэродром «Омск-Северный») узел. Находится в 170 км к северу от границы с Казахстаном.
Основан в 1716 году Иваном Бухгольцем как крепость на левом берегу Оми. Официально получил статус города в 1781 году. В 1822—1918 годах — главный город Западно-Сибирского и Степного генерал-губернаторств. В 1918—1920 годах — столица Государства Российского («Белой России»). С 1935 года — административный центр Омской области.
Имеет почётные звания «Город трудовой славы» (2015) и «Город трудовой доблести» (2020).

## Этимология
Название — от гидронима «Омь», основан в 1716 году как крепость при впадении реки Омь в Иртыш и назван Омским острогом. С 1782 года — город Омск. Гидроним «Омь» интерпретируют из языка барабинских татар, «ом» — «тихая».

## Общая информация
Место расположения Омска имело большое значение с древнейших времён. Здесь располагались поселения и могильники немногих развитых народов, живших с VI тысячелетия до нашей эры по XIII век нашей эры. В XVII веке потребность в русском городе в устье Оми была столь велика, что о его основании неоднократно просили царя. Заложен Омск был И. Д. Бухгольцем в 1716 году как крепость, защищавшая южные границы государства. Основное развитие город получил в XX веке: при господстве белой армии под командованием Верховного Правителя России А. В. Колчака (1873—1920) был столицей Российского Государства в 1919—1920 годах, существенно расширился в годы Великой Отечественной войны, когда сюда были эвакуированы многие заводы из Европейской части России, и до распада Советского Союза был известен как «Город-сад», «Город молодёжи», «Город науки».
Начиная с 1990-х ситуация в городе стала ухудшаться, и в СМИ, и Интернете ему нередко создаётся негативный образ. Омск является крупным культурным и спортивным центром Сибири: здесь ведётся активная театральная и выставочная деятельность, проводятся крупные всероссийские и международные фестивали; проходит Сибирский международный марафон, международные хоккейные турниры, всероссийские соревнования по конному спорту и пр..

## Физико-географическая характеристика

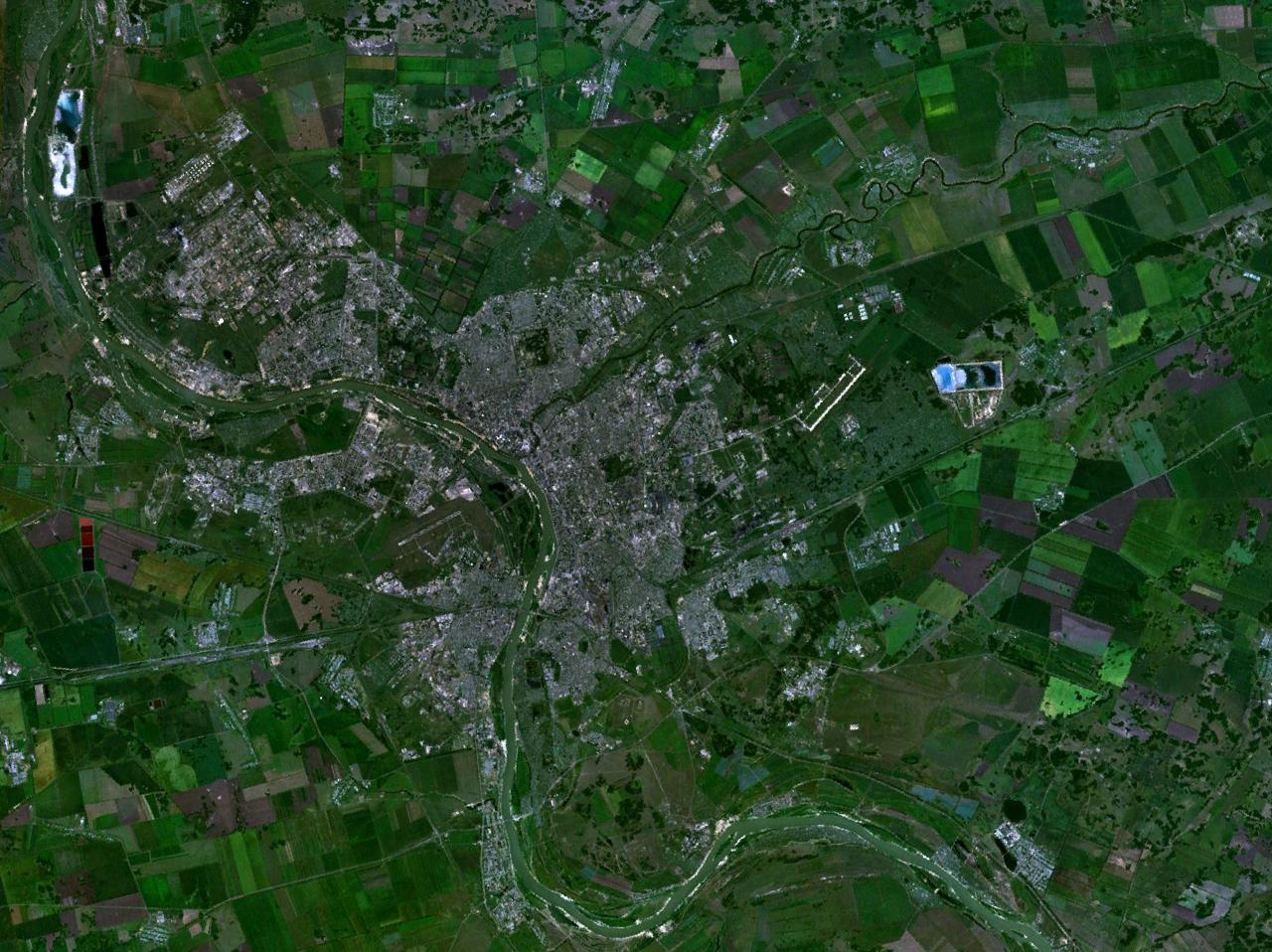
Вид Омска со спутника

Омск расположен на юге Западно-Сибирской равнины в южной подзоне лесостепной зоны на месте впадения в Иртыш реки Омь в 150 км от границы с Казахстаном. Он занимает речную долину: пойму, первую и вторую надпойменные террасы и коренной берег. Первая надлуговая терраса правобережья Иртыша пологим склоном переходит ко второй; здесь расположена большая часть города. К востоку и северо-востоку высоты нарастают, здесь находится вторая надпойменная терраса и начало водораздельной зоны, разделённой на две части долиной Оми. Местность плоская, однообразный рельеф слегка нарушается понижениями небольших плоских западин, приречных увалов, древних ложбин стока и грив. Нижняя отметка высоты над уровнем моря расположена в пойме (69 м), верхняя — на водораздельном плато (124 м).
В пределах города имеется две крупные реки, многочисленные мелкие речушки, а также озёра и протоки. Протяжённость Иртыша в городской черте более 25 км.
Разливы Иртыша неоднократно вызывали в городе наводнения. Так, в 1818 году была затоплена большая часть Подгорного форштадта. В 1845 году вода достигла такого уровня, что по улицам передвигались на лодках. Наводнение 1892 года продолжалось несколько дней. От него сильно пострадали постройки Любинского проспекта и Любина роща. Также разрушительным было наводнение 1928 года.
Максимальная продолжительность дня — 17 часов 21 минута, минимальная — 7 часов 10 минут (во время солнцестояний). Преобладающее направление ветра зимой — юго-западное, летом — северо-западное. Наибольшая скорость ветра отмечается зимой и весной, что является причиной частых метелей и пыльных бурь.
| С-З | Тобольск ~ 679 км Тюмень ~ 629 км      | Нижневартовск ~ 1483 км | Томск ~ 960 км Иркутск ~ 2482 км       | С-В |
| З   | Курган ~ 543 км Петропавловск ~ 256 км | Роза ветров             | Новосибирск ~ 663 км Кемерово ~ 937 км | В   |
| Ю-З | Кокшетау ~ 395 км Костанай ~ 706 км    | Караганда ~ 863 км      | Павлодар ~ 412 км                      | Ю-В |

Почвы города в 1941 году были следующими: серые лесные осолоделые, чернозёмы обыкновенные, лугово-чернозёмные, чернозёмно-луговые, луговые, солонцы, солоди, аллювиальные и болотные. Однако со временем почвы меняются из-за различных факторов, таких как изменение уровня грунтовых вод, деградация, засоление и переуплотнение, уменьшение мощности гумусного слоя, потеря структуры, изменение сложения почвенного профиля и прочих.

### Часовой пояс
Омск находится в часовой зоне МСК+3. Смещение применяемого времени относительно UTC составляет +6:00.
В соответствии с применяемым временем и географической долготой средний солнечный полдень в Омске наступает в 13:07.

### Климат
Омск относится к умеренной климатической зоне с континентальным климатом лесостепи Западно-Сибирского пояса. Его отличает обилие солнечного света. Средняя продолжительность солнечного сияния в Омске, как и в Ялте, за год составляет 2223 часа — больше, чем во многих курортах Кавказа и Средиземноморского побережья Западной Европы, ненамного меньше, чем в Риме (2362 ч.), значительно больше чем в Батуми (1890 ч.) или Харькове (1748 ч.). Средняя температура воздуха в январе −19,2 °C, в июле 18,3 °C. Абсолютные температуры в январе колеблются от +4 до −45 °C, а в июле от +1 до +41 °C. Самая высокая температура в Омске за весь период наблюдений была зафиксирована 18 июля 1940 года — +40,4 °C, самая низкая температура была отмечена 3 февраля 1931 года (−45,5 °C). Район Омска относится к зоне недостаточного увлажнения.
- Среднегодовая температура — +2,1 °C;
- Среднегодовая скорость ветра — 2,8 м/с;
- Среднегодовая влажность воздуха — 71 %;
- Средняя продолжительность солнечного сияния за год составляет 2223 часа.

| Показатель                    | Янв.  | Фев.  | Март  | Апр.  | Май   | Июнь | Июль | Авг. | Сен. | Окт.  | Нояб. | Дек.  | Год   |
| ----------------------------- | ----- | ----- | ----- | ----- | ----- | ---- | ---- | ---- | ---- | ----- | ----- | ----- | ----- |
| Абсолютный максимум, °C       | 4,2   | 8,0   | 14,1  | 31,3  | 35,6  | 40,1 | 40,4 | 38   | 32,9 | 27,4  | 16,1  | 4,5   | 40,4  |
| Средний суточный максимум, °C | −12   | −10,3 | −2,5  | 9,1   | 19,0  | 23,9 | 25,3 | 22,7 | 15,9 | 8,1   | −3,7  | −9,8  | 7,1   |
| Средняя температура, °C       | −16,3 | −15   | −7,3  | 3,7   | 12,5  | 18,0 | 19,6 | 16,9 | 10,4 | 3,5   | −7,3  | −13,8 | 2,1   |
| Средний суточный минимум, °C  | −20,5 | −19,4 | −12   | −1    | 6,3   | 12,0 | 14,1 | 11,6 | 5,7  | −0,3  | −10,5 | −17,9 | −2,7  |
| Абсолютный минимум, °C        | −45,1 | −45,5 | −41,1 | −26,4 | −12,9 | −3,1 | 2,1  | −1,7 | −7,6 | −28,1 | −41,2 | −44,7 | −45,5 |
| Норма осадков, мм             | 23    | 18    | 17    | 21    | 35    | 51   | 66   | 54   | 37   | 30    | 34    | 29    | 415   |
| Источник: Погода и климат     |       |       |       |       |       |      |      |      |      |       |       |       |       |

Самый ветреный месяц — апрель, самый облачный — октябрь, самый ясный — март. Снежный покров наиболее высок (38 см в среднем) в феврале и марте, а в мае—июне наибольшая вероятность появления пыльных бурь.

### Флора и фауна
Растительность Омска отражает расположение города рядом с границей лесостепной и степной природных зон, а также влияние человеческой цивилизации. Естественных лесов в окрестностях города нет. Небольшие редкие берёзово-осиновые колки удалены от Омска на значительное расстояние, а к югу от города по Иртышу леса почти не встречаются. Вокруг расположены открытые посевные площади.
На территории самого города произрастают культивируемые городские растения, сорные рудералы и фрагменты естественной растительности. Лесная растительность сконцентрирована преимущественно на окраинах и является в основном вторичной. Леса образованы в основном берёзой повислой с примесью осины. В травяном ярусе доминируют кадения сомнительная, солонечник двухцветковый, борщевик сибирский, реброплодник уральский, ирис русский, костяника, василистник малый, полынь Людовика, вейник наземный, мятлик узколистный и некоторые другие.
В центре города, между зданием Водоканала и сквером им. 30-летия ВЛКСМ, растёт самое старое дерево Омска — белая ива (132 года). В обхвате ствол составляет 5,5 метра, в высоту — более 10 метров. Посажена ива была в 1884 году и является памятником природы. Другое дерево-долгожитель растёт возле Историко-краеведческого музея. Это сибирская яблоня, у которой высота ствола до ветвей составляет 2,3 метра, а ширина кроны — 6 метров. Эта яблоня — единственная оставшаяся от яблоневого сада, который начали разбивать ещё при Гасфорде. Дерево посадил в 1889 году член Географического общества Павел Яшеров, который привёз из Забайкалья новый на то время сорт — сибирскую яблоню. Сад был снесён в 1970-х годах. В честь него был назван известный омичам магазин «Яблонька», а впоследствии и остановка общественного транспорта.

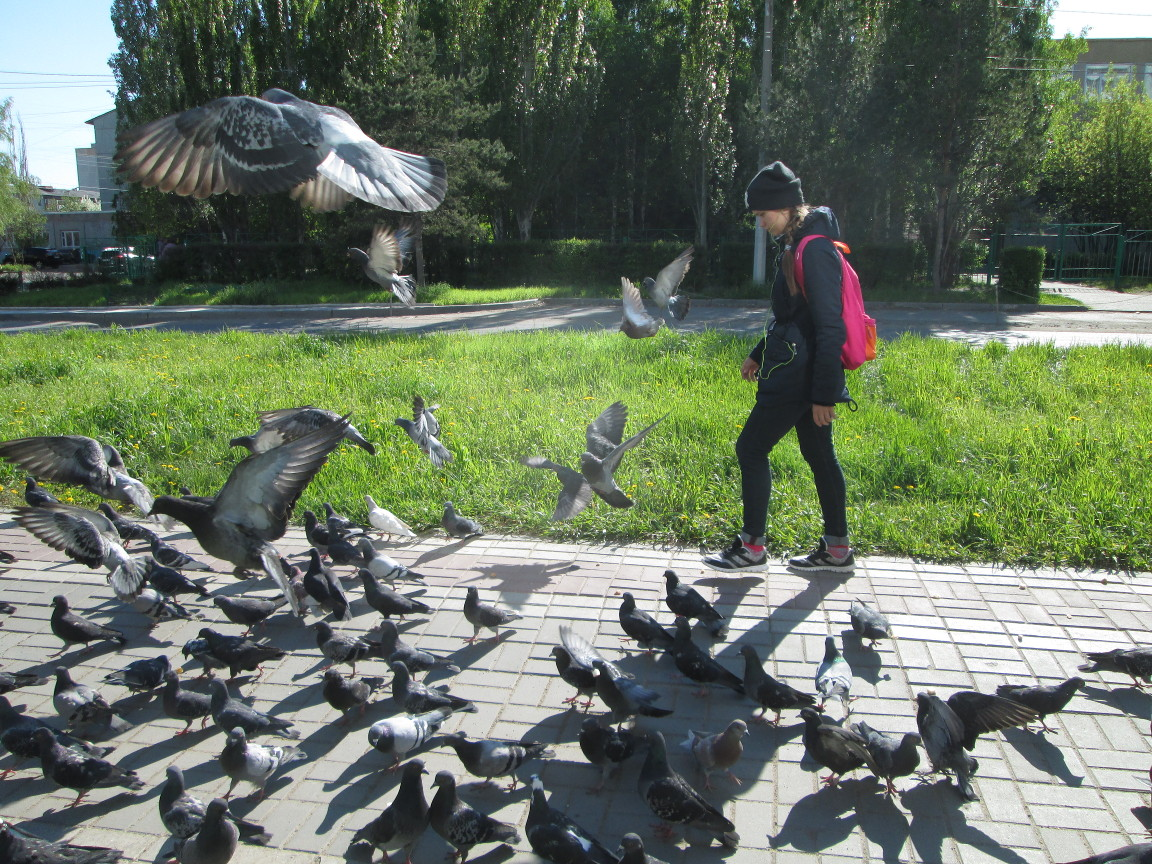
Стая городских голубей

В Омске много тополей. Нетипичные для Омска, всё же могут встречаться дубы. В частности, в парке, который находится рядом с Омским государственным аграрным университетом и в сквере Омского государственного технического университета, а также напротив, рядом с Дворцом творчества. Более 20 лет растут дубы в 5-м микрорайоне Левобережья, а также на территории Ленинского округа по ул. 10-я Чередовая.
В Омске находится природный парк в черте города — «Птичья гавань». В городе и окрестностях отмечается 288 видов птиц и ещё 12 требуют уточнения. Среди залётных видов — кудрявый пеликан, чёрный аист, фламинго, филин и чёрная ворона, а также различные дрозды. Гнездятся или пролетают через город различные виды поганок, цапель, жаворонков, трясогузок и коньков, синиц, разнообразные утиные, луни и соколы, чайки, голубиные, бекасовые и ржанковые. Пролетают через Омск скопа, орлан-белохвост и сапсан, может залететь степной орёл, а в прошлом гнездился беркут. Встречаются осёдлые перепела, куропатки и тетерева, в прошлом, возможно, также гнездился рябчик. Врановые представлены сороками, галками, грачами и серыми воронами. Гнездится и зимует в южной лесостепи Прииртышья и ворон. На городских улицах многочисленны сизые голуби и воробьи. Иногда на проезжую часть вблизи зелёных зон выбегают утята, заставляя автомобилистов останавливаться и ждать, пока птенцов не отгонят в безопасное место. В июне 2016 года в «Птичьей гавани» были замечены краснокнижные лебеди-шипуны, вероятно, бывшие пролётом из Марьяновского района Омской области.

### Охрана окружающей среды

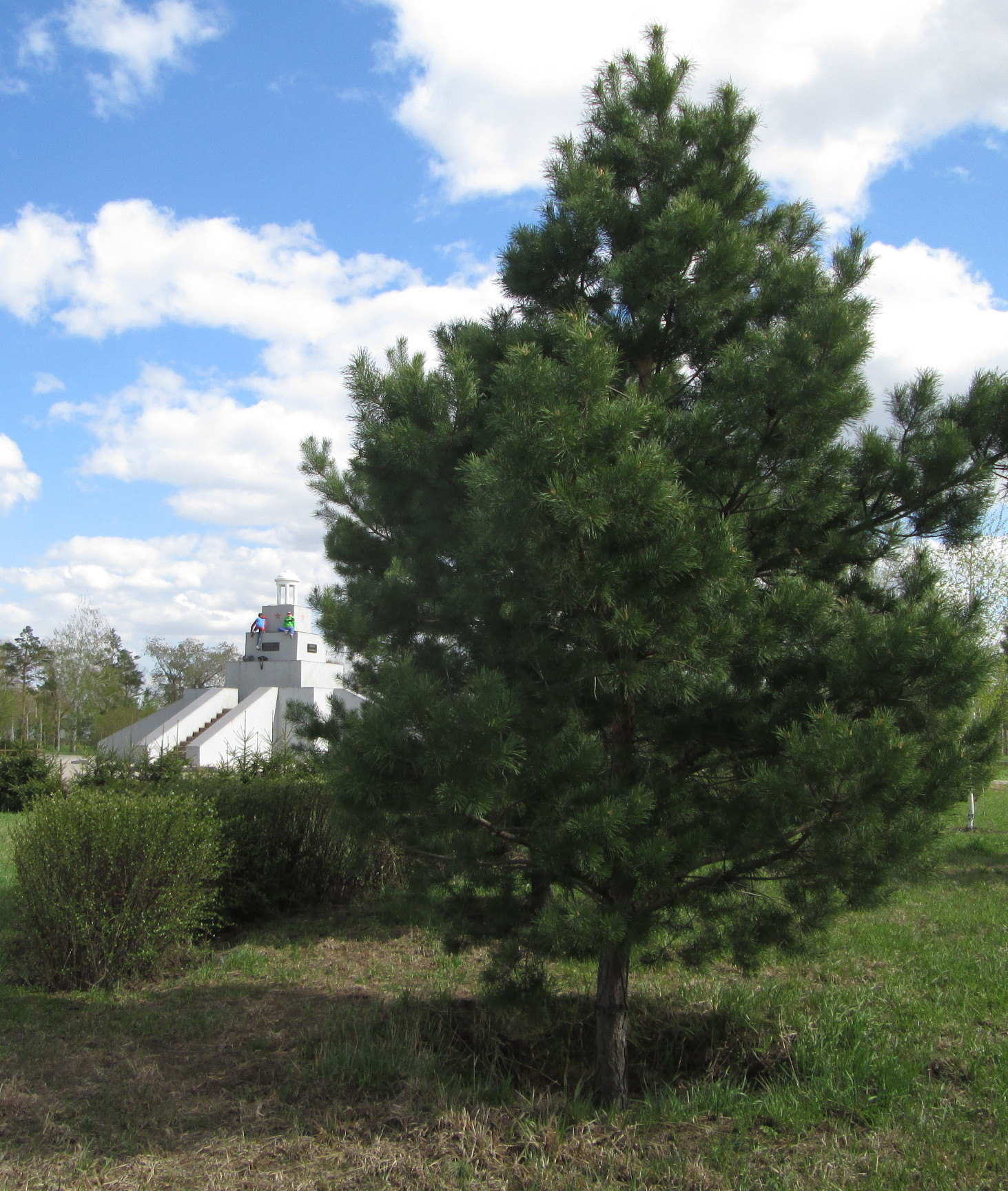
Сосна обыкновенная, высаженная в ходе реконструкции сквера вокруг площади Борцов Революции (Старый Кировск)

Экологическая обстановка в Омске связана с величиной города-миллионера и наличием в нём большого числа крупных производств. В прошлом она была неблагоприятной. С 2011 года рейтинг экологического развития города значительно поднялся, и к 2014 году из аутсайдеров Омск превратился в одного из лидеров. Это стало результатом масштабной модернизации многих крупных производств (в том числе Омского нефтезавода, «ТГК-11» и пр.). Если прежде наибольшее загрязнение воздуха отмечалось в Советском округе, концентрирующем основные производства, то в феврале 2016 года уровень загрязнённости воздуха в нём стал низким, равно как и в Ленинском и Октябрьском округах. Проблемными оказались Центральный и Кировский округа с наиболее интенсивным автомобильным движением.
Степень загрязнения омских рек — Иртыша и Оми — значительно не меняется. Купаться в них запрещено на протяжении последних десяти лет. В то время как промышленные стоки становятся более экологичными, городские ливневые коллекторы пропускают в реки отходы, в том числе солярку и нефтепродукты. Другим источником загрязнения являются многочисленные свалки в водоохранной зоне и мусорные полигоны, лишённые водоочистных сооружений. Недостаток федерального финансирования очистной инфраструктуры не может быть покрыт городским бюджетом, поэтому проблема сохраняется. Некоторое улучшение качества иртышской воды связано в основном с экономическим спадом (сниженной мощностью городских предприятий и кризисом водного транспорта), а также усилением контроля за добычей песка из прибрежной зоны и очищением акватории реки от затонувших судов и вагонов с углём, попавших в Иртыш во время железнодорожной аварии. Красногорский гидроузел на Иртыше может улучшить положение дел, однако после банкротства НПО «Мостовик» его строительство остановилось. Кроме того, в результате возведения плотины может возникнуть угроза затопления ряда экологически опасных объектов, размыва берега, подтопления многочисленных дачных посёлков и подпора воды в устье Оми.
Дважды в год проходит генеральная уборка города с участием горожан. Однако проблемы с муниципальным решением мусорных вопросов сопровождают Омск давно. Мусор месяцами лежит на многих улицах, особенно в частном секторе, садовых и гаражных кооперативах. В ряде мест целые кварталы старых жилых домов барачного типа становятся свалками, так как мусор из них не вывозится годами. Городская система сбора и вывоза твёрдых бытовых отходов, а также система контроля за этим неэффективны, и в результате после ликвидации несанкционированных свалок со временем мусор снова появляется на том же месте. В апреле 2014 года два полигона (Ленинский и Кировский), принимавшие 80 % городского мусора, лишились лицензий, но продолжили работу незаконно. Действия муниципалитета были направлены на то, чтобы избежать выполнения судебного решения о рекультивации свалок, вместо того, чтобы решать подступающую экологическую проблему. В апреле 2016 года был закрыт последний, экологически опасный полигон в селе Надеждино, и при этом никаких конкретных решений давно прогнозируемого экологами «мусорного коллапса» город не имеет.
С 1967 года до распада СССР Омск носил статус город-сад, однако, в 1990-х годах из-за массовой вырубки деревьев статус был утерян, а недовольные омичи придумали ему шуточный статус «Город-пень». Исторически город оказался в условиях, когда более 60 % зелёных насаждений должны быть заменены новыми. Причинами служат в основном массовое старение деревьев, высаженных в середине XX века, развал системы содержания и воспроизводства зелёных насаждений и скудный бюджет города. Тем не менее, контроль за проблемными областями был усилен, и озеленение набирает обороты, в том числе с привлечением общественных организаций и отдельных инициативных горожан. На начало 2016 года общая площадь зелёных насаждений составляет более 13 тыс. га, или 15 м²/чел. зелёных насаждений общего пользования. По последнему параметру Омск превышает федеральную норму.
Также серьёзной проблемой города является пыль, распространяющаяся вместе с пыльными бурями и содержащая много вредных веществ, включая свинец.

## История

### Омская крепость

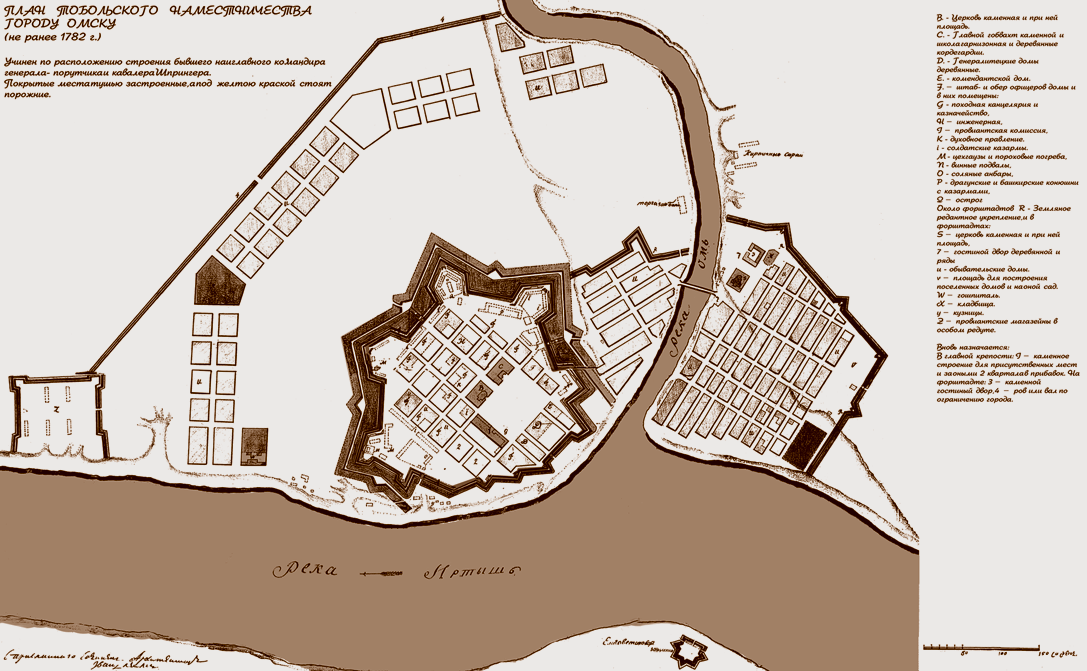
План второй Омской крепости (не ранее 1782 года)

Необходимость русской крепости в устье Оми возникла по внешнеполитическим причинам, связанным со степными кочевыми народами, в частности, с ойратами, которые угрожали пограничным волостям Тарского уезда и землям Барабы. После успешного похода тарского воеводы князя С. Н. Гагарина с ойратскими кочевниками были налажены дипломатические отношения, и те попросили основать город на Оми для обеспечения защиты их кочевья от восточно-монгольской династии Алтан-ханов. Ойраты обещали платить ясак и оборонять город вместе с русскими.
Однако вскоре обстановка изменилась. В 1621—1630 годах ввиду централизации власти зависимость ойратов от России ослабла; они основали Джунгарское ханство, усилили своё могущество и вновь стали угрожать тарским волостям. Теперь уже русские воеводы подняли вопрос о строительстве города на Оми. Это было связано в том числе с защитой меновой торговли с восточными купцами и соледобычи, которые велись на степных озёрах Ямышевском, Коряковском и других. Длинный путь от Тары до Ямышевских озёр был неудобен без какого-либо промежуточного пункта как в случае плаваний за солью, так и погони за калмыками во время их разорительных набегов.
В 1627 году тарский воевода князь Ю. И. Шаховский настойчиво просил руководство страны основать Омский острог. Тарский казачий голова Назарий Жадовский обследовал место будущего острога и нашёл, что оно пригодно для запланированного. Наконец новый тарский воевода Кайсаров в 1628 году вновь просил царя позволить строительство острога в устье Оми, без которого подниматься по Иртышу было невозможно. Наконец 31 августа (10 сентября) 1628 года Михаил Фёдорович дал соответствующий указ. Однако внешнеполитические и внутриполитические проблемы России не позволили быстро его исполнить. Восстание Степана Разина, русско-турецкая война 1672—1681 годов, крымские походы и другие события мешали устройству и обороне южно-сибирских границ, обстановка на которых постоянно менялась в зависимости от того, как развивались действия в борьбе джунгар с восточномонгольской династией. Когда обстановка в степи становилась относительно спокойной, строительство острога вновь откладывалось на неопределённое время. Впрочем, нужда ойратов в торговых связях с Россией и развитие с ней торговли ещё яснее показало необходимость промежуточного пункта в пути между Ямышевом и Тарой.
Ситуация изменилась лишь в начале XVIII века, когда активизировалось русское покорение Сибири. Поскольку Пётр I уделял большое внимание географическим исследованиям на юге, экспедиции того времени сочетали социально-политические задачи и задачи научного исследования. Одной из таких стала экспедиция Ивана Бухгольца, целью которой были розыск рудных и золотых месторождений, открытие и изучение торговых путей в Индию и Китай, а также строительство городов на реке Иртыш. Главным инициатором экспедиции был сибирский губернатор Матвей Гагарин, полагавший, что в районе захваченного ойратами города Яркенда на Аму-Дарье находятся богатые золотые прииски. Экономические трудности, последовавшие за Русско-шведской войной, послужили веским доводом в пользу экспедиции.
Полковник Иван Бухгольц с командой офицеров и солдат Преображенского и Московского полков, а также спешно собранных в Тобольске и других сибирских городах рекрутов и ремесленников вышел из Тобольска на юг по Иртышу в июле 1715 года. В ноябре экспедиция дошла до Ямышевского озера и построила там крепость. Однако джунгары расценили это как посягательство на свои земли и, взяв её в осаду, через три месяца вынудили Бухгольца покинуть крепость, после чего разрушили. С остатками своего отряда, пережившего голод и болезни, Бухгольц отошёл к устью Оми и заложил тут новую крепость. По мнению омского историка Евгения Николаевича Евсеева, датой этого события стоит считать 4-5 мая 1716 года по старому стилю.
В 1768 году была заложена вторая (новая) городская крепость на правом берегу Оми.

### Омск в XIX веке

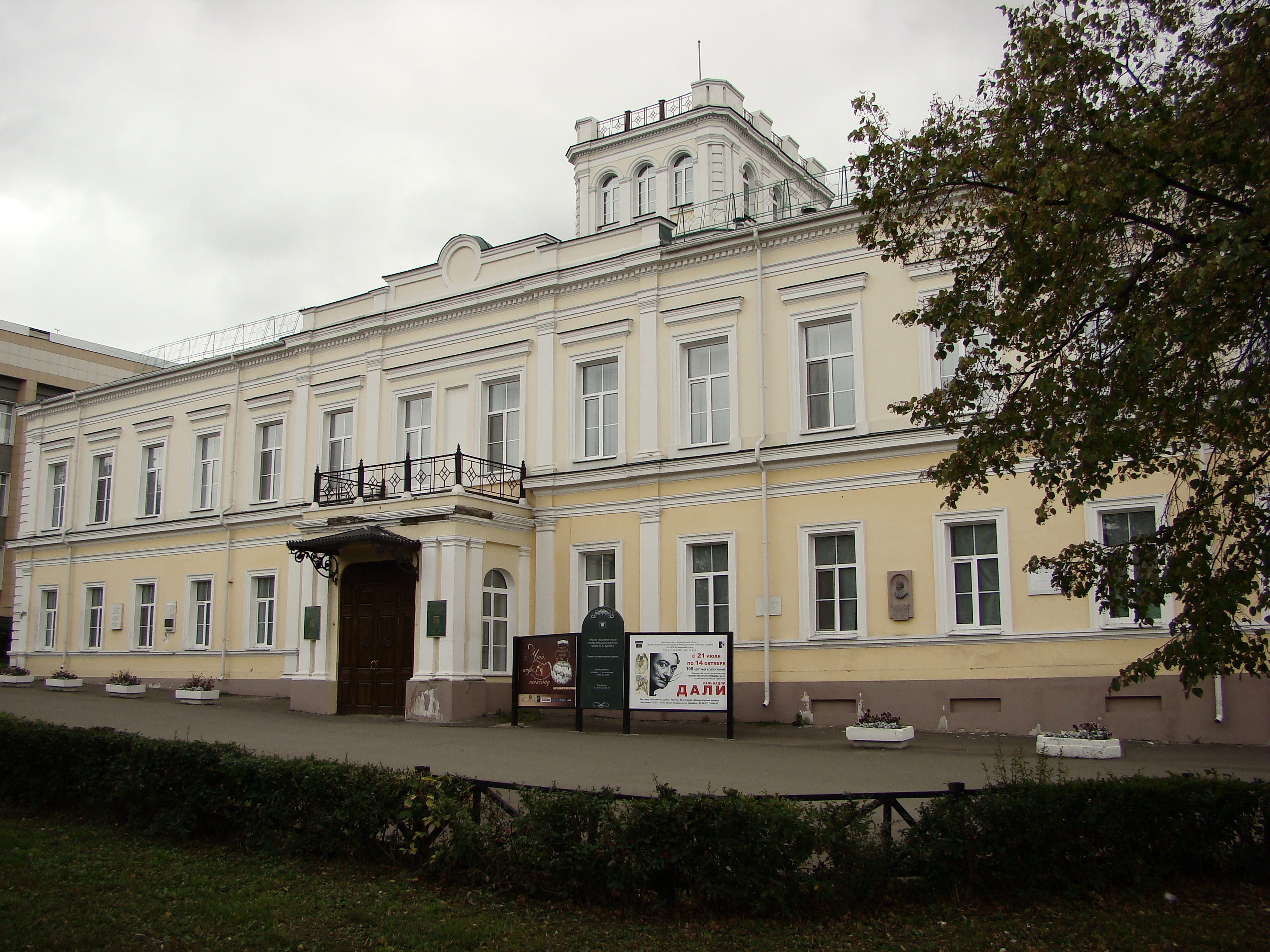
Дворец генерал-губернатора

В XIX веке Омск стал административным центром Акмолинской области и Западно-Сибирского, а затем Степного генерал-губернаторства, охватывавшего существенную часть Западной Сибири и север современного Казахстана. В Омске располагались резиденции военного губернатора Акмолинской области и генерал-губернатора Западной Сибири.
В 1813 году было учреждено войсковое училище Сибирского линейного казачьего войска (позднее — Сибирский кадетский корпус).
С 1850 по 1854 год в Омском остроге сидел писатель Ф. М. Достоевский. Свои впечатления от заключения литератор описал в книге «Записки из мёртвого дома». В связи с тем, что, таким образом, Омск стал иметь отношение к Достоевскому, в начале XXI века правительство Омской области решило присвоить его имя Омскому государственному университету.
С 1854 по 1868 год — административный центр области сибирских киргизов (русские первоначально называли казахов «киргизами»).
Единственный город в Сибири и Азии, имевший право поднимать государственный флаг Российской Империи, наряду с Санкт-Петербургом, Москвой, Варшавой, Гельсингфорсом и Тифлисом.

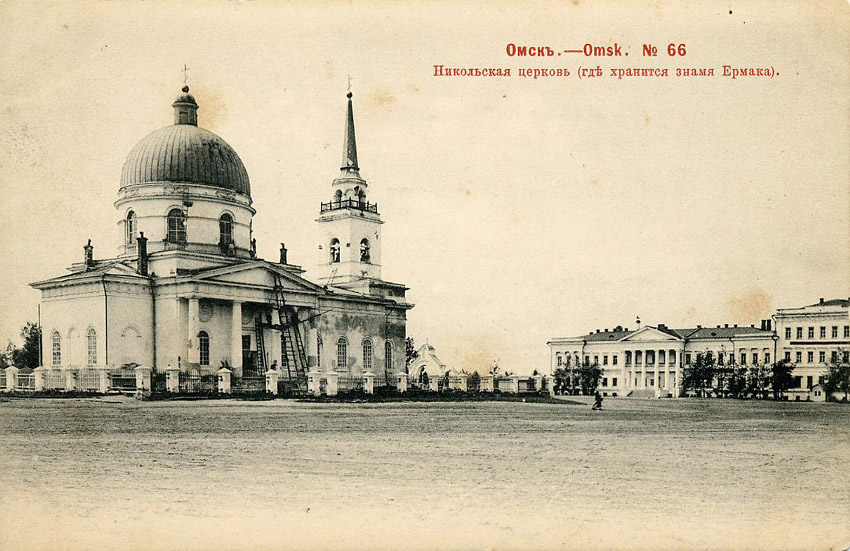
Никольский Казачий собор на открытке 1915 года

Достоевский в 1854 году так отзывался о городе: «Омск гадкий городишка. Деревьев почти нет. Летом зной и ветер с песком, зимой буран. Природы я не видал. Городишка грязный, военный и развратный в высшей степени. Я говорю про чёрный народ. Если б не нашёл здесь людей, я бы погиб совершенно».
В 1914 году началось строительство Управления железной дороги силами австро-венгерских военнопленных. В 1915 году был открыт омский водопровод.

### Омск в годы Гражданской войны
В годы Гражданской войны Омск был резиденцией сначала Временного Сибирского правительства (во главе с Петром Вологодским), затем — Временного Всероссийского правительства (во главе с Николаем Авксентьевым), затем — Российского правительства Верховного правителя адмирала А. В. Колчака. Таким образом, во время Гражданской войны Омск был официальной столицей Российского государства и Белой России. В ноябре 1919 г. была произведена наступательная операция 3-й и 5-й армий Восточного фронта РККА, что привело к падению предводительства Белой России в Омске.
В 2011 году по решению губернатора Полежаева в здании особняка купца Батюшкина (ныне — Иртышская набережная, № 9) — куда Колчак переехал из дома казачьего полковника В. И. Волкова (улица Атаманская, д. 3; ныне улица Пушкина, д. 74) после своего избрания на пост Верховного правителя — был открыт Центр изучения истории Гражданской войны.

### Советский период
Окончательно советская власть установилась в 1920 году.
Летом 1921 года произошло событие, оказавшее решающее влияние на культурную и экономическую жизнь Омска. Функции административного центра Сибири перешли от него к городу Новониколаевску (будущему Новосибирску), и там, а не в Омске, стали сосредотачиваться основные литературные силы. Осенью этого года город покинули Сибгосиздат и редакция газеты «Советская Сибирь».
Материальные трудности первых лет НЭПа плохо сказались на многих учреждениях культуры Сибири. Снятые с государственного бюджета, они в основном закрывались из-за недостатка финансирования. Уже в феврале 1922 года был закрыт Омский Пролеткульт, а с ним и его театр Экревте.
14 августа 1930 года город Ленинск-Омский объединён с городом Омском. 10 апреля 1933 года город Ново-Омск был объединён с городом Омском. Указом Президиума Верховного Совета РСФСР от 20 марта 1947 года, Омск был выделен в самостоятельный административно-хозяйственный центр со своим особым бюджетом и отнесён к категории городов республиканского подчинения РСФСР. 3 июня 1958 года этот статус был отменён.
Великая Отечественная война коренным образом изменила жизнь всей страны. Для тылового Омска она стала не только временем потерь, но и временем становления и развития. В эти годы резко вырос его интеллектуальный и промышленный потенциал. В Омск из прифронтовой полосы было эвакуировано около ста промышленных предприятий и с ними тысячи людей. Все материальные и людские ресурсы области были направлены на обеспечение фронта. Город превратился в кузницу оружия и воинского снаряжения.
Омские заводы выпускали самолёты, танки, мины, радиостанции, оптические прицелы и бинокли. В Омске находились конструкторское бюро и завод опытного самолётостроения, где работали выдающиеся отечественные конструкторы А. Н. Туполев, С. П. Королёв и другие. Именно с военных лет началось развитие омских гигантов индустрии, таких как моторостроительное предприятие им. П. И. Баранова, заводы «Электроточприбор», им. Н. Г. Козицкого, будущее объединение «Полёт» и другие. В эти годы в Омске были построены шинный завод, кордная фабрика. Война оставила свой след в виде громад заводских корпусов в самом центре города. На окраинах Омска возникли новые промышленные районы, появились Кордный и Чкаловский посёлки, посёлок Баранова.
В годы войны Омск стал центром формирования воинских соединений, Омская область отправила на фронт около 287 тыс. чел., 144 тыс. из них не вернулись. За мужество и отвагу десятки тысяч омичей были награждены орденами и медалями. Среди награждённых 136 Героев Советского Союза, 33 полных кавалера орденов Славы. Более 3 500 рабочих и инженерно-технических работников отмечены правительственными наградами, нескольким тысячам вручена медаль «За доблестный труд в Великой Отечественной войне».
В 1948 году началось массовое озеленение города. В октябре 1953 года, на совместном заседании исполкома Омского городского Совета и Омского городского комитета КПСС было принято обращение к омичам: «Сделаем Омск городом-садом!». А уже в 1956 году. за достигнутые успехи в озеленении и благоустройстве город Омск был награждён Дипломом 1-й степени а председатель горисполкома Н. Рождественский — большой Золотой медалью Всесоюзной сельскохозяйственной выставки.
В 1979 году в Омске было создано объединение «Омскагропромхимия», в Ленинском районе сдан в эксплуатацию бассейн «Авангард», был открыт гостиничный комплекс «Турист», появилась газета «Вечерний Омск».

### Современность

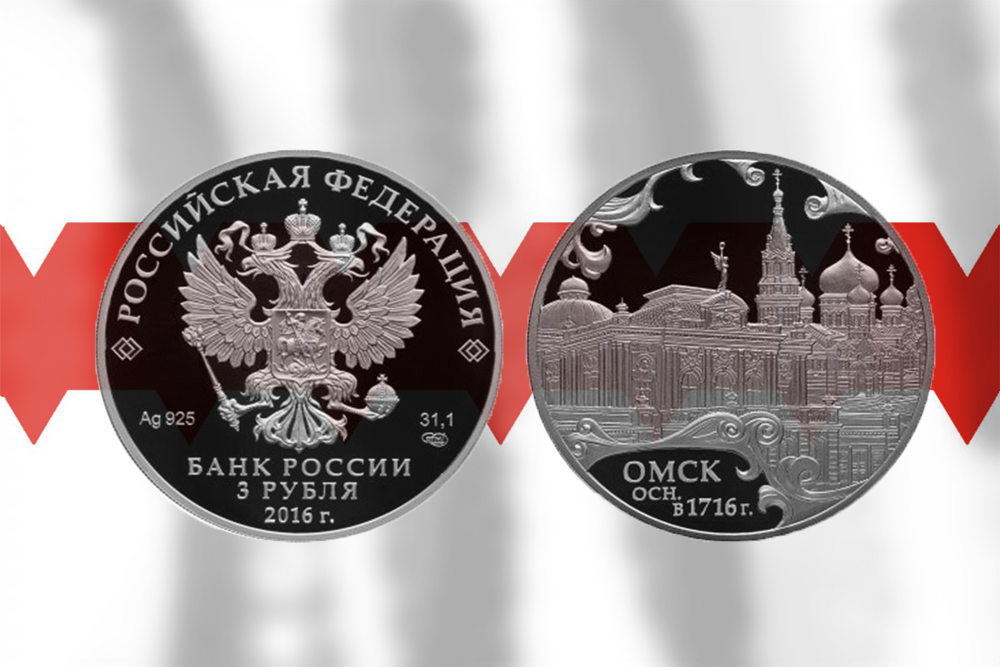
Памятная монета на 300-летие Омска

Охвативший страну после распада СССР экономический кризис негативно отразился на экономике города и региона в целом, наблюдался значительный спад объёма промышленного производства, упали объёмы строительства и вырос уровень безработицы.
В середине 1990-х было изменено административно-территориальное деление Омска. 18 декабря 1996 года был образован Центральный административный округ в границах Куйбышевского и Центрального районов Омска. 21 мая 1997 года решением Омского горсовета был образован Советский административный округ в границах Советского района и значительной части Первомайского района, часть Первомайского района была включена в состав Центрального административного округа, одновременно Кировский, Ленинский и Октябрьский районы были переименованы в Кировский, Ленинский и Октябрьский административные округа.
В апреле 2008 года за создание условий для развития территориального общественного самоуправления город Омск впервые удостоен диплома международного форума «Мегаполис-XXI век» первого международного смотра-конкурса «Лучший город СНГ».

## Административное устройство

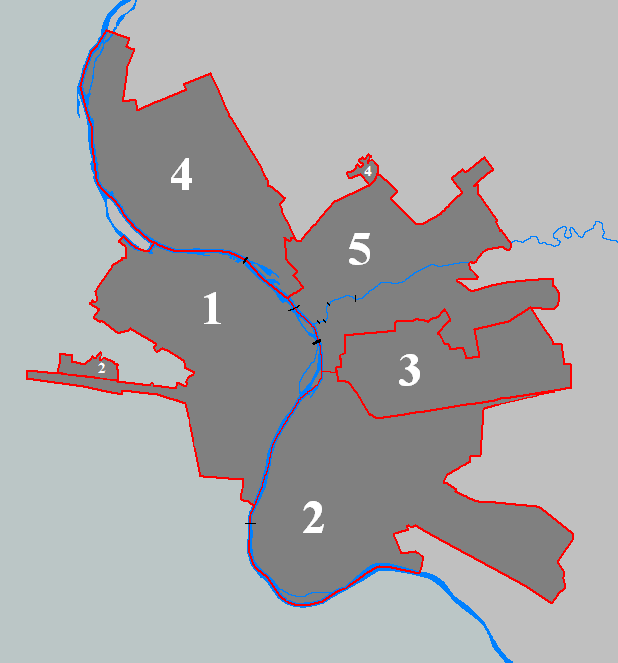
Административные округа
1. Кировский
2. Ленинский
3. Октябрьский
4. Советский
5. Центральный

С точки зрения административно-территориального устройства, город имеет статус города областного значения, в границах которого образовано муниципальное образование в статусе городского округа город Омск входит в своё же муниципальное образование и тем самым является единственным населённым пунктом в его составе.

### Административное деление
До 1995 года Омск был разделён на 7 районов: Ленинский, Куйбышевский, Центральный, Кировский, Октябрьский, Первомайский и Советский. После реорганизации районов, Первомайский и Куйбышевский районы были разделены и упразднены, а территории отошли к другим районам. Территория Первомайского района была распределена между Центральным и Советским районами, а Куйбышевский был разделён между Ленинским, Октябрьским и Центральным районами. После этой реорганизации районы стали округами.
Город Омск разделён на 5 административных округов (городских административных районов) как внутригородские территории (административно-территориальные единицы).
| Административный округ | Год образования района | Площадь, км² | Население, чел. |
| ---------------------- | ---------------------- | ------------ | --------------- |
| Кировский              | 1933                   | 129,0        | ↘248 209 (2021) |
| Ленинский              | 1930                   | 153,2        | ↗204 001 (2021) |
| Октябрьский            | 1942                   | 65,7         | ↘156 467 (2021) |
| Советский              | 1930                   | 103,2        | ↘245 578 (2021) |
| Центральный            | 1945                   | 105,2        | ↗271 440 (2021) |

### Герб города

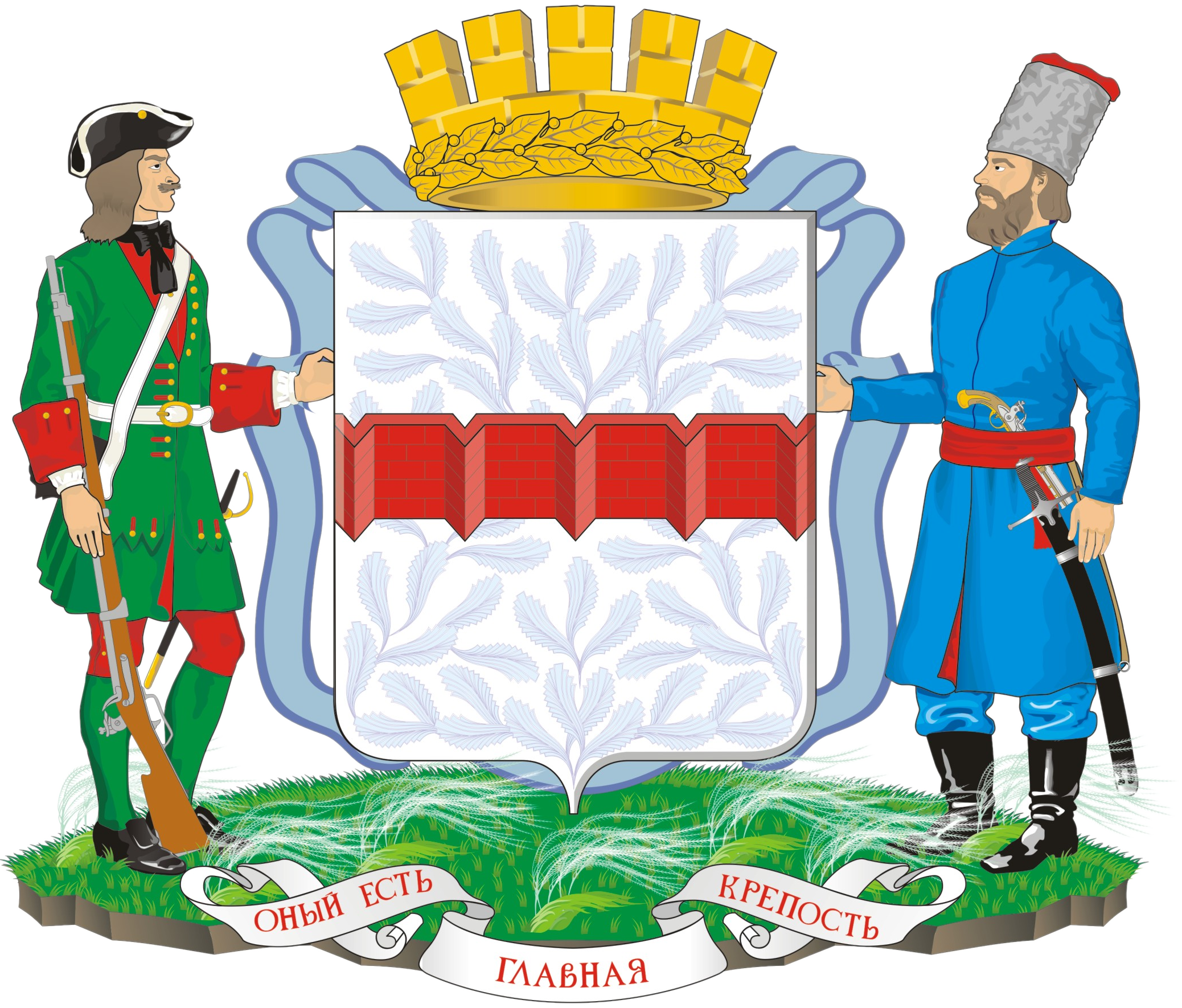
Современный герб

Современный герб города выбирался в течение нескольких лет и был утверждён 16 апреля 2014 года решением Омского городского совета. Он представляет собой исторический вариант, данный Омску Екатериной II. Некоторые омичи в социальных сетях критиковали его символизм, полагая, что такой герб значит, что в Омске нет ничего, кроме кирпичного забора. Однако это мнение, в свою очередь, раскритиковали специалисты в области геральдики, которые высоко оценили герб за его «лаконичность, безусловное преимущество в сравнении со многословными гербами с большим нагромождением фигур… здесь ёмкость символа, так как город основывался как крепость, как центр Сибирской оборонительной линии», геральдически он описывается так:
В серебряном поле червлёная мурованная чёрным стена с малыми треугольными бастионами. Щитодержатели: стоящие на зеленой земле, поросшей серебряным ковылем, фузилёр петровских времён с фузеёй и сибирский казак екатерининских времён с шашкой на боку и пистолетом за кушаком. Щит увенчан муниципальной короной установленного образца и окружён лентой ордена Трудового Красного Знамени. Девиз: "ОНЫЙ ЕСТЬ ГЛАВНАЯ КРЕПОСТЬ" начертан червленью на серебряной ленте.

### Городская власть

#### Мэр Омска
После распада СССР главой местного самоуправления в Омске является мэр, избираемый жителями один раз в пять лет всеобщим тайным голосованием (с 2017 мэра города избирает городской совет Омска)
1. Юрий Яковлевич Шойхет (1991—1994).
2. Валерий Павлович Рощупкин (1994—2000).
3. Евгений Иванович Белов (2000—2005).
4. Виктор Филиппович Шрейдер (2005—2011).
5. Вячеслав Викторович Двораковский (2012—2017)[55].
6. Оксана Николаевна Фадина (2017—2021)[56].
7. Сергей Николаевич Шелест (2021 — н.в)[57]

#### Омский городской совет
Представительным органом местного самоуправления является Омский городской совет, избирающийся на 5 лет и состоящий из сорока депутатов. В настоящее время действует городской Совет шестого созыва, избранный 10 сентября 2017 года, 20 депутатов были избраны по партийным спискам, остальные 20 депутатов — по одномандатным округам. Председателем Омского городского Совета с 27 сентября 2017 года является Владимир Валентинович Корбут, член партии «Единая Россия».

### Городской бюджет
Бюджет Омска зависит от консолидированного бюджета Омской области. Оба бюджета скудны и сильно уступают таковым в соседних регионах, в частности, в Новосибирске. Омскую область часто сравнивают с Новосибирской, утверждая, что жить в последней лучше. При почти одинаковом сборе налогов возвращается в омский регион намного меньше финансов. Бывший губернатор Омской области Виктор Назаров видел для этого две причины. Первая состоит в том, что основные налоговые доходы в Омской области — это акцизы на нефтепродукты, которые уходят в федеральный центр и распределяются между другими субъектами государства. При отданных за 2014 год 30 млрд рублей акцизов область получила обратно только 3 млрд Вторая — многие компании юридически зарегистрированы в других регионах, в то время как производство расположено в Омске, и налоги с них также уходят из области.
В результате в 2015 году Омская область заняла предпоследнее место среди 85 регионов России по темпам роста бюджета; хуже ситуация только в Мордовии. В омском регионе наблюдалось падение доходов, при том, что во всех сибирских областях бюджетные доходы выросли. Так, бюджет Новосибирска в 2015 году составил 33,9 млрд рублей, а Омска — 13,6 млрд рублей. Причиной плохого экономического положения послужил кризис в нефтяной отрасли, являющейся основным источником дохода для города, и в банковской сфере. В результате на юбилейный 2016 год бюджет Омска принят с дефицитом: планируется, что доходы городской казны составят 12,4 млрд рублей, а расходы — 13,1 млрд.
| Общий объём доходов бюджета города Омска | Общий объём доходов бюджета города Омска | Общий объём доходов бюджета города Омска | Общий объём доходов бюджета города Омска | Общий объём доходов бюджета города Омска |
| год                                      |                                          |                                          | млрд. руб.                               |                                          |
| ---------------------------------------- | ---------------------------------------- | ---------------------------------------- | ---------------------------------------- | ---------------------------------------- |
| 2013                                     |                                          |                                          | 14,869                                   |                                          |
| 2014                                     |                                          |                                          | 17,186                                   |                                          |
| 2015                                     |                                          |                                          | 15,120                                   |                                          |
| 2016                                     |                                          |                                          | 16,777                                   |                                          |
| 2017                                     |                                          |                                          | 15,433                                   |                                          |
| 2018                                     |                                          |                                          | 18,322                                   |                                          |
| 2019                                     |                                          |                                          | 23,321                                   |                                          |
| 2020                                     |                                          |                                          | 21,149                                   |                                          |

| Общий объём расходов бюджета города Омска | Общий объём расходов бюджета города Омска | Общий объём расходов бюджета города Омска | Общий объём расходов бюджета города Омска | Общий объём расходов бюджета города Омска |
| год                                       |                                           |                                           | млрд руб.                                 |                                           |
| ----------------------------------------- | ----------------------------------------- | ----------------------------------------- | ----------------------------------------- | ----------------------------------------- |
| 2013                                      |                                           |                                           | 15,910                                    |                                           |
| 2014                                      |                                           |                                           | 18,236                                    |                                           |
| 2015                                      |                                           |                                           | 16,007                                    |                                           |
| 2016                                      |                                           |                                           | 17,701                                    |                                           |
| 2017                                      |                                           |                                           | 16,237                                    |                                           |
| 2018                                      |                                           |                                           | 18,667                                    |                                           |
| 2019                                      |                                           |                                           | 24,251                                    |                                           |
| 2020                                      |                                           |                                           | 22,330                                    |                                           |

### Международная деятельность
Первые консульские учреждения в городе появились во второй половине XIX века в связи с бурной торговой деятельностью иностранных подданных в регионе. До начала Первой мировой войны 1914 года в Омске действовали четыре европейских и одно американское консульство. В 1919 году в Омске при Верховном Правителе России адмирале А. В. Колчаке действовали дипломатические представительства и консульские учреждения США, Великобритании, Дании, Франции, Швеции, Королевства Югославия, а также Японской империи и Чехословакии.
В советское время, после Великой Отечественной войны до конца 80-х годов город имел статус ЗАТО, то есть его посещение иностранцами, а в некоторых случаях и советскими гражданами было запрещено. Однако иностранные гости иногда прибывали в Омск, например, японский коммунист и деятель Коминтерна Сэн Катаяма, лидер югославской социалистической партии Иосип Броз Тито, делегация из Венгрии и прочие. Запрет был снят в декабре 1990 года Постановлением Совета Министров СССР.
В настоящее время в Омске действуют представительство и объединённый сервисно-визовый центр МИД России. Также здесь расположено консульство Республики Казахстан. Многие страны мира открыли тут визовые центры: Чехия, Дания, Испания, Австрия, Болгария, Германия, Нидерланды, Греция, Италия, Китай, Литва, Мальта, Польша, Словения, Финляндия, Хорватия, Швейцария, Швеция, Эстония, Норвегия.
Действуют партнёрские соглашения со многими городами России: Ангарском, Братском, Брянском, Горно-Алтайском, Калининградом, Красноярском, Новосибирском, Пенза, Ставрополь, Улан-Удэ, Челябинском. Это справедливо и для расположенного в Крыму Симферополя. Есть города-партнёры и в других странах. В Польше это Гданьск, Лодзь и Люблин, в Белоруссии — Гомель и Минск, в Чехии — Карловы Вары, в Болгарии — Бургас, в Словакии — Пухов, в Турции — Анталья, в Казахстане — близко расположенные к Омску Павлодар и Петропавловск (которые одновременно являются городами-побратимами). Похожий статус имеют в дипломатическом смысле и китайские Кайфэн и Фучжоу, а также южнокорейский Чинджу. Просто побратимами считаются также китайские Маньчжурия и Урумчи.
В Омске действует региональное отделение AIESEC — международной некоммерческой организации, которая занимается развитием молодёжи, организацией международных стажировок, образовательных, социальных, бизнес проектов.

## Население
| 1725       | 1825       | 1856       | 1858       | 1897       | 1903       | 1905       | 1914       | 1917       | 1923       | 1926       |
| ---------- | ---------- | ---------- | ---------- | ---------- | ---------- | ---------- | ---------- | ---------- | ---------- | ---------- |
| 992        | ↗9000      | ↗16 400    | ↗18 000    | ↗37 400    | ↗60 000    | ↗75 000    | ↗134 800   | ↘113 100   | ↗150 022   | ↗157 906   |
| 1931       | 1933       | 1935       | 1937       | 1939       | 1956       | 1959       | 1962       | 1964       | 1967       | 1970       |
| ↗162 161   | ↗227 000   | ↗246 000   | ↗270 542   | ↗288 855   | ↗505 000   | ↗581 108   | ↗650 000   | ↗702 000   | ↗774 000   | ↗821 151   |
| 1973       | 1975       | 1976       | 1979       | 1981       | 1982       | 1985       | 1986       | 1987       | 1989       | 1990       |
| ↗905 000   | ↗971 000   | →971 000   | ↗1 014 246 | ↗1 044 000 | ↗1 061 000 | ↗1 115 000 | ↗1 116 000 | ↗1 134 000 | ↗1 148 418 | ↗1 159 000 |
| 1991       | 1992       | 1993       | 1994       | 1995       | 1996       | 1997       | 1998       | 1999       | 2000       | 2001       |
| ↗1 167 000 | ↗1 169 000 | ↘1 167 000 | ↘1 161 000 | ↗1 163 000 | ↘1 160 000 | ↘1 158 000 | ↗1 159 000 | ↘1 157 600 | ↘1 148 900 | ↘1 138 400 |
| 2002       | 2003       | 2004       | 2005       | 2006       | 2007       | 2008       | 2009       | 2010       | 2011       | 2012       |
| ↘1 134 016 | ↘1 131 000 | ↗1 132 000 | ↗1 142 800 | ↘1 138 800 | ↘1 134 700 | ↘1 131 100 | ↘1 129 120 | ↗1 154 116 | ↗1 154 121 | ↗1 156 583 |
| 2013       | 2014       | 2015       | 2016       | 2017       | 2018       | 2019       | 2020       | 2021       | 2023       | 2024       |
| ↗1 160 670 | ↗1 166 092 | ↗1 173 854 | ↗1 178 079 | ↗1 178 391 | ↘1 172 070 | ↘1 164 815 | ↘1 154 507 | ↘1 125 695 | ↘1 110 836 | ↘1 104 485 |
| 2025       |            |            |            |            |            |            |            |            |            |            |
| ↘1 101 367 |            |            |            |            |            |            |            |            |            |            |

На 1 января 2025 года по численности населения город находился на 13-м месте из 1124 городов Российской Федерации.
В Омске проживает 60.99 % всех жителей Омской области (2025). Омская агломерация насчитывает более 1,2 млн человек. За 2015 год город покинуло 5,2 тысячи жителей. Однако миграция из стран СНГ и населённых пунктов Омской области привела к тому, что население Омска не только не уменьшилось, но и выросло на 7,4 тысячи человек.
За последние несколько лет в Омске отмечается устойчивое увеличение рождаемости, а в 2006—2007 годах наметилась тенденция к снижению смертности (количество умерших в 2005 году — 16 725 чел., в 2009 — 14 900 чел.). В 2009 году в Омске родилось 13100 малышей, что на 2193 больше по сравнению с 2005 годом, а в 2015 году впервые за десять лет была достигнута отметка в 16392 новорождённых.
Омичи старше трудоспособного возраста составляют 20 % населения города. Средний возраст трудоспособного населения 35,70 лет. Средний возраст мужчин — 35,49 лет, возраст женщин — 40,20 лет. Женщины в среднем живут 75,6 лет, мужчины — 63 года. Женщины составляют 55 % населения Омска, а мужчины 45 %.
На сто браков приходится 56 разводов.
Средний возраст пенсионеров 68,09. Смертность мужчин в трудоспособном возрасте составляет 80 %, что почти в четыре раза больше смертности женщин этого возраста. Показатели младенческой смертности в Омске одни из самых низких в России (4,7 на тысячу населения при 8,5 в целом по стране) и продолжают уменьшаться. Самой старой жительнице города в 2016 году исполнилось 108 лет.
В Омске проживают представители 102 национальностей. Согласно всероссийской переписи 2010 года, преобладающей нацией являются русские (88,8 %). Среди прочих народов больше всего распространены казахи (3,4 %), украинцы (2 %), татары (1,9 %) и немцы (1,3 %) (проценты приведены от общей численности населения, указавшего национальную принадлежность). Лица других национальностей и лица, не указавшие национальную принадлежность, 7 % населения города.

Зарегистрировано 58 национально-культурных организаций. Ряд их имеет собственные печатные издания (газета «Татарский мир», газета «Ахдут»), используемые в целях популяризации деятельности организаций по возрождению и сохранению национальных традиций.
Кроме широко распространённых этнохоронимов «омич», «омичка», «омичи» встречаются также варианты «омча́не», «омча́нин», «омча́нка»; «о́мцы», «о́мец», но они крайне редки.

## Архитектура и инфраструктура

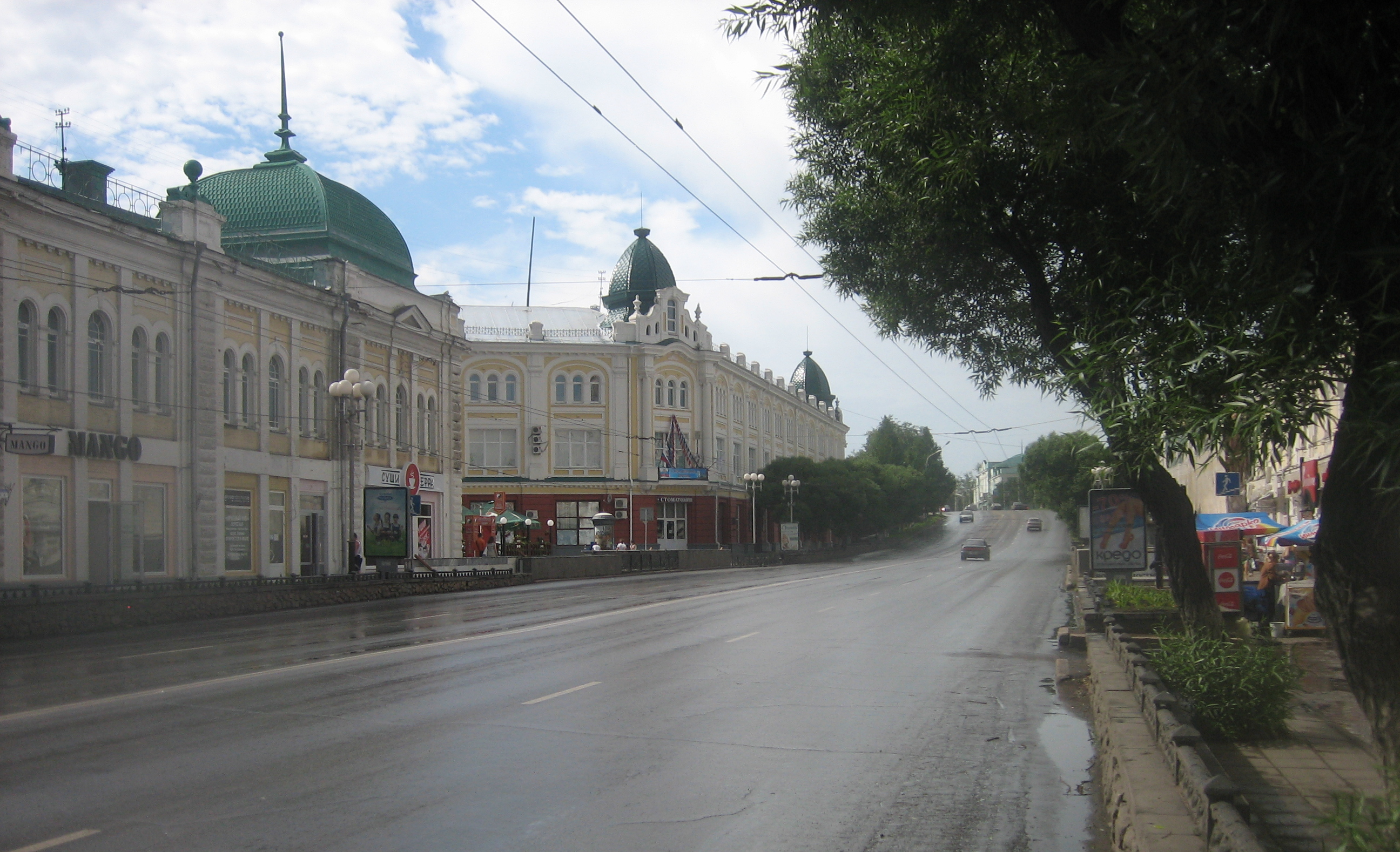
Правобережная часть улицы Ленина (Любинский проспект) до реконструкции

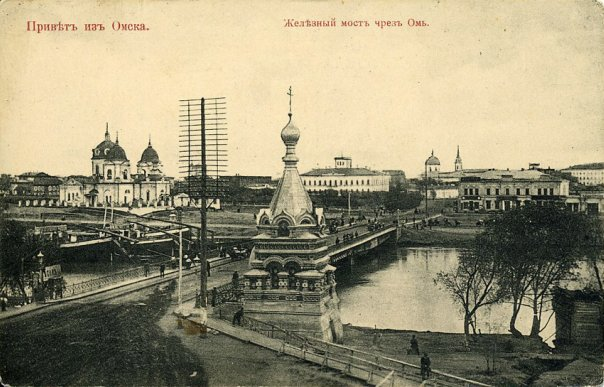
Вид на Железный мост в центре города (начало XX века)

Историческая застройка располагается по обоим берегам Оми — это законченный ансамбль Любинского проспекта (ул. Ленина). В городе практически нет зданий выше 50 метров, по этому параметру он один из самых низких городов-миллионников. Самое высокое сооружение в городе — это дымовая труба ТЭЦ-5 (275 метров), построенная в 1976 году и находящаяся на двадцатом месте в рейтинге самых высоких труб в мире. До этого самым высоким сооружением была телебашня Омского областного радиотелецентра (196 метров с антенной). Самым высоким зданием является крупнейший за Уралом Омский элеватор, расположенный в Старом Кировске. Его высота — 72 метра, что аналогично 24-этажному дому. Но самый высокий жилой дом (в центре города на улице Добровольского, в жилом комплексе «Ласточкино») составляет только 21 этаж.
В центральной части города сосредоточено 130 памятников архитектуры, почти половина от общего числа в городе. Не все такие здания имеют хорошее состояние. Так, знаменитый омский дом с драконами, чья история насчитывает более ста лет, требует реставрации и находится на глухой улочке далеко от туристических маршрутов. Необычные для сибирского деревянного зодчества, драконы здесь были взяты из альбома образцов Минетти и расположены на наличниках и в качестве кронштейнов для поддержки навеса над крыльцом. В прошлом ворота и забор дома были украшены резными языками пламени. Дом с драконами свидетельствует о сильной архитектурной традиции в Омске начала XX века, доступной для народных масс. Однако в настоящее время его сохранению уделяется недостаточно внимания, и он может пойти под снос из-за застройки района. Аналогичная проблема касается и многих других памятников деревянного зодчества, которые уничтожаются незаконными методами в интересах частного бизнеса.
Всего в Омске 6591 многоквартирных домов (на 2016 год). Из них более тысячи домов первых массовых серий, в том числе 170 домов серии 1-335 ПК, доля последних в объёме жилого фонда Омска — самая высокая в России. Часть из них ремонтируется с усилением несущих конструкций. Омск выделяется на фоне других городов по накопленному опыту и методам капитального ремонта «хрущёвок». Износ жилого фонда превышает 50 %.
Значительная часть города относится к частному сектору. Некоторые районы даже в центре неблагоустроены: нет газа и канализации, дороги грунтовые; кроме того, некоторые жители не оплачивают вывоз мусора и создают несанкционированные свалки. По программе регенерации кварталов часть частного сектора, преимущественно в центре города, сносится и застраивается современным жильём или бизнес-центрами. Однако для высотного строительства существует много препятствий, связанных в основном с недостатком финансов.

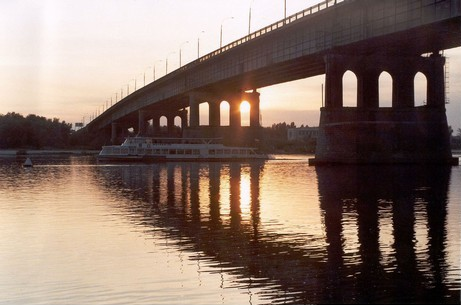
Ленинградский мост, вид на Левобережье

Мосты Омска соединяют берега двух рек, крупных мостов — десять, из них пять проходят над Иртышом, и пять — над Омью. По течению Иртыша, то есть с юга на север, находятся Южный мост, двухпутный железнодорожный мост, Ленинградский, метромост им. 60-летия Победы и мост им. 60-летия ВЛКСМ. Через Омь перекинуты Юбилейный, Комсомольский, Фрунзенский, Октябрьский и железнодорожный мосты.

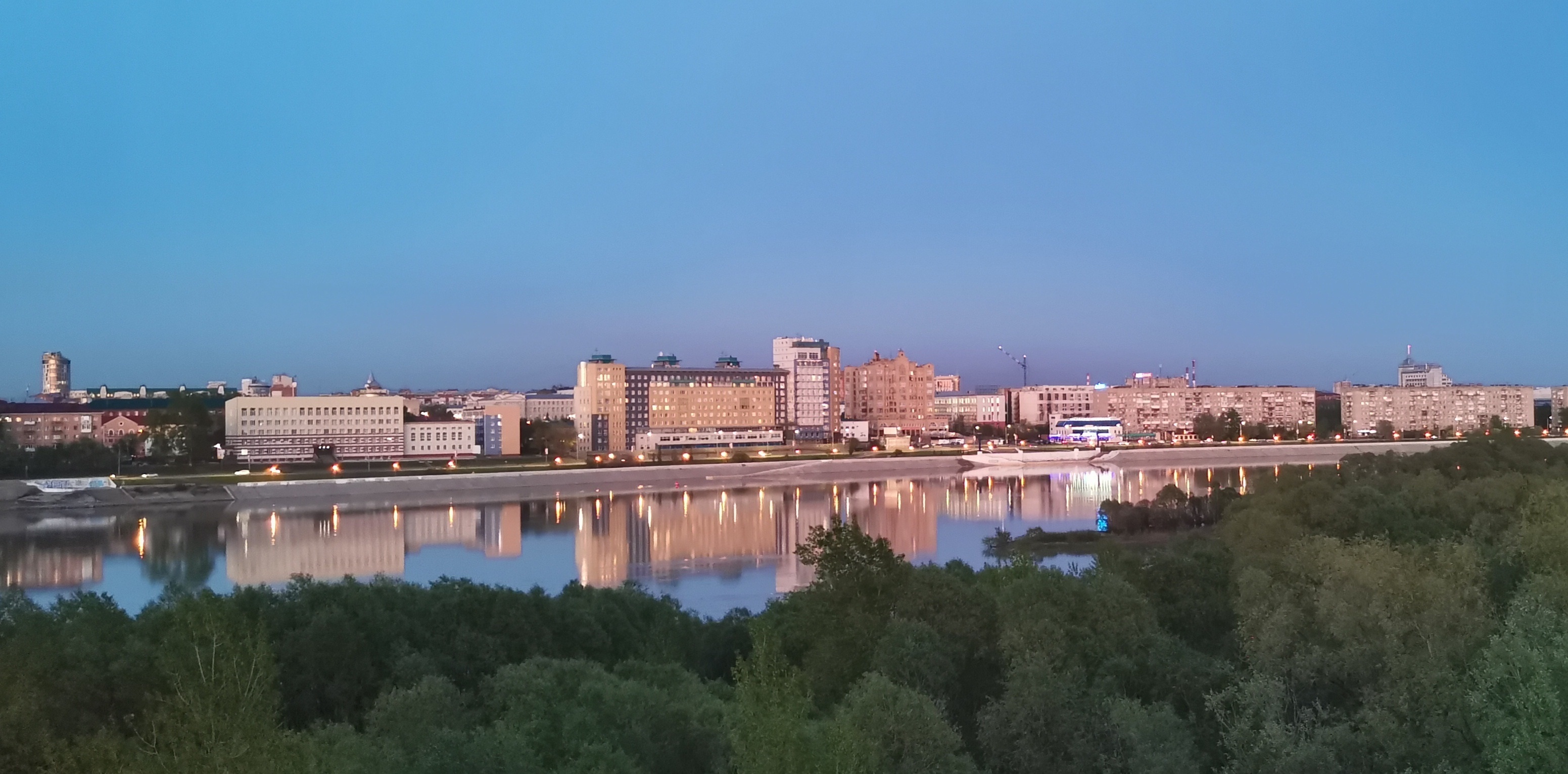
Вид на правый берег Иртыша с Ленинградского моста

Протяжённость омских дорог составляет чуть более 1400 км (общая площадь 9,5 млн м²), из них только 900 км — с твёрдым покрытием. Омские дороги привлекли внимание других регионов после прямой линии с президентом В. Путиным.

## Экономика
Омск является одним из крупнейших в России промышленных центров, крупным транспортным узлом.
Город присутствует в различных бизнес-рейтингах. Так, в 2009 году он занял седьмое место среди 64 городов России по инвестиционной привлекательности, по мнению журнала «РБК». В то же время у журнала «Forbes» он занимал 21-е место из тридцати. Годом позже «Forbes» оценил его намного выше — в совокупности шестое место. А в частностях журнал поставил Омск на первое место по развитию инфраструктуры, четвёртое — по устойчивости к кризису, пятое — по социальным характеристикам и отметил проблемные сферы — некомфортность ведения бизнеса и особенно низкую покупательную способность омичей.

### Промышленность
Омск является крупнейшим в Омской области и одним из крупнейших в России промышленных центров. В 2013 году Омск занял 5 место в рейтинге 250 крупнейших промышленных центров России по промышленному производству, которое составило 528 млрд рублей.
Основу промышленности Омска составляют нефтепереработка, нефтехимия, химическая промышленность, машиностроение (производство аэрокосмической техники, бронетехники, сельхозтехники).

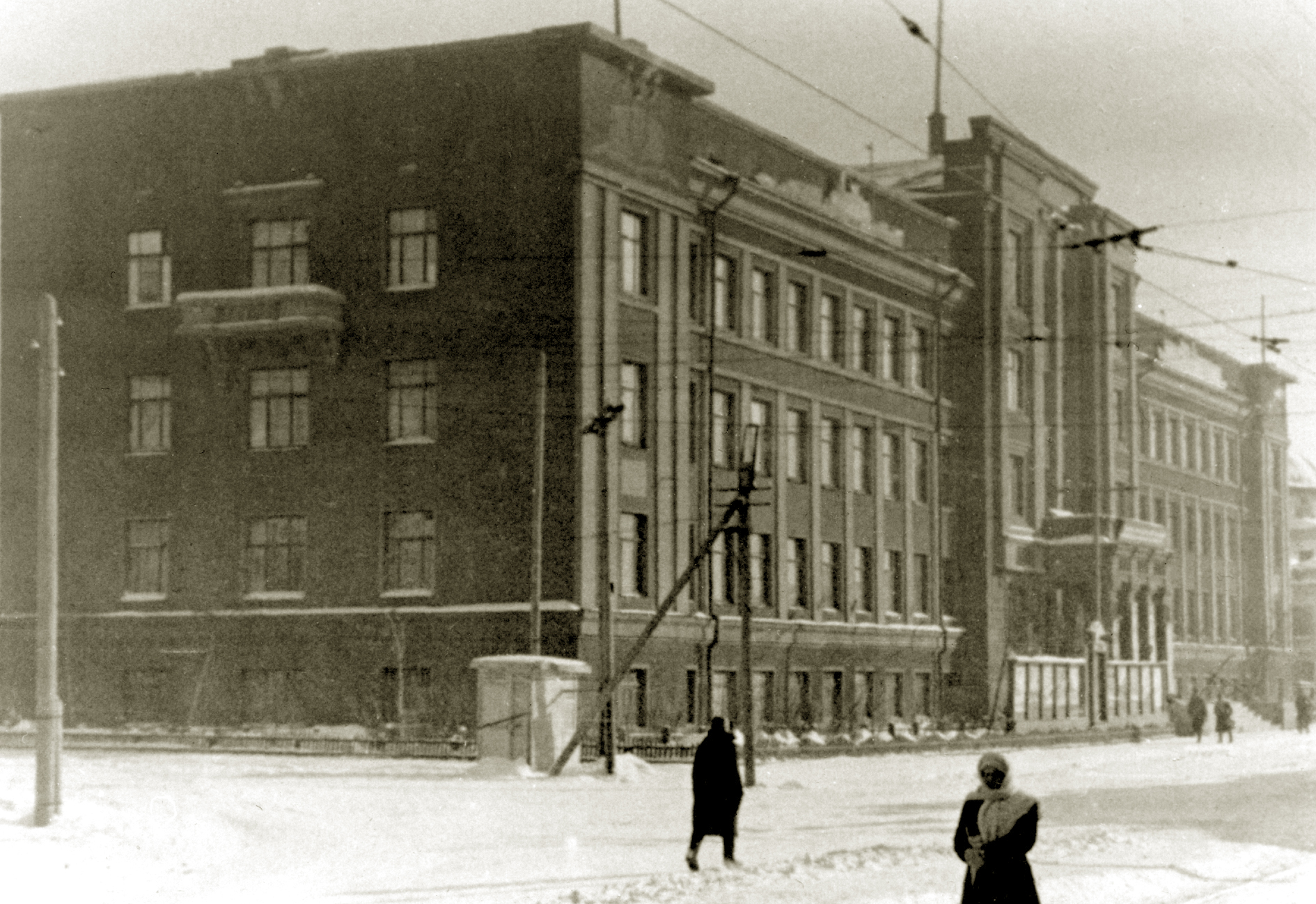
Здание Омского речного пароходства в 1940 году. Здесь в годы Великой Отечественной войны размещалось ОКБ Туполева (ЦКБ-29).

В аэрокосмической индустрии особенно выделяется крупное ФГУП «Производственное объединение „Полёт“», осуществляющее выпуск ракет-носителей «Рокот» и «Протон-М», а также производство узлов для российских ракет-носителей нового поколения «Ангара». АО «Высокие технологии» (ранее — Омский агрегатный завод им. В. В. Куйбышева) производит гидросистемы для военной авиации, различные типы насосного оборудования. АО «Омский завод гражданской авиации» осуществляет ремонт и модернизацию авиационной техники (преимущественно вертолёта Ми-8). Авиаремонтное предприятие «Мотор» осуществляет ремонт вспомогательных силовых установок (ВСУ) для самолётов и вертолётов. ФГУП «Омское моторостроительное объединение им. П. И. Баранова» выпускает авиационные двигатели, а также оборудование для нефтегазодобывающего комплекса. Омское моторостроительное конструкторское бюро специализируется на разработке, производстве и ремонте малоразмерных газотурбинных двигателей гражданского и военного применения, а также наземных энергоузлов, турбостартёров и другого оборудования.
В машиностроении Омск представляет Омский завод транспортного машиностроения (включая бывший завод «Омсктрансмаш»), которое производит и ремонтирует системы «Солнцепёк» и «Буратино», танки типа Т-80, модернизирует танки Т-55, производит трактора и экскаваторы, а также выпускает металлургическую продукцию. Омский завод газовой аппаратуры производит газовые и электрические кухонные плиты.
Приборостроительные предприятия выпускают военные и гражданские продукты. ПО «Иртыш» занимается производством радиоэлектронной аппаратуры. АО «ОПЗ им. Козицкого» осуществляет разработку и производство радиоаппаратуры различного назначения, а также товаров народного потребления. АО «Радиозавод им. А. С. Попова» выполняет разработку и производство многонаправленных подвижных защищённых систем связи и управления специального и общетехнического назначения. НПО «Мир»: технологии автоматизации энергосбережения. НПЦ «Динамика»: разработчик систем мониторинга технического состояния объектов промышленности и транспорта. АО «Омский научно-исследовательский институт приборостроения» занимается научной и производственной деятельностью в сфере производства приборов. АО «Центральное конструкторское бюро автоматики» разрабатывает и выпускает аппаратуру целеуказания и наведения, а также медицинскую технику и товары народного потребления.
АО «Сатурн» (бывший Омский электротехнический завод имени Карла Маркса) — одно из ведущих предприятий радиоэлектронной промышленности России.

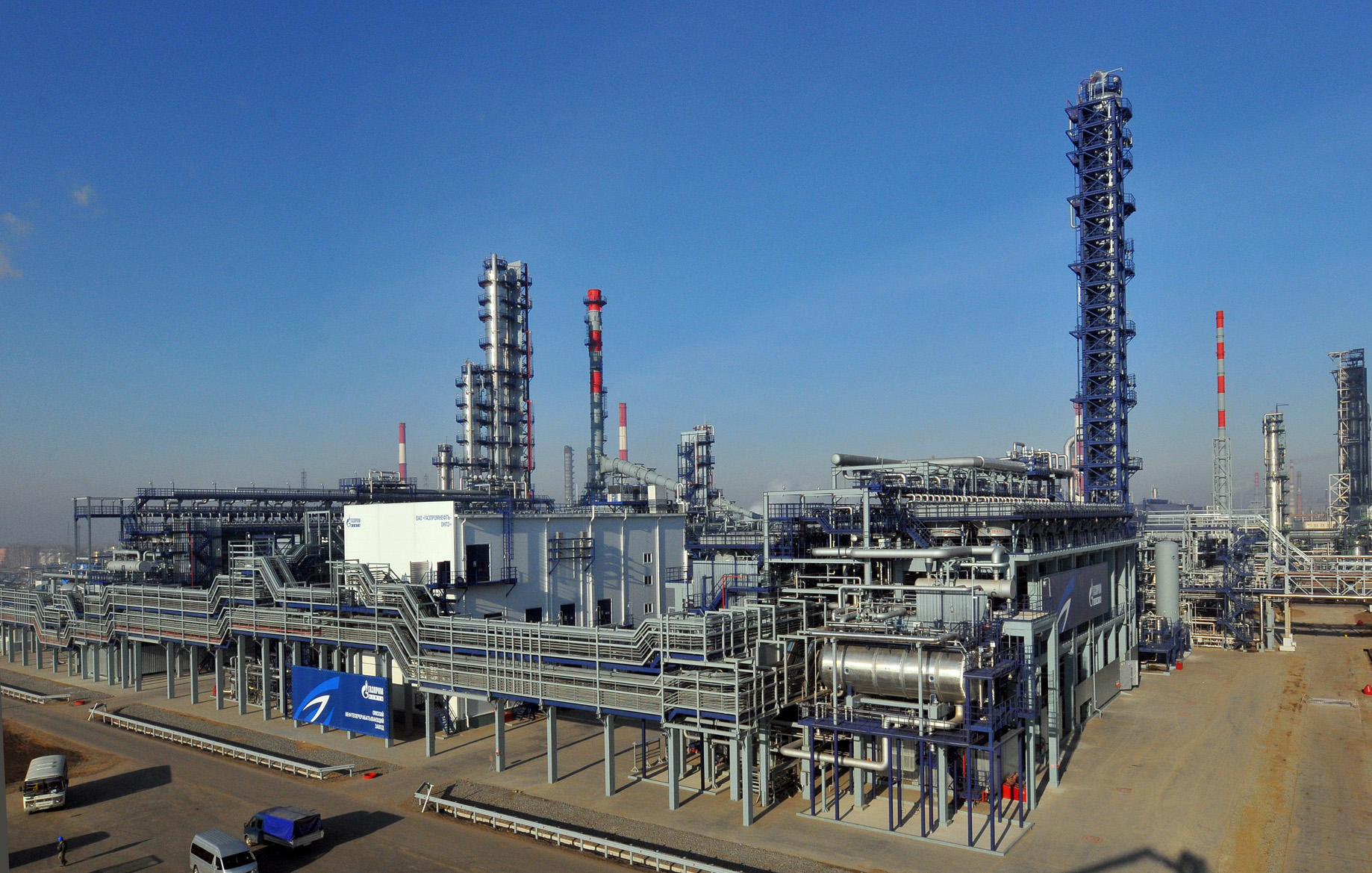
Установка изомеризации Омского нефтезавода

Предприятия нефтехимии представлены Омским нефтезаводом, заводами по производству технического углерода, полипропилена, синтетического каучука и шин. Омский НПЗ — один из лидеров в России по объёму нефтепереработки (21 млн тонн в 2012 году) и по её глубине (83 %). Заводы «Омскшина» и «Кордиант-Восток» являются одной из крупнейших в России площадок по производству шин, «Омский каучук» — по производству синтетического каучука. «Омсктехуглерод» — крупнейший в России и один из крупнейших в мире производителей технического углерода. Завод «Полиом» (введён в эксплуатацию в 2013 году) входит в тройку крупнейших российских производителей полипропилена.
В городе расположено множество предприятий лёгкой и пищевой промышленности. Производством и переработкой мяса занимается «Омский бекон», действует молочный завод «Манрос М» (принадлежит компании «Вимм-Билль-Данн») и Омский завод плавленых сыров, выпускающий плавленый сыр «Омичка». Действует завод мороженого Инмарко, кондитерские фабрики «Сладонеж» и «Сладуница», Омская макаронная фабрика «Добродея». Завод розлива минеральной воды «Омский» выпускает минеральную воду «Омская-1». Работает ряд производств алкогольных напитков: пивоваренные заводы «Сибирь» и «Росар» (последний принадлежит ОАО «САН ИнБев», выпускает изначально омские сорта пива «Сибирская корона», «Багбир»), ликёроводочные заводы «Оша» и «Омсквинпром», известный водкой «Пять озёр».
На территории Омской области расположены четыре ТЭЦ (все входят в АО «ТГК-11», ТЭЦ-2 работает в режиме котельной) и множество котельных (самая крупная Кировская районная котельная так же входит в АО «ТГК-11»). Большая часть котельных передана на баланс в муниципальное предприятие «Тепловая компания», остальные являются ведомственными.

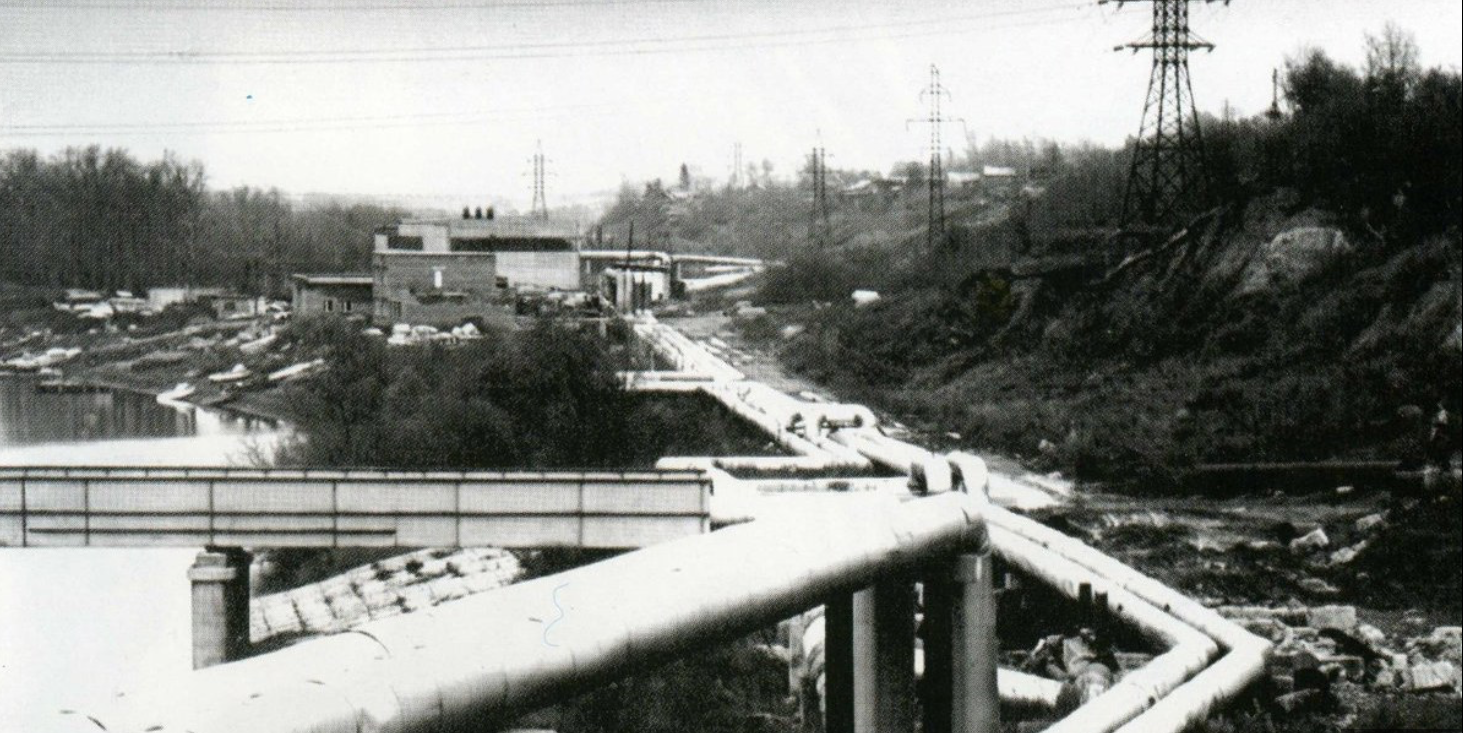
Промышленная панорама Омска

С 1996 года проводится выставка техники, технологий и вооружения ВТТВ-Омск. С 2003 года ежегодно проводится агротехническая выставка-ярмарка «Агро-Омск».
С 2019 идёт строительство и к 2020 планируется к завершению катализаторный завод Газпром-нефти.

### Торговля и услуги

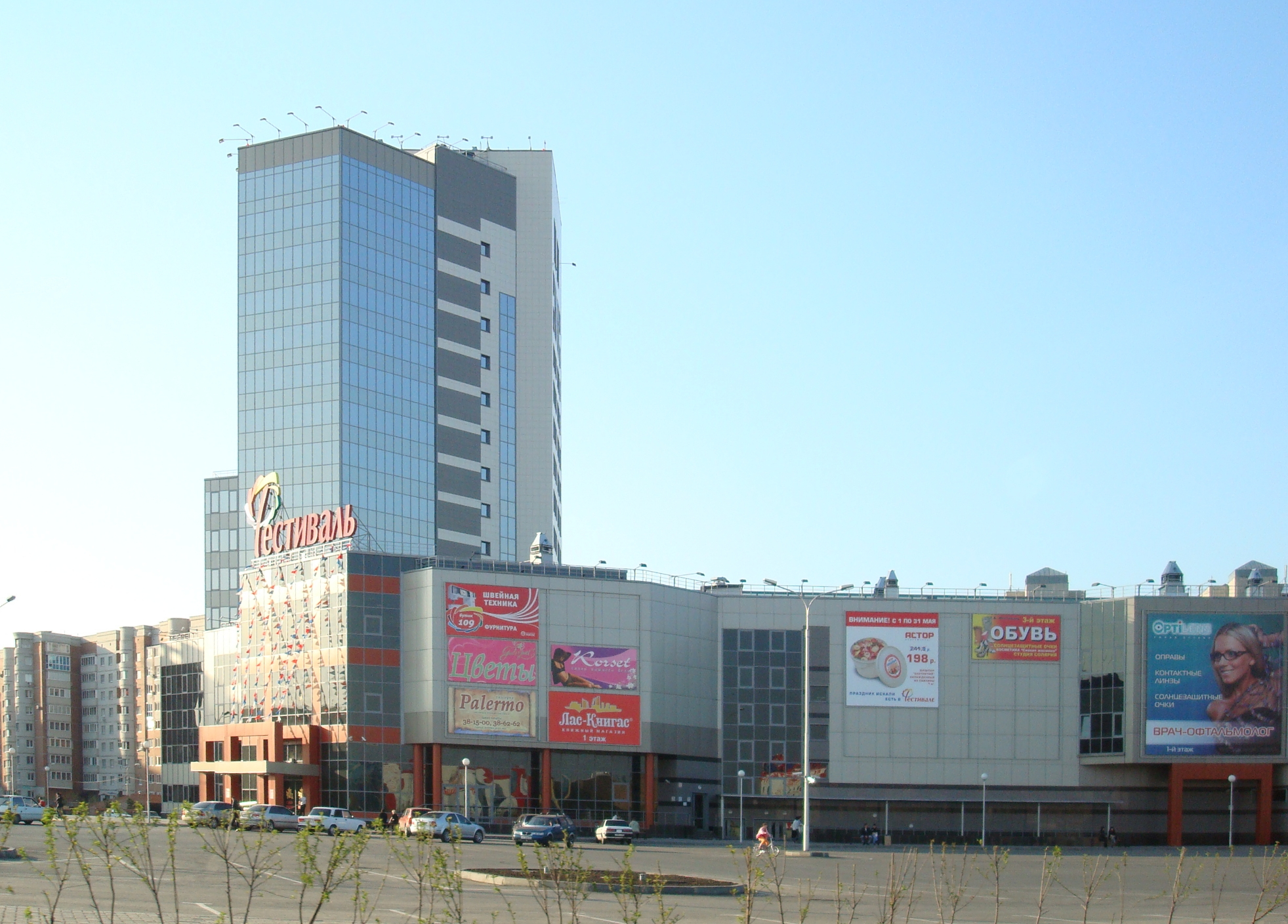
Торгово-офисный центр «Фестиваль» на Левобережье

В Омске формируются торговые ряды магазинов с похожим ассортиментом. Так, например, на улице Ленина расположены магазины модной одежды, а в районе Торгового города — магазины бытовой техники. Торговые площади представлены в основном в крупных торговых центрах и торговых комплексах (которых более семидесяти), гипермаркетах, супермаркетах Омска.
Действуют федеральные и региональные торговые сети. В десятку крупнейших аптечных сетей по версии маркетингового агентства DSM Group вошла омская сеть «Фармакопейка». Увеличивает свою долю торговля на рынках, которых в городе более ста общей сложностью 3600 торговых мест. Крупный рынок расположен, например, в центре Левобережья. Низкие цены и качественная продукция от сельских производителей привлекают покупателей в выходные дни во время губернских ярмарок, а в последнее время и в будни. Весной менее трети торговых мест пустует, но в летний сезон они заполняются дачниками, продающими овощи и зелень.
Одним из крупнейших торговых комплексов в Омске является Торговый центр Континент, общая площадь которого составляет более 160 тысяч квадратных метров.
Торговый центр «Омский», построенный по проекту петербургской мастерской под руководством Ю. И. Земцова строился более 10 лет и открылся в 1984 году. Торговый центр был одним из самых известных универмагов СССР. Он расположен на месте бывшего Центрального городского рынка в центре Омска и представляет собой «крытую площадь», через которую можно пройти насквозь, как по улице. В середине здания находится большой атриум, а с верхних террас свисают живые растения. Это здание является одним из самых узнаваемых в городе.
В число лучших ресторанов России вошёл ресторан BASE, дважды названный журналом Forbes первым среди ресторанов Омска и рекомендованным для посещения (Forbes, июнь 2007, май 2010), а также ресторанный комплекс «Колчак», соединяющий рестораны разных форматов и один из самых известных в городе, и сеть кофеен Skuratov Coffee.
В 2014 году в Омске действовало 27 гостиниц и 8 хостелов; по обеспечению туристов гостиницами Омск находился на последнем месте среди городов-миллионников. Всего на начало 2016 года гостиничные услуги предоставляются в 112 местах, но только три из них обладают официальным статусом «три звезды»: Ibis Hotel, «Маяк» и «Турист», расположенные в самом центре города. При этом одна из гостиниц по своим качествам может претендовать на «пять звёзд», хотя не имеет официального статуса — это «Берёзовая 2», в народе известная как госдача на Берёзовой. В Омске наблюдается тенденция активного открытия хостелов и развития малого гостиничного бизнеса, но не крупных гостиниц. В 2008 году планировалось возвести у «Птичьей гавани» комплекс зданий с четырёхзвёздочным отелем «Park Inn», но, несмотря на наличие финансирования, отель так и не появился. Был также ряд других масштабных проектов (среди них отель Hilton), оставшихся нереализованными.

### Связь
Телефонный код города — 3812. Услуги стационарной телефонии в основном предоставляет Омский филиал ОАО «Ростелеком». Также предоставляется IP-телефония компаниями «Омские кабельные сети», «ЭР-Телеком», ТТК (ЗАО «ЗапСибТранстелеком») и другими. В Омске шестизначные телефонные номера. Омск — самый крупный российский город, в котором сохраняется шестизначная нумерация.
В городе работают 6 GSM-операторов сотовой связи: МТС (ОАО «Мобильные Телесистемы»), Билайн (ОАО «Вымпелком»), Tele2 (ЗАО «Сибирская сотовая связь» — только 1800 MHz), Мегафон, Ростелеком и Йота. Все операторы сотовой связи предоставляют связь 3G. Из операторов, предоставляющих услуги связи 4G LTE: Билайн, Мегафон, МТС и Yota, Tele2.
Доступ в Интернет предоставляет ряд компаний, в том числе операторы сотовой связи, Дом.ru, «Омские Кабельные Сети» и «Ростелеком» (сменивший «Сибирьтелеком»). Омская область входит в число регионов, где последняя компания проводит активное строительство и ввод в эксплуатацию сети GPON FTTH («Оптическое волокно в квартиру»), что теоретически предоставляет пользователям доступ в Интернет на скорости до 2,5 Гбит/с.
Существует множество общественных мест с беспроводным доступом по технологии Wi-Fi, в том числе городской автовокзал, а также некоторые парки: Советский, «Зелёный остров» и парк им. 30-летия ВЛКСМ. С октября 2011 года по июль 2012 года в порядке эксперимента Wi-Fi имелся в троллейбусах, следующих по маршруту № 67. В апреле 2016 года Wi-Fi появился в восемнадцати автобусах маршрута № 24.

### Транспорт

#### Речной транспорт
Пассажирский
Речной — исторически первый вид транспорта, именно в ходе речного похода был основан город. На протяжении своей истории город был тесно связан с рекой. Построенный в 1964 году речной вокзал стоит в самом центре города: на месте основания Омской крепости. В настоящее время ПАО «Иртышское пароходство» осуществляет пассажирские маршруты на линиях Омск-Салехард (через Тобольск и Ханты-Мансийск), навигация по этому маршруту длится с конца мая до начала октября, курсируют теплоходы «Механик Калашников» и «Родина». В навигацию 2020 года линия не действовала из-за ограничений, связанных с пандемией COVID-19. На сегодняшний день это один из немногих сохранившихся речных пассажирских маршрутов в России. Скоростные линии Омск—Тевриз и Тевриз—Малая Бича закрыты в 2014 году, работавшие на них скоростные суда «Восход» находятся на хранении в затоне Омского судоремонтного завода. В Усть-Ишимском районе действуют пассажирские линии Усть-Ишим-Кайсы и Усть-Ишим-Большая Тебендя, которые обслуживаются теплоходами типа «КС», а также линия Загваздино-Тобольск, на которой работает теплоход «Заря»
Грузовой
Омский речной порт (основан в 1951 году) расположен в черте города по обоим берегам Иртыша у пересечения его с Транссибом, в 1858 км от устья. Омский речной порт — крупнейший перевалочный порт на Иртыше. В 1970-е годы на его долю падал 31 % общего объёма погрузочно-разгрузочных работ в Иртышском бассейне.

#### Железнодорожный транспорт

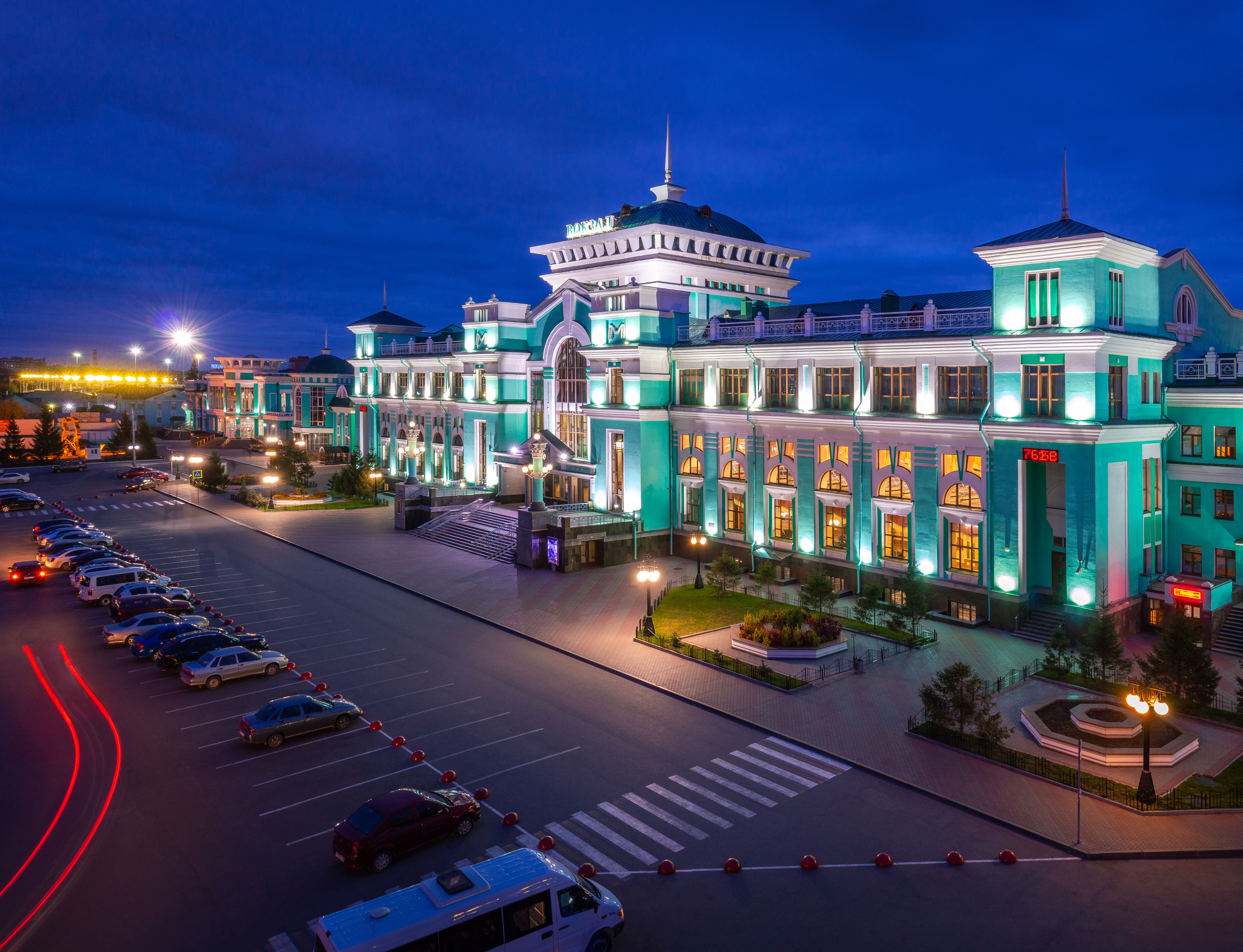
Вокзал Омск-Пассажирский, 2020 год

Благодаря строительству Транссиба город получил дополнительное развитие.
В городе находятся железнодорожные станции Омск-Пассажирский, Омск-Сортировочный, Омск-Северный, Омск-Восточный, Карбышево I, Московка и др.
Пассажирский
Пассажиры обслуживаются в двух железнодорожных вокзалах станции Омск-Пассажирский, расположенных по соседству: «Омск-Пассажирский» и «Омск-Пригородный». Перед вокзалами расположена привокзальная площадь. Существуют фирменные поезда омского формирования: поезда № 87/88 направлением Омск — Новосибирск, 115/116 «Омич» направлением Омск — Нижневартовск, и двугруппный фирменный поезд № 125/126 «Обь» направлением Новосибирск — Омск — Новый Уренгой.
Грузовой

#### Авиационный транспорт
В Омске действует аэропорт «Омск-Центральный», находящийся в центре Левобережья. В немецком фильме «Русское чудо» 1963 года можно увидеть, как самолёт заходит на посадку над центром города. Кроме этого в 30 километрах от города расположен недостроенный аэропорт «Омск-Фёдоровка». Указом Президента Российской Федерации от 31.05.2019 № 246 «О присвоении аэропортам имён лиц, имеющих особые заслуги перед Отечеством» аэропорту «Омск-Центральный» присвоено имя Д. М. Карбышева.
До 90-х годов в Омске работал аэропорт местных линий («Старый Аэропорт»), с которого производились рейсы по области и близлежащие города Казахстана. Известность ему принёс фильм 1969 года «Неподсуден». Сейчас здание эксплуатируется в качестве торгово-развлекательного центра.
В черте города, в Октябрьском округе, находится построенный ещё в период Великой Отечественной войны аэродром Омск-Северный. Одно время он также принимал чартерные рейсы гражданской авиации. В начале 2000-х годов существовали планы его превращения в крупнейший в Сибири грузовой терминал, которые остались неосуществлёнными.

#### Городской транспорт

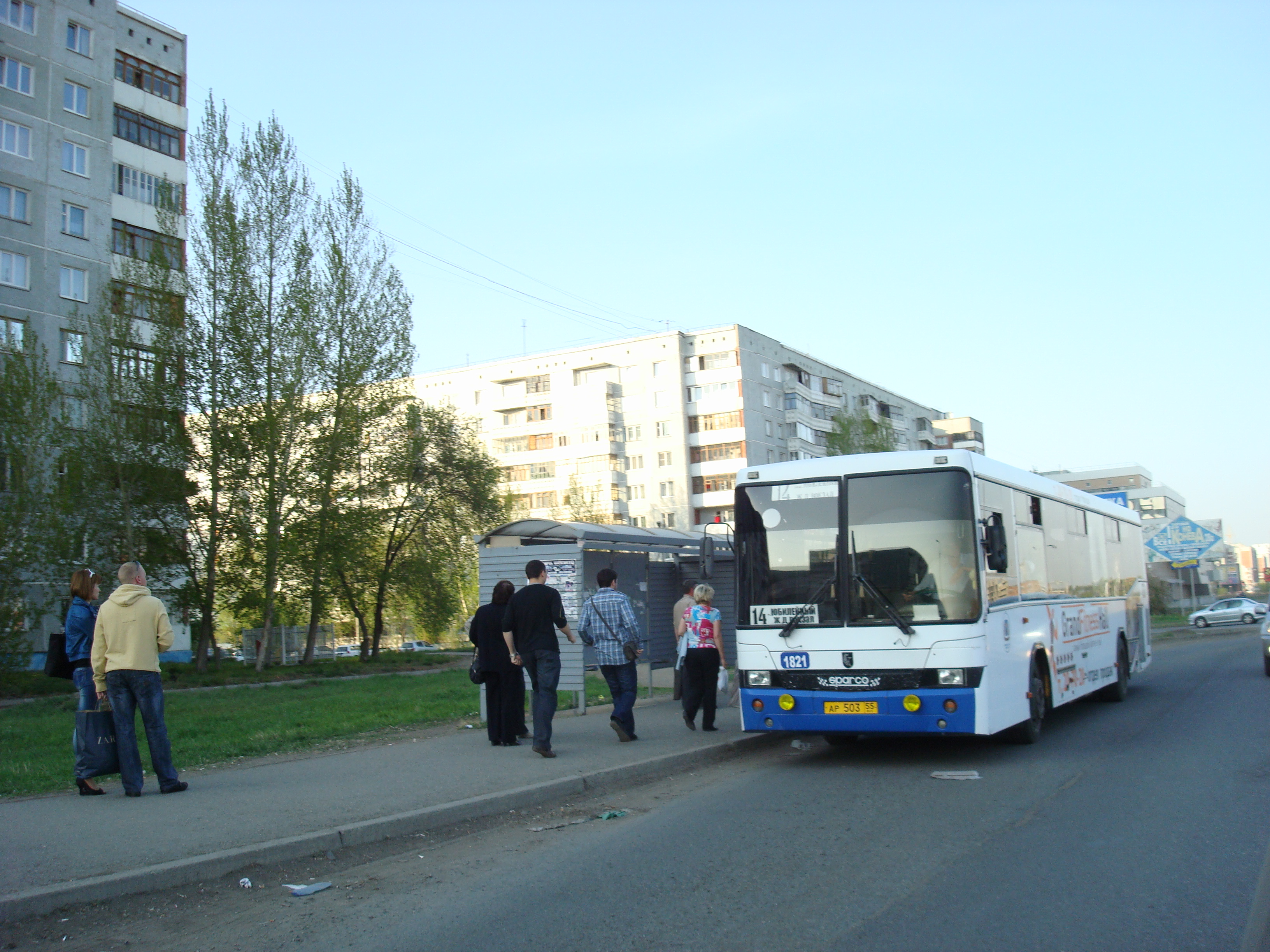
Автобус НефАЗ на улице Конева

На левобережье Иртыша находится автовокзал, откуда отходят междугородние автобусы в населённые пункты Омской области и соседние регионы, а также международные рейсы в Казахстан (в частности в Кокчетав, Петропавловск, Павлодар и т. д.) и в  Киргизию.
В городе активно эксплуатируются наземные виды транспорта. Действуют 50 автобусных, 8 троллейбусных и 6 трамвайных маршрутов (на апрель 2020 года), а также маршрутные такси. Трамвайные линии в городе действуют слабо. Согласно генеральному плану развития Омска ожидается значительное развитие трамвайных линий как на левом, так и на правом берегах реки Иртыш.
Муниципальный транспорт перевозит лишь 35-40 % пассажиров, а остальное приходится на частных перевозчиков, среди которых много нелегальных, не платящих налогов. В 2016 году с нелегалами ведётся борьба, появилась необходимая законодательная база, и ожидается, что к 2017 году город начнёт получать недостающие налоги. Стоимость проезда в муниципальном транспорте составляет 30 рублей наличным расчётом и 25 рублей безналичным, что является одной из самых низких, если рассматривать ситуацию в крупных городах России.
С 2009 года в соответствии с новыми правилами организации пассажирских перевозок для информирования пассажиров в салонах общественного транспорта размещена визитная карточка пассажирского предприятия с номерами телефонов, по которым можно обратиться с жалобами или предложениями, и где указаны данные водителя.

#### Метрополитен
В Омске в недостроенном состоянии находится метрополитен, ставший знаменитым благодаря единственной построенной в конструкциях станции.

#### Автомобильный транспорт
Через Омск проходит федеральная трасса Р254 «Иртыш» (бывшая М51) Челябинск — Курган — Петропавловск — Омск — Новосибирск. Также «Омск — Майкапшагай» (трасса М38), через Черлак, а далее по территории Казахстана, направляясь к Павлодару и Семипалатинску. Трасса 1Р402 Омск — Тюмень, дорога Омск — Тара и дорога Омск — Седельниково.

### Малое предпринимательство
На начало 2009 года в Омске было зарегистрировано более 66 тыс. субъектов малого и среднего бизнеса, численность занятых в которых превышает 163 тысячи человек. Для предпринимателей действуют городские выставки «Инновации года» и «Омская марка». Муниципальный Центр поддержки предпринимательства оказывает информационные и консультационные услуги по вопросам права, налогообложения, бухгалтерского учёта и другим вопросам.
Тем не менее предпринимательство в Омске находится в упадке.[нужна атрибуция мнения] Неэффективное управление и отсутствие реальной поддержки бизнеса привело к разорению многих малых и средних предпринимателей с 2007 года по настоящее время. В Омске крайне затруднительно получить разрешение на строительство, на это может уйти 3-5 лет. Контролирующие органы, такие как пожарный, земельный контроль и пр., акцентируются только на наказании бизнеса. Сильно завышенные арендные и налоговые платежи за землю делают бизнес экономически неэффективным. Кроме этого, глава Ассоциации развития предпринимательства Вадим Морозов отмечает нелояльное отношение чиновников к бизнесменам и излишнюю политизированность экономики.
Отмечается также тенденция получить побольше денег без вложения в культуру потребления нового товара. После появления такового на рынок заходит много компаний, нацеленных только на извлечение прибыли, за этим следует волна демпинга, а затем — падение интереса потребителей, когда новый товар теряет ценность. Так произошло, например, с пейнтболом.

## Здравоохранение
Медиков в городе обучает Омский государственный медуниверситет, существуют образовательные центры последипломного образования. Тем не менее, сегодня в здравоохранении города дефицит участковых терапевтов, педиатров и узких специалистов. Среди медицинских кадров постоянно происходит ротация, но массового оттока с государственной службы нет. Большая часть высококлассных специалистов работает в госсистеме, в нерабочее время консультируя пациентов в частных клиниках.
Сфера государственной медицины постепенно модернизируется. К 2009 году служба скорой помощи получила 80 новых санитарных автомобилей «Газель», оснащённых современным оборудованием, полное обеспечение необходимыми медикаментами и две новые подстанции, что сделало её одной из лучших в Сибири. Также в 2009 году была завершена работа по установке многоканальной телефонной связи во всех поликлиниках города, позволяющей записываться на приём к специалисту по телефону.
В Омске проводится 150 тысяч операций в год, из них 15 тысяч высокотехнологичных. За год врачи принимают 21 миллион посещений. Также здесь расположено одно из четырёх медучреждений России, где делают операции по коррекции пола. В городе работают крупные частные клиники, такие как «Евромед», «Ультрамед», «Нейромед», «До 16-ти» и другие.
На протяжении ряда лет среди горожан не регистрируются случаи кори, в 2008 и 2009 годах не было зарегистрировано ни одного случая дифтерии.
В 2015 году было выявлено 2 тыс. случаев различных онкологических заболеваний, но рост выявленных случаев связан с совершенствованием технологий, а не усугублением ситуации. Число тяжёлых и смертных случаев, наоборот, в Омске снижается. Муниципальный онкологический диспансер имеет современное оснащение и высококвалифицированные кадры. Реабилитация пациентов проводится в санатории «Оазис», работающем по принципу частно-государственного партнёрства.
В Омске действуют центры анималотерапии. При ипподроме проходит реабилитация с помощью лошадей, в центре канистерапии «Лапу, друг!» — с помощью собак, а в будущем зооцентре «Дверь в лето» кроме собак планируется привлекать также кроликов, птиц и черепах.

## Образование и наука

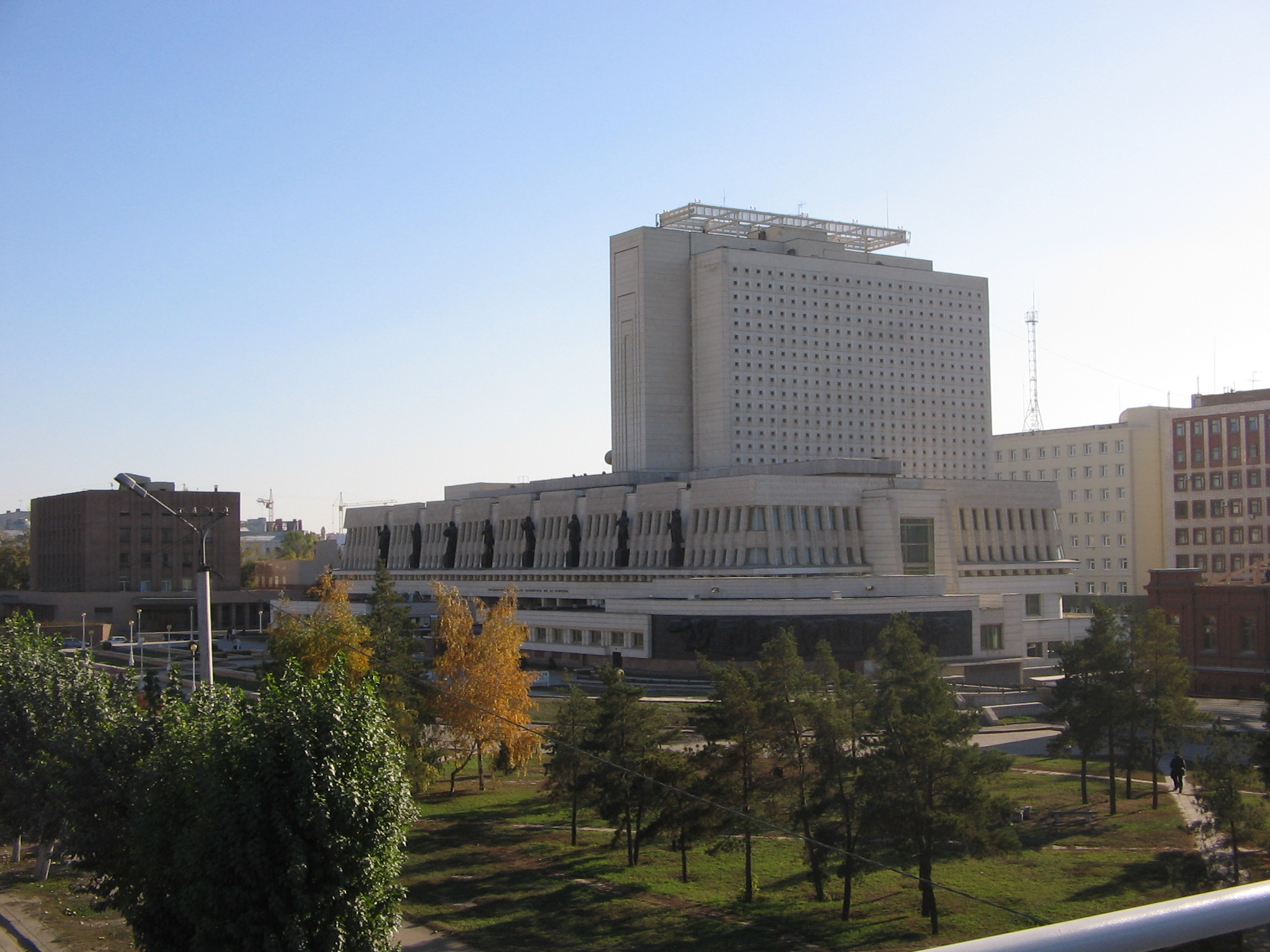
Библиотека им. Пушкина

В городе действует 46 библиотек, которые каждый год посещает около 5000 омичей, включая уникальную для Сибири детскую компьютерную библиотеку. Крупнейшая из них — Омская государственная областная научная библиотека имени А. С. Пушкина, расположенная в центре города возле метромоста и станции недостроенного метрополитена, названной в её честь.

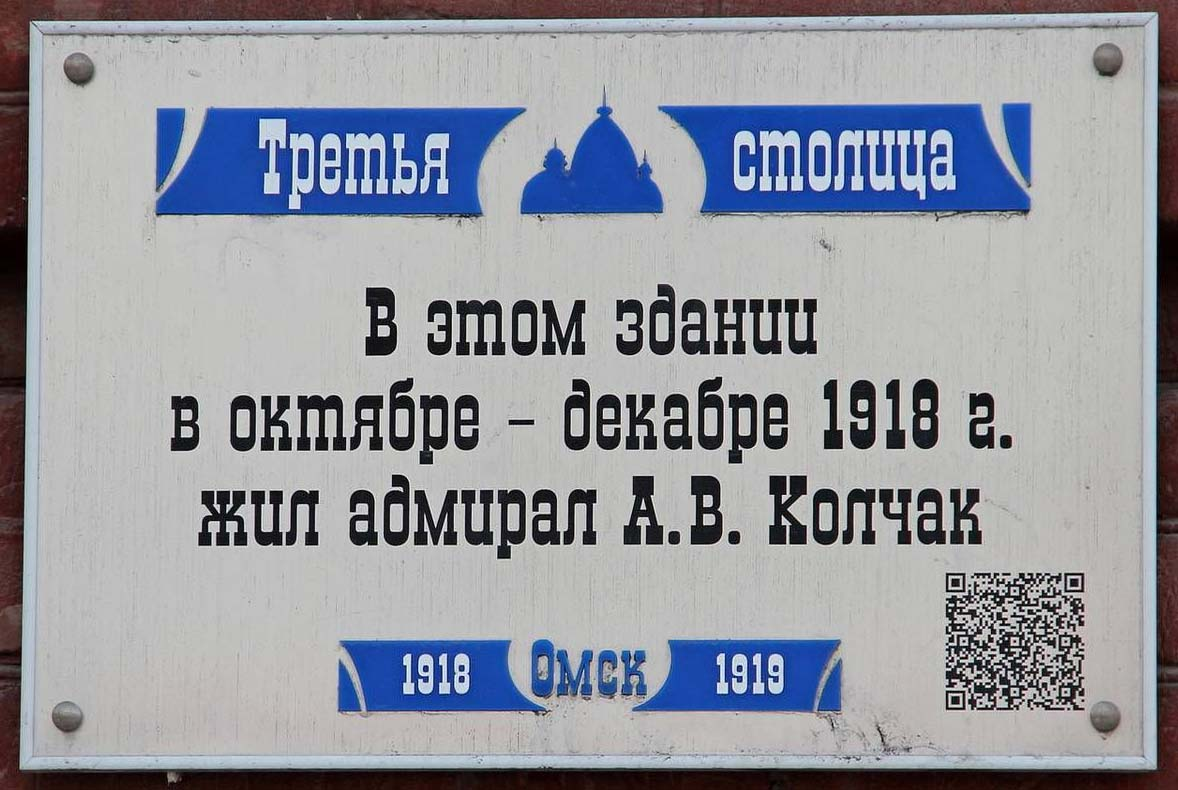
Доска образовательного проекта проект «Третья столица» на здании особняка полковника В. И. Волкова

В 2016 году к 300-летию города в городе был реализован образовательно-информационный проект «Третья столица», посвящённый истории гражданской войны. Проект направлен на популяризацию объектов культурного наследия в Омске, связанных с историей гражданской войны, и был инициирован членом Совета Федерации Федерального Собрания от Омской области А. И. Голушко и открыт главой оргкомитета по празднованию юбилея Омска министром культуры В. Р. Мединским.

### Начальное и среднее образование
С 2004 года основные проблемы в сфере дошкольного образования были связаны с нехваткой мест в детских садах.
С профориентационной целью ежегодно для старшеклассников и родителей проводится городская информационная ярмарка «Тебе, молодой!».
В школах имеются социальные педагоги и в 109 из них работают психологи. Каждая школа Омска подключена к сети Интернет, имеет компьютерное оборудование. В декабре 2008 года начал работу ресурсный центр информатизации образования, который оказывает консультационно-методическую и справочную помощь учителям города по применению информационных технологий в образовательном процессе. В 2013 году создан городской методический центр «Перспектива». Важным этапом информатизации муниципальной системы образования стало появление «Омского образовательного портала» — официального представительства департамента образования в Интернете. Свои официальные сайты имеют 97 школ и 15 учреждений дополнительного образования города.
Дополнительное образование в Омске разнообразно. В девятнадцати детско-юношеских спортивных школах занимается около 18 тысяч детей, три из этих школ — школы олимпийского резерва. Детских школ искусств в городе двадцать одна, и двадцать вторую по счёту планируется ввести в строй в 2016 году. Одна из них среди российских является крупнейшей за Уралом, она была открыта в 2015 году. В число лучших школ России вошла городская школа искусств № 6. Помимо школ действуют кружки при дворцах культуры. Общий уровень дополнительного образования в сфере искусства в Омске достойный.
Кроме этого, работают Детский экоцентр с зоопарком и ботаническим садом и расположенная на Левобережье областная станция юннатов. Станция ведёт свою историю с 1923 года и была сформирована при помощи омских учёных, в том числе Петра Людовиковича Драверта.
В 1999 году на базе расформированного Омского высшего общевойскового дважды Краснознамённого командного училища имени М. В. Фрунзе Министерства обороны Российской Федерации постановлением Правительства Российской Федерации был возрождён Омский кадетский корпус Министерства обороны России.

### Высшее образование

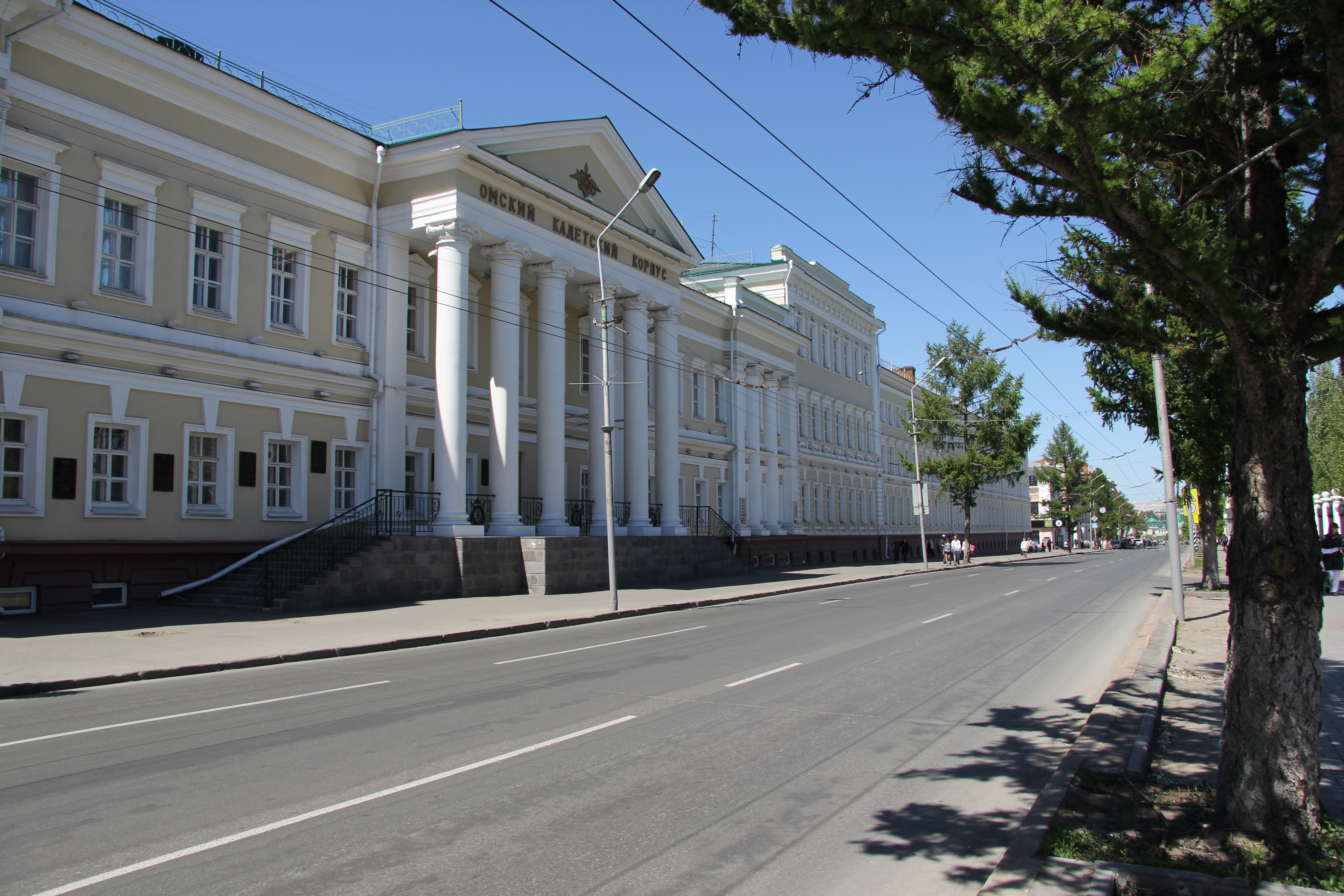
Омский кадетский корпус, 2013 год

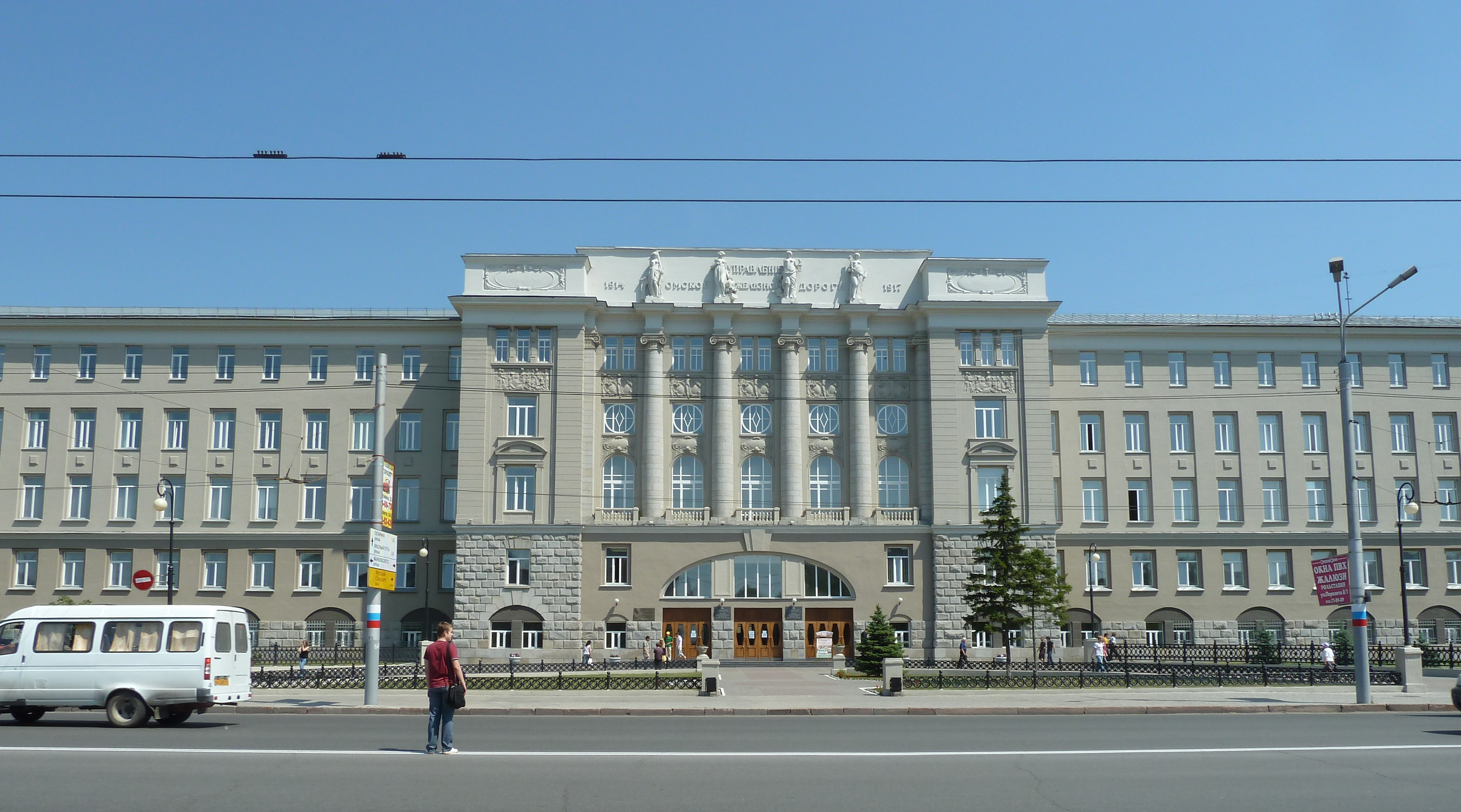
Омский государственный университет путей сообщения, 2010 год

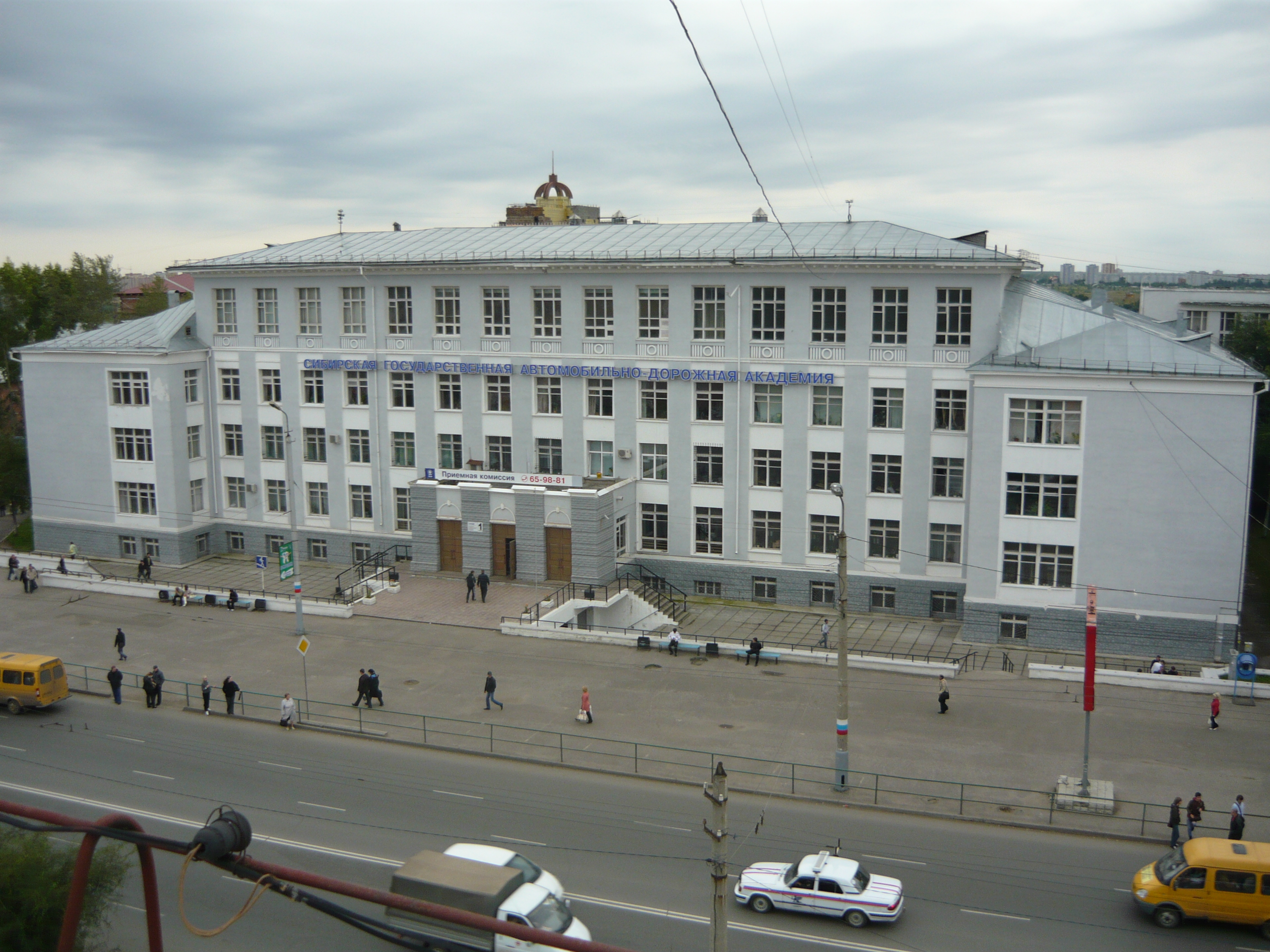
Сибирский автомобильно-дорожный университет, 2009 год

В Омске действует 28 высших учебных заведений (вузов) — университетов, академий и институтов.
Первый вуз в городе Омске был открыт в начале 1918 года на базе Императорского Омского среднего сельскохозяйственного училища и был назван Сибирским Сельскохозяйственным институтом. В дальнейшем названия менялись от Сибирской сельскохозяйственной академии (СибАка) к Омскому сельскохозяйственному институту (ОмСХИ) и, наконец, в настоящее время — это Омский государственный аграрный университет имени П. А. Столыпина (ОмГАУ).
Омский государственный университет имени Ф. М. Достоевского (ОмГУ) открыт в 1974 году. Обучение сначала проводилось только на двух факультетах: естественных и гуманитарных наук. В настоящее время учебное заведение называется Омский государственный университет им. Ф. М. Достоевского Так же в настоящее время существует 10 корпусов, 14 факультетов (физический, химический, компьютерных наук, иностранных языков, исторический, культуры и искусств, международного бизнеса, психологии, теологии и мировых культур, филологический, экономический и юридический), а также Информационно-вычислительный центр, Институт непрерывного открытого образования (ИНОО), Центр довузовской подготовки и профориентации (ЦДПП), Центр содействия занятости студентов и трудоустройства выпускников, 75 кафедр, около двадцати учебных лабораторий, научную библиотеку, Омский региональный центр информатизации, Центр изучения творчества Ф. М. Достоевского, Лингвистический центр, Ассоциацию выпускников, Музей археологии и этнографии, Музей истории, школы юных специалистов при факультетах (слушатели — учащиеся общеобразовательных школ) и др.
В 1920 году было открыто медицинское отделение при Сибирском ветеринарно-зоотехническом институте, на следующий год преобразованное в Западно-Сибирский медицинский институт. В дальнейшем учебное заведение было переименовано в Омский медицинский институт, а с 1994 года и по сей день это Омский государственный медицинский университет (ОмГМУ), ведущий подготовку врачей.
В 1930 году в Омске появился ещё один вуз технической направленности — Сибирский автомобильно-дорожный институт (СибАДИ), ныне Сибирский автомобильно-дорожный университет (СибАДУ). В том же году в Томске был образован Сибирский институт инженеров транспорта, в 1961 году переведённый в Омск и переименованный в Омский институт инженеров транспорта; сейчас это Омский государственный университет путей сообщения (ОмГУПС). Эти вузы обеспечивают потребности в специалистах в области транспорта — соответственно, автомобильного и железнодорожного — и строительства.
В 1932 году для подготовки учителей был открыт Омский педагогический институт. Теперь (с 1993 года) это Омский государственный педагогический университет (ОмГПУ).
В годы Великой Отечественной войны в Омск были эвакуированы заводы оборонного значения. Поэтому в 1942 году на базе эвакуированного из Ворошиловграда вечернего машиностроительного института был открыт Омский машиностроительный институт (ОМСИ), в дальнейшем ставший Омским политехническим институтом, сейчас это — Омский государственный технический университет (ОмГТУ).
В 1950 году для подготовки специалистов в области физкультурного образования был открыт Омский институт физической культуры, ныне Сибирский государственный университет физической культуры и спорта (СибГУФК). Инженеров водного транспорта и других специалистов-водников выпускает Омский институт водного транспорта (ОИВТ) (филиал Сибирского государственной университета водного транспорта).
Негосударственные вузы представляют, например, Сибирский институт бизнеса и информационных технологий (СИБИТ), полноправно участвующий в образовании и научной работе и развивающий технологии дистанционного обучения, Омская гуманитарная академия и Сибирский юридический университет, вошедший в группу 17 лучших негосударственных вузов России по версии Ассоциации негосударственных вузов.
Основатель НПО «Мостовик» Олег Шишов считает, что образование в Омске находится в очень плохом состоянии. Изменения в системе высшего образования России затронули омские вузы так, что отказ от создания опорных вузов может привести к снижению качества образования, устойчивости и эффективности всей высшей школы региона. В частности, вузы, не имеющие такого статуса, не имеют права вести магистратуру и аспирантуру. Технический опорный вуз, образованный слиянием Омского государственного технического университета и Института сервиса, в городе имеется, однако для создания второго — гуманитарного — путём объединения ОмГУ и педуниверситета есть несколько проблем. В частности, статус не гарантирует дополнительного финансирования, обеспечивает понижение финансирования по родственным специальностям, сокращение преподавателей по родственным направлениям и уменьшает поступления в регион из федерального бюджета. Объединение двух крупных вузов с их разными историей, культурными традициями и иерархией приводит к тому, что первые несколько лет их эффективность резко снижается. А судьба естественно-научных факультетов ОмГУ оказывается неизвестной, так как они не вписываются в рамки гуманитарного вуза, являясь частью классического университета.

### Наука
В городе действует Омский научный центр Сибирского отделения РАН. Он был создан в 1990 году и координирует деятельность омских научных учреждений, подведомственных Федеральному агентству научных организаций. Это Институт проблем переработки углеводородов, филиал Института математики им. Соболева, филиал Института археологии и этнографии СО РАН, Омская экономическая лаборатория Института экономики и организации промышленного производства, Сибирский научно-исследовательский институт сельского хозяйства, Всероссийский научно-исследовательский институт бруцеллёза и туберкулёза животных, Сибирский научно-исследовательский институт птицеводства и Сибирский филиал Всероссийского научно-исследовательского института кукурузы.
Также он включает в себя научно-исследовательские учреждения СО РАН, расположенные в Омской области: Институт проблем переработки углеводородов, Омский филиал Института физики полупроводников, Омский филиал Института математики им. Соболева, Омский филиал Института археологии и этнографии, Омскую экономическую лабораторию Института экономики и организации промышленного производства. С 2005 году он занимает памятник архитектуры на проспекте Маркса — бывшее здание суконной фабрики постройки XIX века. Там размещаются аппарат президиума центра, музей археологии и этнографии. Комплексный научно-исследовательский отдел региональных проблем включает в себя физиков, математиков и экономистов, что даёт хороший эффект в исследованиях.
Омский научный центр также располагает Суперкомпьютерным центром коллективного пользования, ядром которого является кластерный суперкомпьютер на 128 процессорах DEC Alpha производительностью 190 Гфлопс. Пользоваться суперкомпьютером могут научные сотрудники всех научных учреждений РАН и государственных вузов, расположенных в Омске. Он стал частью сети ОКНО (Образование, Культура, Наука Омска), объединяющей компьютерные сети ведущих НИИ и вузов Омска.
Одной из главных задач омской науки является оценка уже имеющихся достижений. Другая задача — выстраивание более тесного сотрудничества между НИИ и промышленными предприятиями. Институт проблем переработки углеводородов СО РАН успешно взаимодействует с Омским нефтезаводом и Омсктехуглеродом, проводя научные разработки в промышленность в сфере новых марок технического углерода и катализаторов крекинга. Исторически Институт катализа в СССР построили именно рядом с Омским нефтезаводом. Отсутствие каких-либо необходимых промышленности научных направлений в Омском центре объясняется централизованным планированием при советской власти, когда решения принимались не на местном уровне. Институциональная среда, позволяющая результаты научных исследований превращать в разработки, в Омске ещё только формируется. Проблемой является недофинансирование науки в России, когда средств в организациях хватает только на зарплату учёных. В условиях кризиса компенсировать это хоздоговорами не получается из-за того, что предприятия тоже испытывают финансовый голод.

## Общество
Атмосфера в городе складывается скорее депрессивная. Гуманитарной интеллигенцией Омск воспринимается как несостоявшаяся столица («третья столица»), то есть город с обоснованной претензией на особость. Однако наблюдаемая горожанами деградация города и отсутствие значимых улучшений уничтожают атмосферу праздника, которая должна сопровождать 300-летний юбилей Омска в 2016 году.
В течение многих лет среди творческих и активных омичей отмечается тенденция переезжать на постоянное место жительства в другие города. По мнению Олега Шишова, отношение к инициативным профессионалам таково, что в итоге многие специалисты из Омска уезжают в соседние Новосибирск и Тюмень. По данным Омскстата, за 2015 год город покинуло 5,2 тысячи человек, переехавших в основном в Москву и Московскую область, Санкт-Петербург и Ленинградскую область, а также Краснодарский край, Новосибирскую и Тюменскую область. Из-за оттока молодёжи, получившей высшее образование, а также учёных, общий образовательный уровень жителей города снижается, так как приезжающие на их место мигранты обычно имеют лишь среднее образование.
Бизнесмены считают, что выход на рынок и развитие предпринимательства в других регионах проще, поэтому отток бизнеса наблюдается уже давно (последние двадцать лет, по мнению президента Омского областного союза предпринимателей Дмитрия Шадрина). Омичи повышают деловой климат в том регионе, куда уехали, в то время как ситуация в Омске становится всё депрессивнее. Тренд отъезда именно представителей бизнес-элит означает не снижение численности населения города, а уменьшение количества налогоплательщиков и рабочих мест, что в результате плохо сказывается на благополучии Омска.
Причинами отказа от бизнеса в Омске один из предпринимателей назвал «всеобщую атмосферу безысходности», «низкий спрос у населения» и «отсутствие перспектив на развитие». В рейтинге перспективных городов России, составленном исследовательским центром портала Superjob в 2014 году, Омск занял последнее место: большинство горожан уверено в бесперспективности построения карьеры здесь.
Омичи подходят к проблемам города творчески. Глубокие ямы на дорогах в марте 2016 года помечались покрышками, из которых сделали новый дорожный знак «Опасные ямы» и новый «символ» трёхсотлетия города, а в целом тема плохих дорог нашла отражение в меню одной из пиццерий.

### Политика

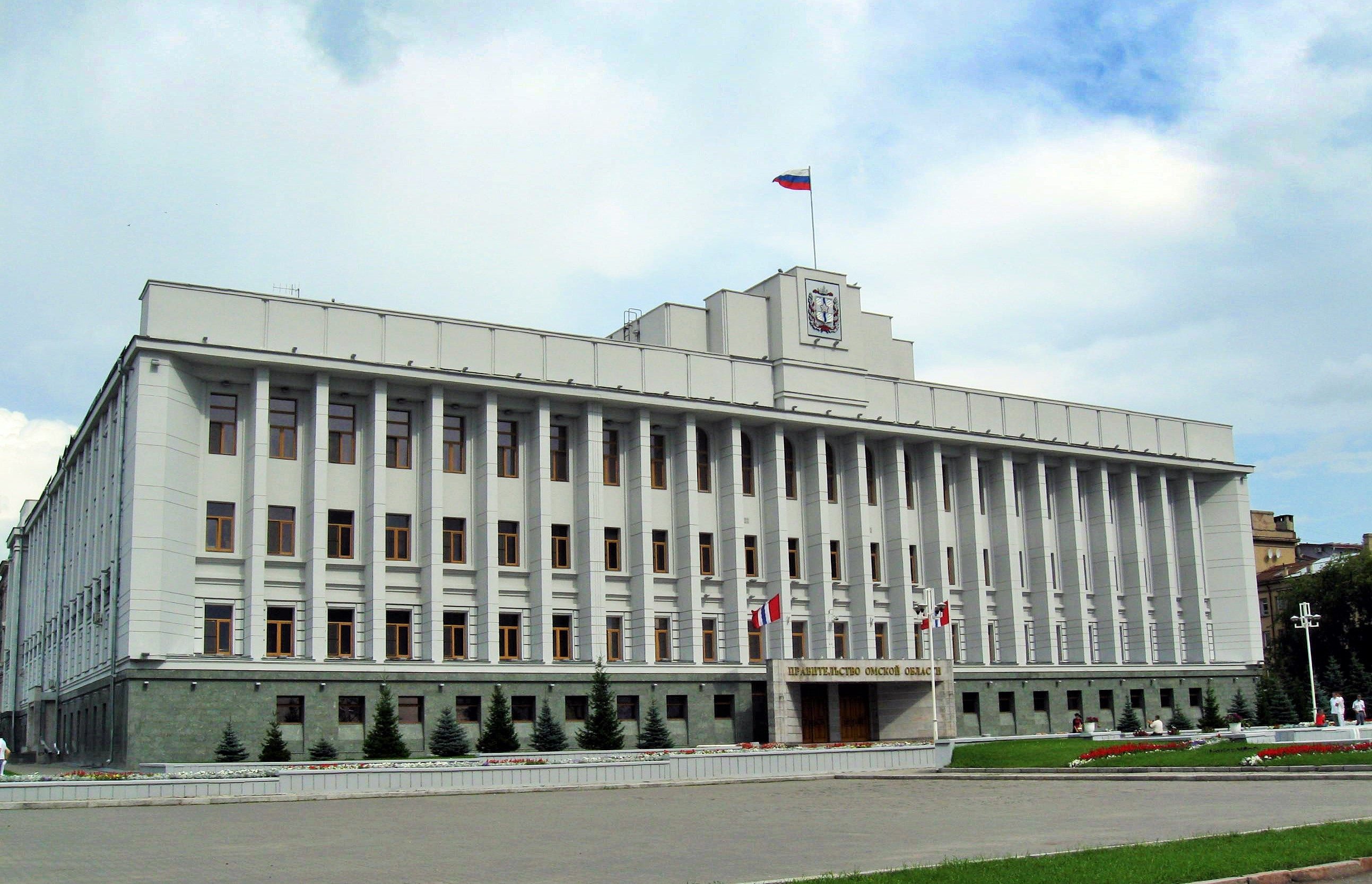
Здание Правительства Омской области

Общественно-политическая жизнь Омска долгие годы известна конфликтом между городской и областной властью.
Более десяти лет шла информационная война между губернатором Омской области Полежаевым и мэрами города. Она началась с противостояния между Полежаевым и В. П. Рощупкиным (мэр в 1995—2001) в 1999 году и сопровождалась чёрным пиаром как со стороны СМИ, принадлежащих губернатору (например, «12 канал»), так и со стороны СМИ, принадлежащих или поддерживающих мэра. Главы нескольких газет и одной телекомпании выступили с совместным заявлением, в котором обвинили губернатора в нарушении не только «закона о СМИ», но и Конституции, гарантирующей свободу слова. Затем в 2003 году начался конфликт губернатора с мэром Беловым Е. И. (2001-2004), завершившийся сменой мэра. Новый мэр Шрейдер В. Ф. (2004—2012) первоначально пришёл при полной поддержке губернатора, тем не менее в 2010 году снова развернулась информационная война. Ряд прогубернаторских СМИ добивался отставки мэра. На пресс-конференции 1 декабря 2010 Виктор Шрейдер заявил, что не намерен принимать в ней участия. По другой версии, информационная война началась в ноябре 2009 года после праймериз Омского отделения партии «Единая Россия», но предпосылки были ещё летом 2009; как результат, вся информационная война свелась к политической игре. В. Шрейдер в результате сменил пост мэра на место депутата в Государственной думе, а на его место была назначена и. о. мэра Вижевитова Т. А..
В 2012 году бессменный с советских времён губернатор Омска Л. К. Полежаев подал в отставку, на его место был назначен Виктор Назаров, ранее занимавший пост генерального директора в ЗАО «Газпром межрегионгаз Омск». Также в этом году прошли досрочные (в связи с отставкой предыдущего) выборы мэра, и новым мэром был избран единоросс Вячеслав Двораковский, который ранее занимал пост главного инженера омского НПО «Мостовик». Информационная война продолжилась. Её очередной виток завязался во время прямой линии с президентом В.Путиным, когда омичка пожаловалась, что не может попасть на приём к омскому мэру, а Путин публично назвал Двораковского «поросёнком». В марте 2016 года, на авиашоу, собравшем более ста тысяч зрителей, Назаров игнорировал мэра. Корреспондент БК55 Елена Яровая отметила, что градоначальник на этом мероприятии был лишён права на выступление и каких-либо благодарностей, в то время как губернатору долго приносились благодарности:
Получается так: за плохие дороги, неубранный снег, свалки «бьём» мэра с нищим бюджетом. А праздники, всякие шоу и удовольствия справляем фактически без избранного омичами представителя муниципальной власти. Здесь все лавры и овации главе региона.
На […] мероприятии чётко обрисовалась тенденция, модный тон, заданный ещё прежним губернатором Леонидом Полежаевым — разъединение города и области. Хотя в условиях нищих бюджетов Назаров и Двораковский, напротив, должны были бы работать «в одной связке».
По мнению Вячеслава Двораковского, информационная война нужна людям, в чьих интересах ослабить и городскую, и областную власть, в то время как обе власти уже успешно сотрудничали в решении проблемы детских садов. 30 апреля 2016 года во время звонка пранкеров телеканала НТВ губернатор Омской области Виктор Назаров резко раскритиковал Двораковского за бездеятельность в отношении города и нежелание принимать помощь в критически важных коммунальных задачах. При этом Назаров подчеркнул, что нормального взаимодействия, без «войны», с мэром не получается даже при обоюдном стремлении к этому.

## Средства массовой информации
Первая телевизионная передача в Омске состоялась в 1954 году. В 1955 году для строительства телецентра был выделен земельный участок на территории сельскохозяйственного института им. С. М. Кирова. Телебашня Омского телецентра была изготовлена в 1955 году на Челябинском заводе металлоконструкций. Её высота вместе с антенной составляет 196 метров, а общий вес башни — 172 тонны.
С 2012 года Омский областной радиотелецентр (ОРТПЦ) ведёт эфирное вещание в цифровом формате DVB-T2. Из Омского телецентра осуществляет вещание Государственная телерадиокомпания «Иртыш» (Филиал ВГТРК). Программы ГТРК «Иртыш» выходят в эфире телеканалов Россия-1, Россия-24 и на волне «Радио России». Также на территории Омска работают местные телеканалы — ОАО «ГТРК-Омск» (12 канал), РЕН ТВ, ТНТ, ОТВ 3 (Продвижение) и до 18 января 2021 года, «Антенна 7». Услуга кабельного телевидения запущена у операторов ЗАО Компания «ЭР-Телеком», «Каскад», «Мультинекс», «Омские Кабельные Сети», «Темп», «Аверс-сервис», «TTK Западная Сибирь», «Котлован», «Beeline», «МТС ТВ» и прочих.
Действует целый ряд местных радиостанций, обеспечивается вещание некоторых общероссийских радиостанций (см. полный перечень в статье Радиостанции Омской области). Андрей Добров оценил уровень омской журналистики как неплохой.

## Религия

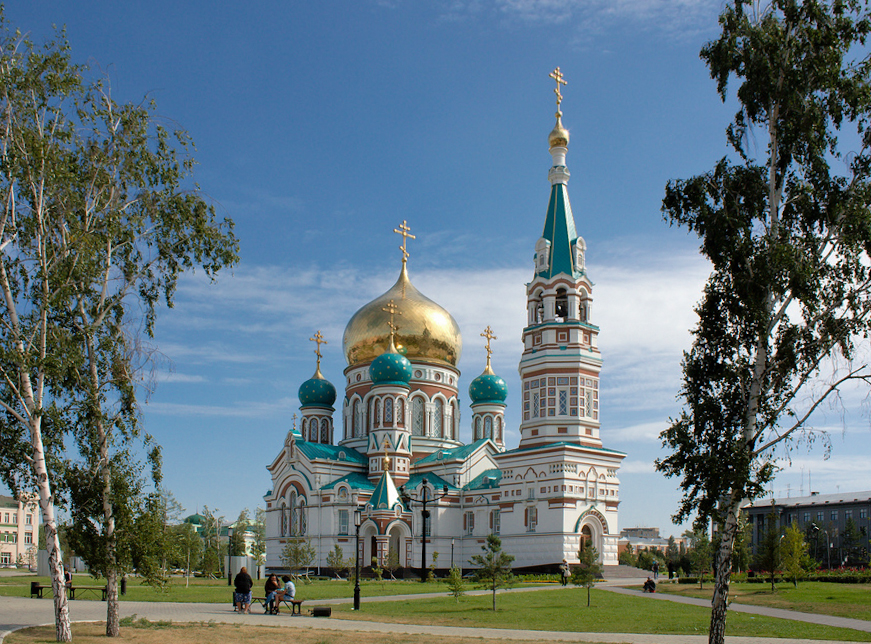
Успенский кафедральный собор

В городе зарегистрировано 23 конфессиональных направления. Зарегистрировано 85 религиозных организации. Наиболее крупные культовые сооружения — Успенский кафедральный собор (1891—1898 годов постройки, восстановлен в 2007 году), Крестовоздвиженский собор (годы постройки: 1865—1870) и Сибирская соборная мечеть (годы постройки: 1989—1997). Наиболее крупная и влиятельная организация — Омская и Таврическая епархия Русской православной церкви (по реформе 2011 года входит в Омскую митрополию).
Первый православный храм был возведён при основании Омской крепости в её центре. Он был назван в честь Сергия Радонежского и появился либо в 1717 году, либо в 1743-м. В 1770 году его разобрали из-за ветхости. В 1769—1773 годах велось строительство первого каменного храма — Воскресенского собора, в котором молился Фёдор Достоевский, крестили Михаила Врубеля и отпевали Любочку (Любовь Гасфорд). Здесь располагался уникальный иконостас и христианские религиозные предметы, переданные в дар Екатериной II. До строительства Успенского кафедрального собора он был главным храмом города. В 1927 году Воскресенский собор был превращён в клуб и библиотеку, а в конце 1950-х годов снесён. В 2016 году, к 300-летию со дня основания города Омска, Воскресенский собор был восстановлен.
В 1833 году была заложена Свято-Никольская казачья церковь, строившаяся на пожертвования казаков. В 1891 году завершилось строительство Успенского кафедрального собора, ставшего главным православным храмом в Омске. Многие христианские здания были снесены в 1930—1950-е годы.
В связи с тем, что в городе проживает достаточно большое количество казахов и татар, действует шесть объединений, исповедующих ислам суннитского толка, и восемь мечетей, включая самые крупные: Сибирскую соборную и мечеть Хаир Ихсан.
Разрешение на постройку в Новой Слободе на углу улиц Аптечной и Почтовой в Омске первой каменной магометанской мечети было дано Министерством внутренних дел в 1827 году. В 1829 году строительство мечети (проект архитектора А. М. Скородумова) и деревянного дома при ней («для приезжающих Султанов и Родоначальников») было завершено. Освящение мечети состоялось 23 февраля 1830 года. В 1938 году Первая соборная мечеть была закрыта. Снесено здание мечети в начале 1960-х годов.
Зарегистрированы две иудаистские общины, в том числе, единая религиозная организация ортодоксального иудаизма Федерации еврейских общин России «Ор Хадаш» («Новый свет»). Также официально действуют три евангелическо-лютеранских организации, две римско-католических, 15 приходов христиан веры евангельской — пятидесятников, 11 приходов евангельских христиан-баптистов и ряд других конфессий.

## Преступность
В конце советского периода город был захвачен огромной волной рэкета; занимались этим некоторые кооперативы («патентованные рэкетмены»). Массовый характер вымогательство приняло в 1988 году, планомерная борьба с ним пресекалась бывшим руководством УВД, и только в 1992 году ситуация начала меняться. За первую половину этого года было ликвидировано 17 преступных групп, задержано 3 группы работников милиции и изъято более 100 единиц огнестрельного оружия. Организованная преступность сформировалась в Омске в такой степени, что преступные кланы города начали ожесточённую борьбу между собой, образуя мощные криминогенные сообщества и совершая убийства, поджоги и вооружённые столкновения. Преступления стали приобретать всё больший масштаб, бандиты предпринимали попытки глубокого проникновения в экономику и прямого влияния на решения властей города.
29 февраля 1996 года у подъезда своего дома был застрелен заместитель генерального директора производственного объединения Омскшина Олег Чертов. Он был председателем комиссии по проверке законности приобретения акций Омского нефтезавода, созданной после убийства директора ОНПЗ Ивана Лицкевича. В 1997 году главный инженер пивоваренного завода «Росар» Александр Охрименко заказал убийство генерального директора Ивана Багнюка. После этого контрольный пакет акций успешного омского пивзавода, крупнейшего в Западной Сибири, был продан бельгийскому концерну Interbrew.
В 2016 году в опросе интернет-ресурсов Domofond.ru и Avito омичи оценили безопасность в городе на 6,1 из 10 баллов. Таким образом, Омск попал в антирейтинг, оказавшись в пятёрке самых небезопасных городов России.

## Культура

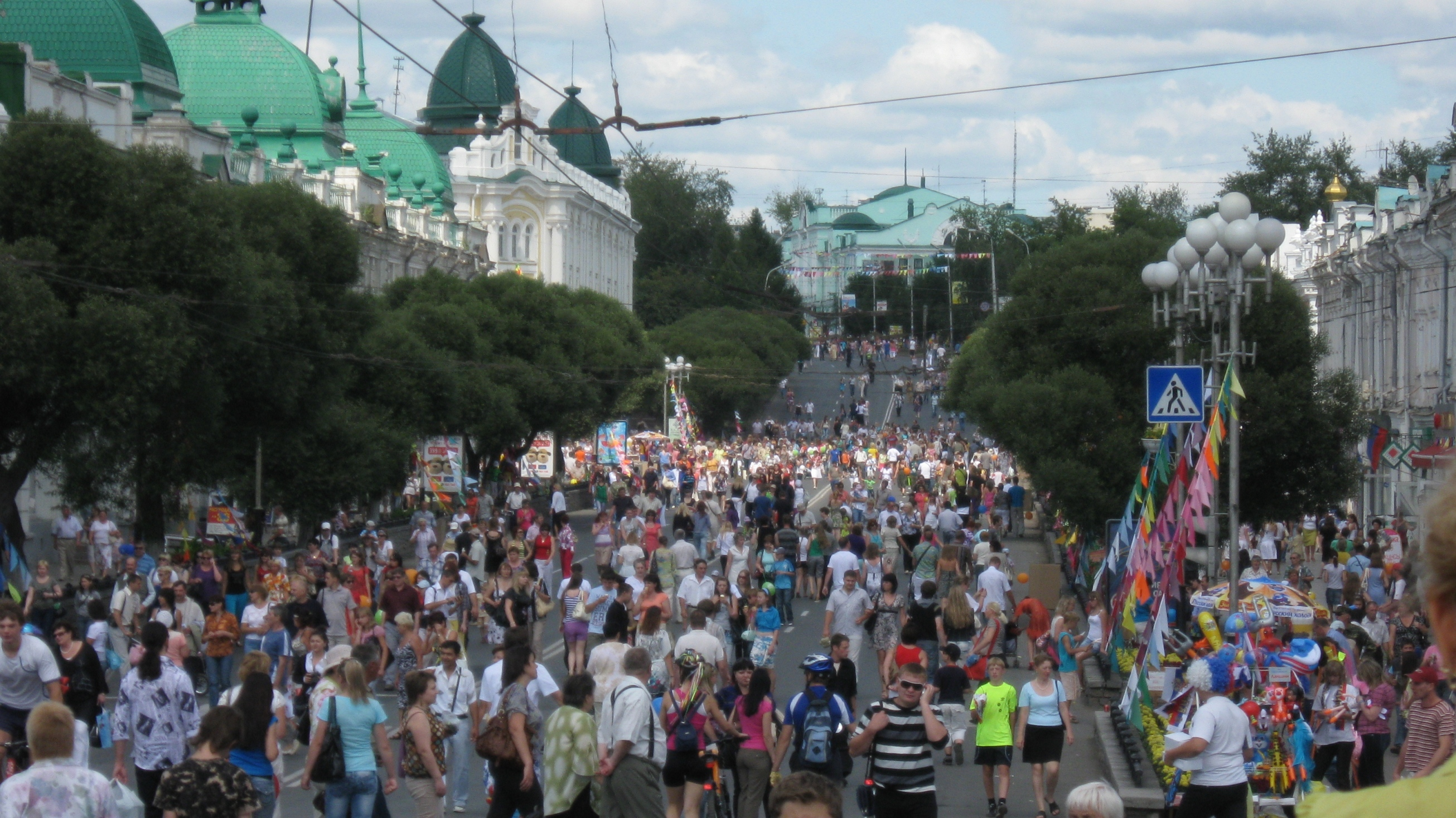
Народные гуляния в День города-2010 на улице Ленина

Один из главных праздников — День города, который традиционно празднуется в первое воскресенье августа. С 2017 года празднуется в первую субботу августа. Ежегодно программа его основных торжеств включает более 100 массовых мероприятий, участниками которых становятся около 800 тысяч омичей. Другой любимый омичами праздник — Новый год. С 2012-го по 2015 год, накануне празднования Нового года, «Межгосударственная корпорация развития» (генеральный директор — И. В. Поляков) ежегодно возводила на Левобережье ледовый городок «Беловодье». В 2014 году он попал в Книгу рекордов России по количеству ледяных скульптур (171 шт.), а в 2016 году включал многие символы Омска: метро с одной станцией, недостроенный аэропорт «Омск-Фёдоровка» и пр. Однако в канун нового 2017 года корпорация отказалась от этого проекта.

### Фестивали
В Омске проводятся крупные всероссийские и международные фестивали. Ежегодно в дни празднования православного Рождества проходит благотворительный Рождественский фестиваль творчества «Зимние святки». Весной традиционно проходят фестивали творчества талантливых представителей омского студенчества «Омская студенческая весна». Международному дню инвалидов посвящён ежегодный городской фестиваль творчества детей с ограниченными возможностями «Преодоление». С 1951 года проводится выставка зелёного строительства, садоводства и цветоводства «Флора», привлекающая огромное количество посетителей. Во «Флоре» участвуют различные городские предприятия, проводятся окружные выставки. С 2006 года проведение городской выставки «Флора» было приурочено к празднованию Дня города. И с этого времени выставка ежегодно открывается в пятницу — накануне Дня города.
Здесь работает «Омский Левша», микроминиатюрист Анатолий Коненко.

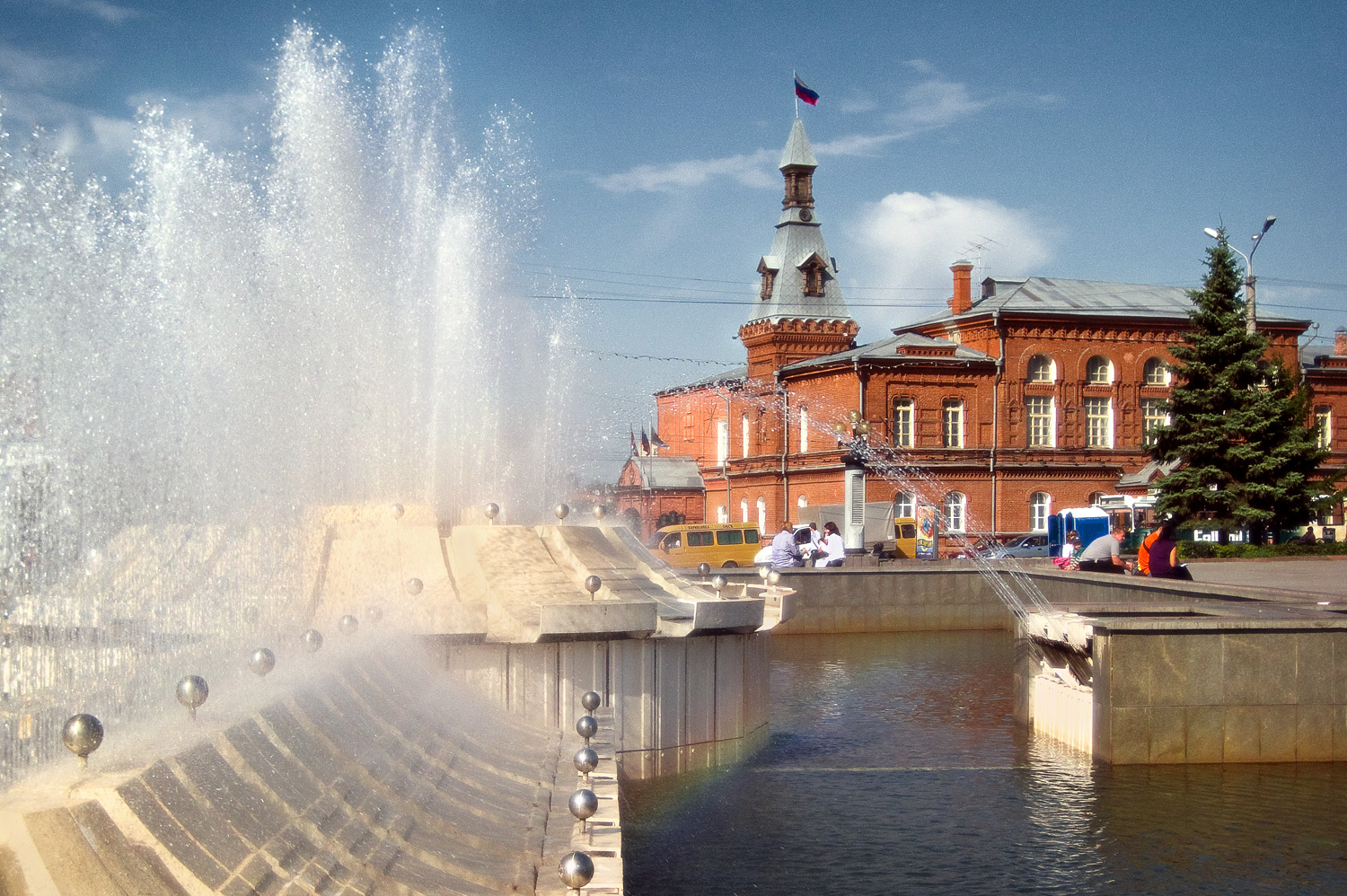
Театральная площадь — любимое место отдыха многих омичей

В рамках торжественных мероприятий, посвящённых Победе в Великой Отечественной войне, ежегодно проводится городской фестиваль хоровых коллективов «Любовь и жизнь — тебе, Россия» с участием городских хоров и ансамблей ветеранов, а также и I Сибирский фестиваль «Волшебный мир оригами России».
В Омске традиционно проходит Национальный кинофестиваль дебютов «Движение», являющийся главным кинособытием региона. В 2016 году фестиваль прошёл в четвёртый раз и собрал более 200 заявок, из которых были отобраны 22 участвующие. Однако в самом Омске киноиндустрии, включающей в себя опытных специалистов и специальную технику, нет. Высокопрофессиональные театральные актёры почти не имеют опыта работы в кино. По мнению режиссёра Бориса Гуца, здесь можно снимать хорошее документальное кино, но работать в Москве намного проще.
Омск становится местом проведения фестиваля «Киносозвездие России», Международного фестиваля документальных фильмов «Встречи в Сибири».
В 2006 году возрождён журнал о культуре и искусстве «Омская муза». Архивировано 19 декабря 2019 года., освещающий самые яркие события в культурной жизни города. Ежегодно проводится региональная отраслевая выставка «Омская культура».
Омская поэзия связана с именами Леонида Мартынова, Аркадия Кутилова, Павла Васильева. Омск оказал сильное влияние на литературное становление Фёдора Достоевского. Действуют омские отделения Союза писателей России и Союза российских писателей. Омское отделение СРП выпускает литературный альманах «Складчина».
Искусство художественной фотографии представлено в Омске именами Фрумгарца М.И., Савина Э. И., Кудринского В. Ф., Шевырногова В. З., Грязнова Н. П., Мальгавко С. В. и других.
Развито ролевое движение, зародившееся в Парке Победы, где ныне проходит традиционный фестиваль воинской культуры «Щит Сибири». Действуют военно-исторические клубы. Историческая реконструкция в последние годы получила ощутимое развитие и поддержку местных властей. Развивается аниме-движение: с 2007 года проводится «Омский фестиваль современной японской музыки и анимации Дай-Фест». Для представителей молодёжных субкультур и движений Омска проводится фестиваль «Продвижение».
В Омске и области проводятся автомобильные состязания, например, Открытый кубок Сибири по дрэг-рейсингу на взлётно-посадочной полосе недостроенного аэропорта «Омск-Фёдоровка» и ежегодные соревнования по автозвуку в формате IASCA-Russia на площади у ТК «Континент» (с 2002 года).

### Юбилеи
6 августа 2016 года было торжественно отпраздновано 300-летие Омска. Изначально планировалось запустить к юбилею первую очередь метро, достроить Красногорский гидроузел и международный аэропорт в Фёдоровке, но позже от этих планов отказались. В Омске был реконструирован Воскресенский собор, улучшен внешний вид ряда других важных для города архитектурных объектов.
К 200-летию Омской области в 2022 году был подготовлен интернет-проект «Омск — в самое сердце», созданный лабораторией «Гигарама» при участии регионального правительства и «Газпром нефти». Он включает 12 видеоисторий, рассказанных омичами. Эти истории посвящены городской промышленности, архитектуре, культурным и спортивным достижениям и т. д. По словам создателей, «лаборатория „Гигарама“ узнала всё об Омске от его жителей, увидела город со всех ракурсов, почувствовала его ритм, ощутила его вкус, вдохнула его воздух».

### Музыка
Омск является центром музыкальной культуры региона. В Омске работает Омский академический симфонический оркестр , Камерный оркестр, Государственный Омский русский народный хор, Омский духовой оркестр. Концерты проходят в Концертном зале Омской областной филармонии и в Органном зале.
В то же время немногим омским музыкальным группам удалось стать известными за пределами родного города. Среди них выделяются группы «Гражданская оборона», Пик-Клаксон, 25/17 и Грот.

### Театр

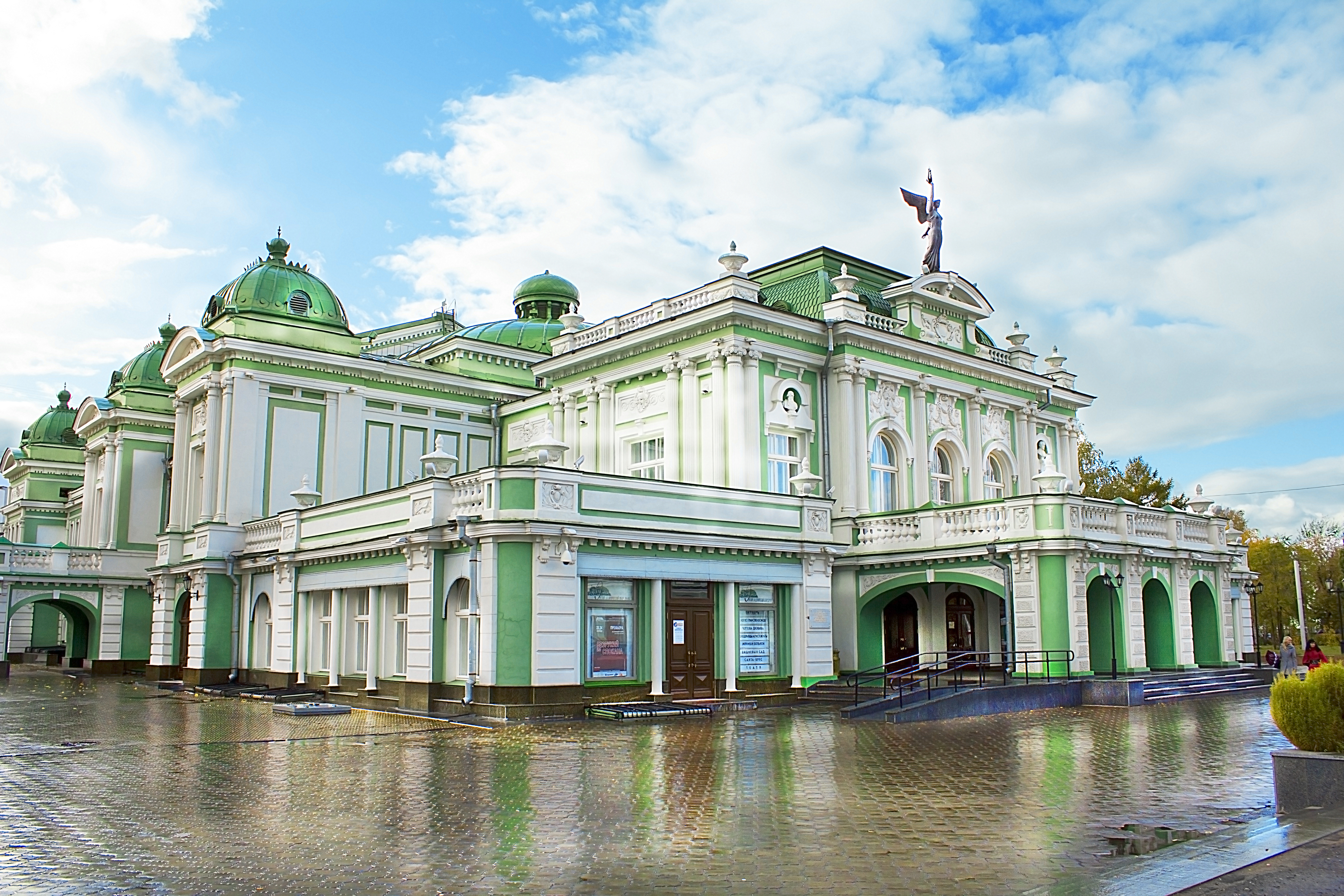
Омский академический театр драмы

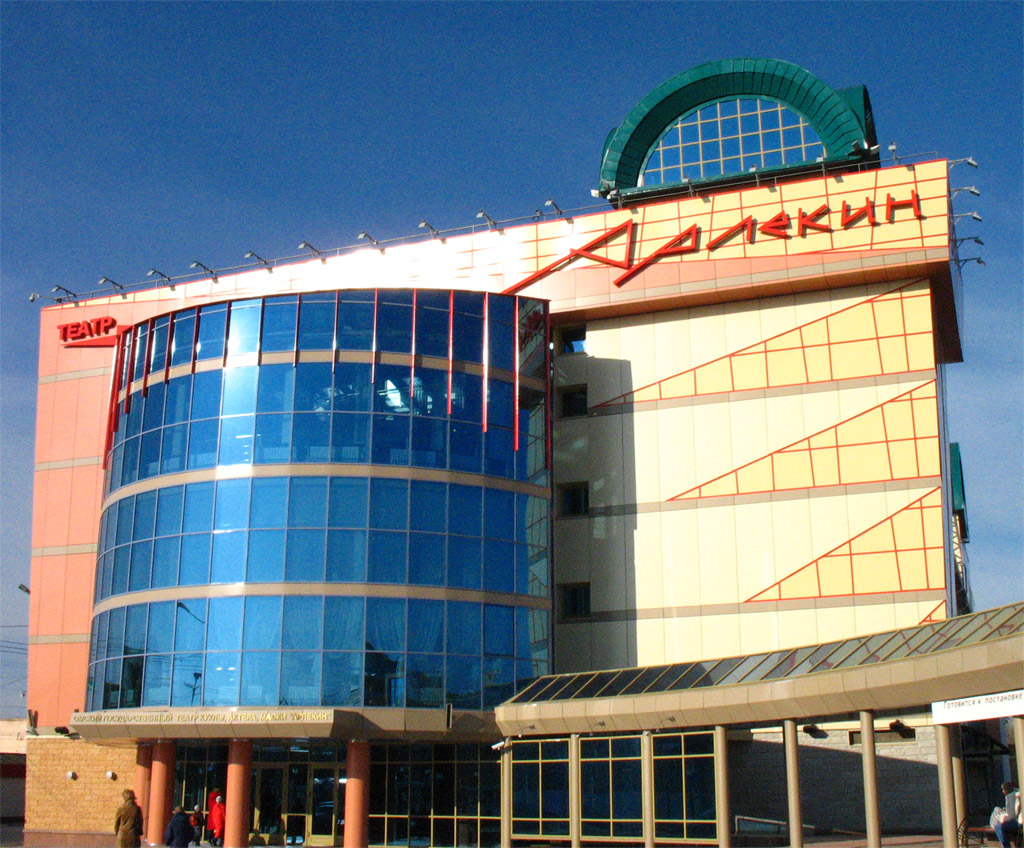
Омский государственный театр куклы, актёра, маски «Арлекин»

Омск является одним из наиболее театральных городов в Сибири, здесь работает 14 театров. Ежегодно с 2008 года в июне проходит Международный театральный фестиваль «Академия», вызывающий международный резонанс и позволяющий показывать в пределах города новинки известных театров разных стран. Этот фестиваль закрепляет за Омском статус театральной столицы Сибири. Весной проходит конкурс любительских театров «Театральная весна».
Омский академический театр драмы является старейшим театром Омска, одним из старейших в России. Он появился в 1870-е годы. В репертуаре театра классика и современные пьесы: «Волки и овцы» А. Н. Островского, «Полковнику никто не пишет» Г. Г. Маркеса, «Дачники» М. Горького, «Вишнёвый сад» А. П. Чехова, «Стеклянный зверинец» Теннесси Уильямса.
На сцене Омского камерного «Пятого театра», появившегося в 1990 году, ставит пьесы Анатолий Праудин, Сергей Пускепалис, Борис Цейтлин, Марина Глуховская, Вениамин Смехов, Сергей Грязнов, Алексей Янковский.
Лицейский драматический театр дважды становился победителем Межрегионального театрального фестиваля «Рождественский парад» в Санкт-Петербурге, а в 2009 году стал обладателем Гран-при Международного фестиваля молодых европейских театров во Франции.
Омский государственный театр куклы, актёра, маски «Арлекин» является одним из старейших кукольных театров России. В нём ставятся постановки для зрителя самого разного возраста: и малышей от двух лет, и подростков, и взрослых. Также он проводит престижный международный фестиваль «В гостях у „Арлекина“», на который приезжают участники из разных стран мира, включая Канаду, Индию, Японию и Китай.
- Городской драматический театр «Галёрка»
- Городской драматический театр «Студия» Л. Ермолаевой
- Омский академический театр драмы
- Омский государственный музыкальный театр
- Омский театр для детей и молодёжи
- ТОП-театр

### Музеи

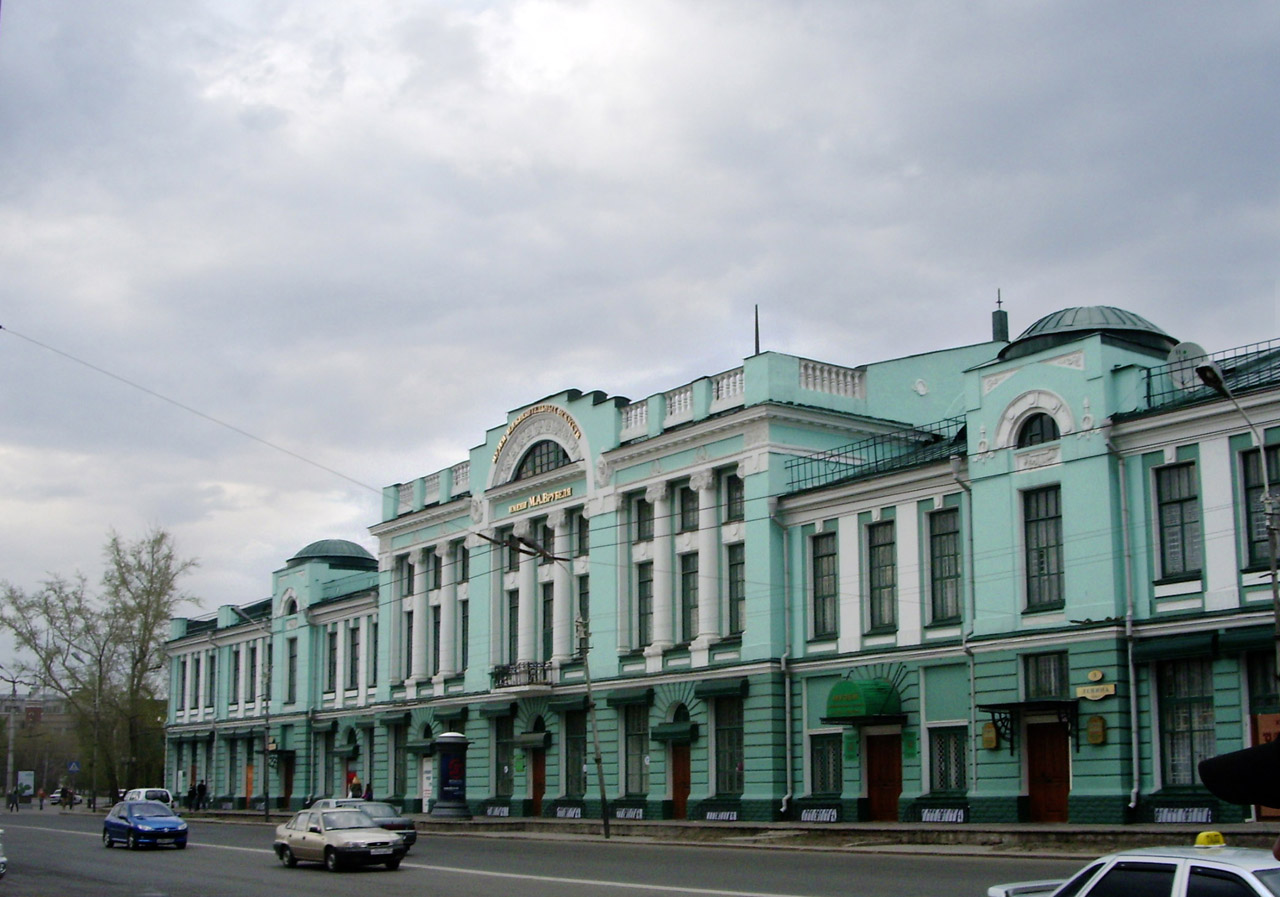
Музей изобразительных искусств им. Врубеля

Наличие крупнейшего реставрационного центра Сибири и активная выставочная деятельность способствуют тому, что Омск позиционируется как культурный центр России. В 2009—2014 годах город принял больше пятидесяти региональных, столичных и зарубежных выставок; ведётся сотрудничество со многими крупными музеями России.
На улице Ленина расположен один из старейших в Сибири музеев — Омский историко-краеведческий музей, а также Омский областной музей изобразительных искусств имени М. А. Врубеля. Действует музей театрального искусства, Городской музей «Искусство Омска». Некоторые музеи посвящены творчеству отдельных мастеров, такие как музей Кондратия Белова и «Либеров-Центр». Творчество омских мастеров демонстрируется в Доме художника.

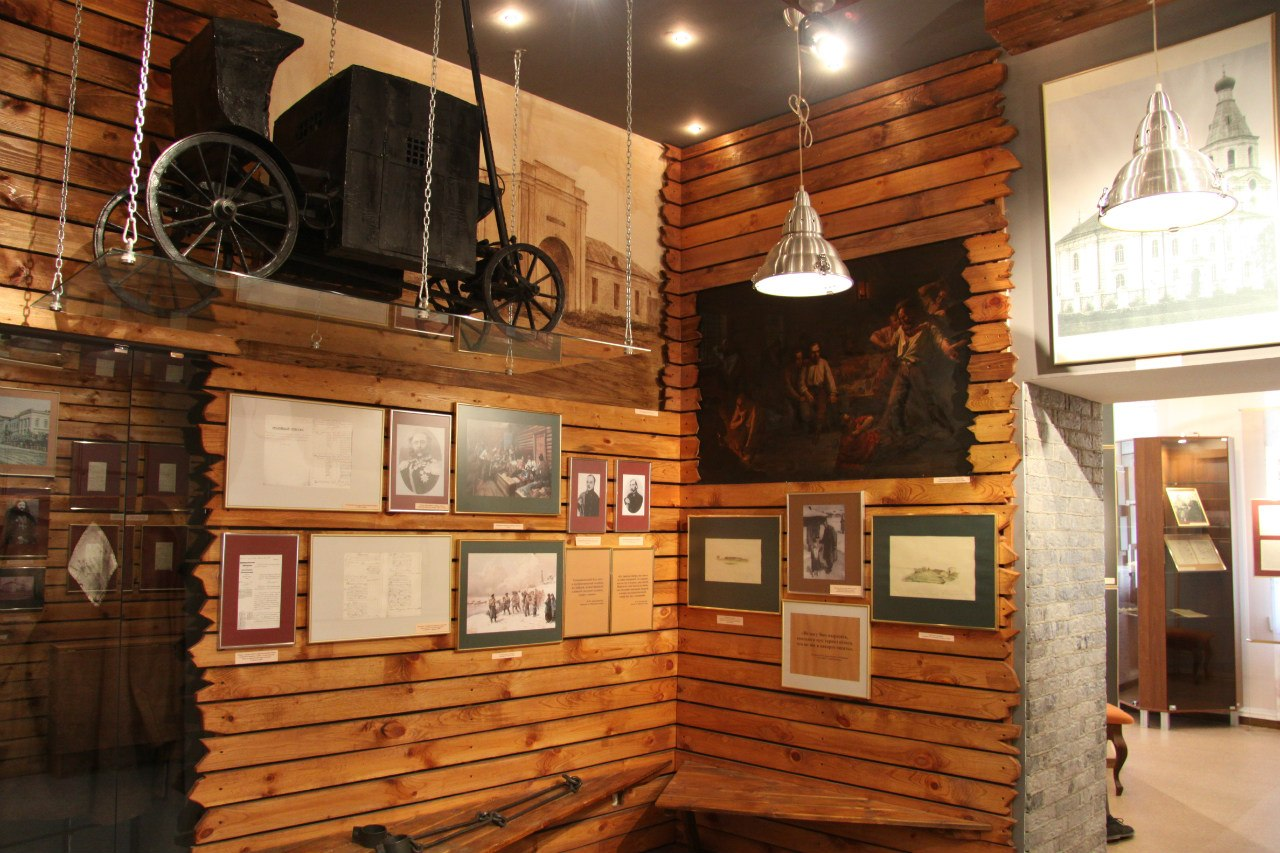
Экспозиция литературного музея

Литературный музей имени Ф. М. Достоевского размещается в Доме комендантов в Омской крепости. Он содержит одну из самых полных в России коллекций материалов о жизни и творчестве Сергея Есенина, материалы об омских футуристах и других литераторах, в особенности о Фёдоре Достоевском, который был в этом здании лично. Подземная экспозиция демонстрирует острожную жизнь писателя, например, кандалы и одежду.
Кроме этого, в городе имеются музейный комплекс воинской славы омичей (расположен в бывшем здании Штаба Омского военного округа) и музей УВД Омской области, который находится в историческом здании бывшей лютеранской кирхи XVIII века постройки.
В 2016 году было запланировано открытие центра «Эрмитаж-Сибирь», филиала Государственного Эрмитажа в здании, которое до революции принадлежало страховому обществу «Саламандра» на Музейной улице. Кроме него здесь должны были разместиться фонды и экспозиции российского искусства XX—XXI веков Омского областного музея изобразительных искусств имени М. А. Врубеля, студия детских выставок и Театр живописи. Однако, из-за срыва сроков выполнения работ по реконструкции здания, летом 2016 года был определён новый генподрядчик, и открытие центра перенесено на 2019 год. 6 ноября 2019 года культурно-просветительский центр в Омске начал свою работу, став третьим эрмитажным центром в России и первым за Уралом.

### Культурно-досуговые объекты
Культурно-досуговые зоны распределены по территории города неравномерно. Нефтяники в северной части Омска имеют единственную активную культурно-досуговую зону на пересечении улиц Мира и Химиков. При большой плотности населения остальная территория городка Нефтяников лишена таких зон. Планируется, что это изменится со введением в строй реконструированного кинотеатра «Первомайский».
Самой известной достопримечательностью Омска являются Тарские ворота, которые были возведены из кирпича в 1792 году и служили главным входом в один из четырёх бастионов второй Омской крепости. В 1959 году они были полностью разрушены за одну ночь. Только в 1991 году Тарские ворота были отреставрированы на том же самом фундаменте, но с существенными изменениями: архитекторы сделали четыре ниши вместо двух. Сейчас внутри Тарских ворот находится небольшой музей со внутренней лестницей. Омичи любят отдыхать в сквере возле Тарских ворот и верят, что для исполнения любого желания надо пройти под аркой ворот с мыслями о своей мечте, и тогда она обязательно исполнится. Во время городских праздников площадь вокруг Тарских ворот становится центром проведения торжественных мероприятий и массовых гуляний.
Среди памятников в Омске можно отметить памятник В. И. Ленину работы скульптора Ф.Абдурахманова (установлен в 1957 году на площади Ленина (центр города, так называемая «Ленинская горка»); памятники, посвящённые сидевшему в омском остроге писателю Фёдору Достоевскому, этнографу и офицеру Генштаба Российской армии Чокану Валиханову, маршалу Георгию Жукову, уроженцам Омска Герою Советского Союза Дмитрию Карбышеву и художнику Михаилу Врубелю, а также ещё одному художнику Амангельды Шакенову. На Аллее литераторов можно увидеть 17 мемориальных камней, посвящённых разным писателям и поэтам. Также в Омске имеются Памятник детям блокадного Ленинграда и Памятник труженикам тыла. На Старо-Восточном кладбище находится памятник Егору Летову.
Функционирует 12 кинотеатров и кинозалов. В 2016 году была завершена реконструкция Омского цирка.Старейшим ночным клубом города являлся клуб «Атлантида», открытый в конце 2000 года. В 2017 году он был закрыт в пользу более широкоформатных досуговых заведений.
По Иртышу от речного вокзала вверх по течению курсируют прогулочные теплоходы.

### Рекреация

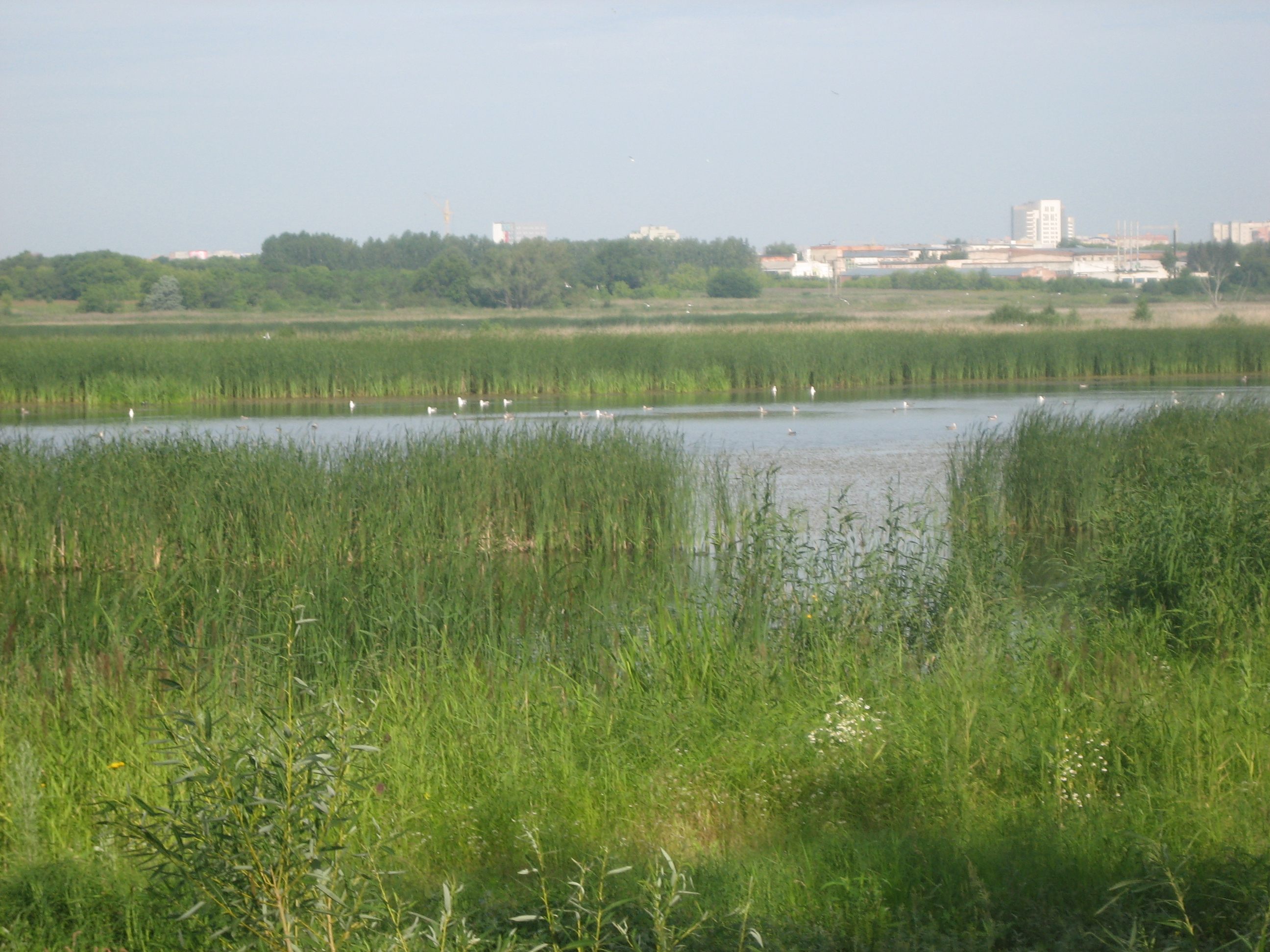
Природный парк «Птичья гавань»

В советское время Омск носил титул «Город-сад», однако впоследствии массовые вырубки зелёных насаждений привели к тому, что омичи дали ему шуточный титул «Город-пень». Тем не менее в городе расположено 7 парков, 48 садов и скверов, более 60 территорий, занятых зелёными насаждениями, в том числе два природных рекреационных комплекса — «Прибрежный» и «Восточная роща». В самом центре города находился «Сад пионеров», где был установлен один из омских фонтанов. Впоследствии сад и фонтан были заменены реконструированным Успенским кафедральным собором.

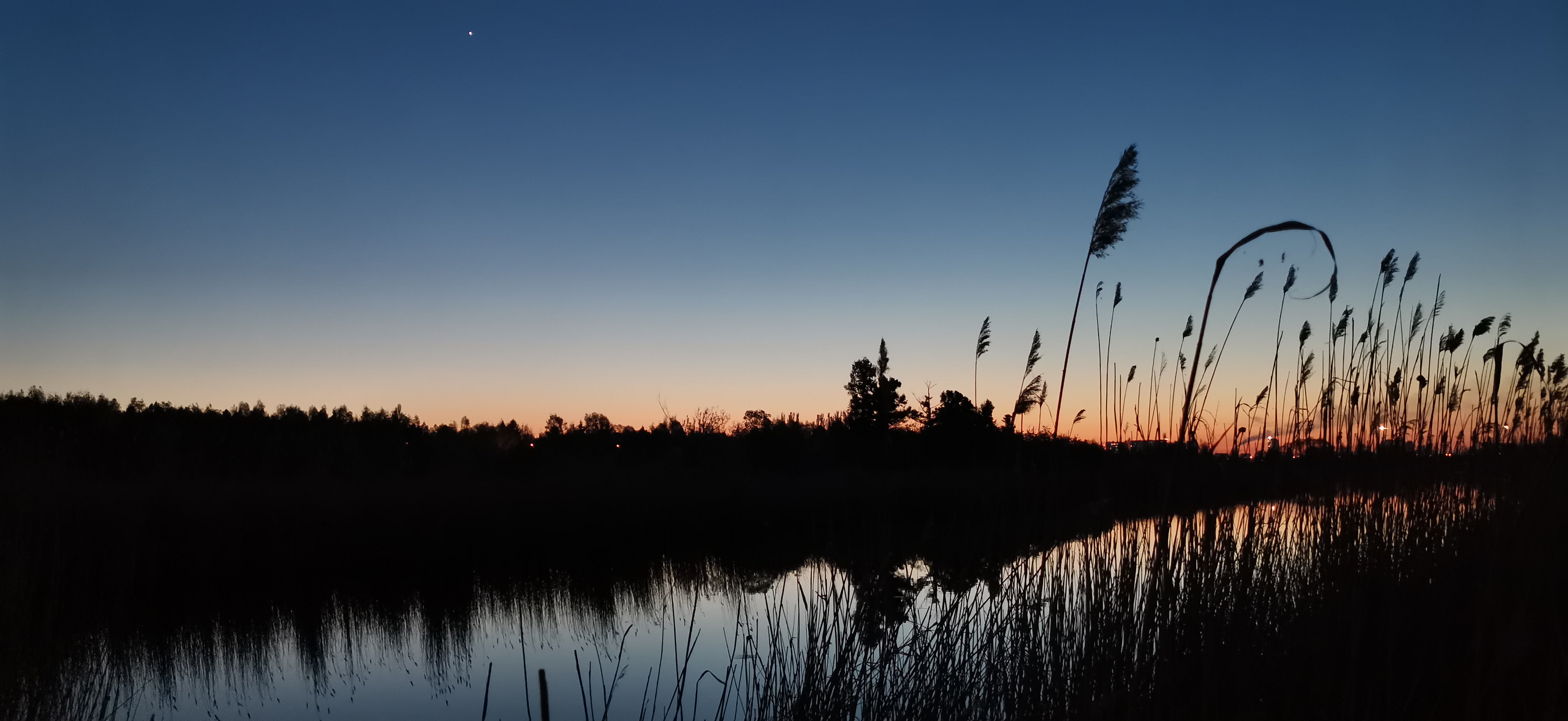
Природный ландшафт в Парке имени 30-летия Победы

Находящийся в центре на правом берегу Иртыша парк «Зелёный Остров» располагает яхт-клубом, на базе которого ведётся обучение парусному спорту. В восточной части города расположен центральный городской парк культуры и отдыха им. 30-летия ВЛКСМ, в северной, на крутом правом берегу Иртыша — «Советский парк».
Есть парки и на Левом Берегу. При съезде с Ленинградского моста расположен Парк культуры и отдыха имени 30-летия Победы, а через дорогу от него — природный парк «Птичья гавань». Также в центре Левобережья к юбилею города ведётся работа над парком им. 300-летия Омска. В 2009 году в старом Кировске появился «Сад имени С. М. Кирова».
В среднем в 2005 году на один омский парк приходилось 13 механизированных аттракционов больших форм. Санитарная вырубка и обновление зелёных насаждений в парках не проводились с 1991 по 2011 год.
В Омске пять официальных городских пляжей: Советский в одноимённом парке, два пляжа рядом со зданием правительства Омской области (платный Центральный и безымянный пляж, в народе называемый «Динамо»), Кировский и Первомайский, причём на 2015 год купаться в Иртыше запрещено уже более десяти лет из-за грязной воды. Имеется также 21 дикий пляж, включая расположенный на острове Кировский нудистский пляж, на который можно добраться лишь по воде.
Городские скверы
- Сквер на площади Серова

Планировка сквера произведена в 1945 году. Основные работы по созданию сквера выполнены в 1949 году. С 1985 года носит название «Фестивальный сквер». 31 июля 2010 года в сквере открыта скульптура «Рождение счастья», в 2011 году — Аллея сказок.
- Сквер имени 30-летия ВЛКСМ

Разбит на месте бывшего товарного двора городской железнодорожной ветки весной 1949 года. В 1956 году в центре сквера установлен фонтан «Шар изобилия».
- Театральный сквер

Возник, как Казачий сад, заложенный у вновь построенного Свято-Никольского казачьего собора. В годы советской власти носил названия Сад «Профинтерн», Центральный городской сад. 8 июля 2011 года в сквере открыт памятник Петру и Февронии (скульптор С.Норышев. Архивировано 27 января 2021 года.).
- Сквер на Ленинской горке

Расположен на Площади имени Ленина. Планировка сквера и посадка зелёных насаждений произведены в 1948 году. 6 ноября 1948 года в сквере установлен временный монумент В. И. Ленину, заменённый 21 апреля 1957 года скульптурой вождя работы скульптора Ф. А. Абдурахманова.
- Сквер «Памяти борцов революции»

Мемориальный сквер, разбит в 1951—1952 годах на месте небольшого садика. Первоначально носил имя русского революционера А. Масленникова. В июле 1923 года у входа в сквер установлен памятник Парижской коммуне (скульптор Н. Виноградов). 6 ноября 1967 года в сквере зажжён вечный огонь.
- Сквер имени М. Врубеля

Расположен на левом берегу Оми напротив Дома художника. Прежде носил имя П. Вавилова (с 1939 года). В сквере установлена скульптурная композиция «Встреча».
- Воскресенский сквер

Разбит в 1946 году на правом берегу реки Омь после разборки деревянного здания кинотеатра «Гигант». В советское время носил название «Молодёжный». 21 октября 1980 года в сквере был установлен памятник К. Лигети работы скульптора Ф. Бугаенко (снесён в 2001 году).
- Выставочный сквер

Расположен на правом берегу Оми на территории бывшей площади плац-парадов Второй Омской крепости. Прежнее название сквера — Сад офицеров. Ежегодно в сквере проходит выставка зелёного строительства и цветоводства «Флора».
- Сквер имени Карбышева

Разбит на пересечении улиц Х лет Октября и Пушкина на месте снесённой церкви во имя Михаила Клопского. В 1961 году в сквере установлен памятник Д. М. Карбышеву.
- Сквер имени Мичурина

Разбит в 1957 году по всей длине улицы Музейной, соединив улицы Ленина и Партизанскую.
- Первомайский сквер

Устроен в 1953 году на пересечении улиц Ленина и Тарской у Тарских ворот Второй Омской крепости. В глубине сквера была установлена бронзовая скульптурная группа — В. И. Ленин и И. В. Сталин (демонтирована). В 1957 году в сквере был построен небольшой фонтан. 24 ноября 1991 года в сквере установлен мемориальный камень «Жертвам сталинских репрессий».
- Сквер имени Ф. Э. Дзержинского

Разбит на площади Ф.Дзержинского весной 1944 года. В 1958 году центр сквера украсил фонтан, состоящий из круглого гранитного бассейна и чугунной чаши сложного рисунка.
- Сквер имени Павлика Морозова

Разбит на пересечении улиц Ленина, Герцена и Интернациональной. В 1955 году здесь был установлен монумент И. В. Сталина (демонтирован). Сегодня на этом месте — стела в честь награждения орденами Омской области и города Омска. 16 октября 1994 года в сквере открыт памятник жертвам массовых политических репрессий (архитектор М. Хахаев).
- Сквер пионеров

Наследник наиболее старого городского сада, существовавшего ещё в XVIII веке. В 1920-е годы назывался Интернациональным. В 1930 — носил имя Д.Булатова. Благоустройство сквера началось в 1936 году. В марте 1936 года была установлена скульптура «Дети, кормящие пингвинов», впоследствии — построены павильоны, спортивные площадки, бассейн, в центре которого была установлена фигура оленя. В 1996 году в сквере был смонтирован цветомузыкальный фонтан. Долгие годы сквер являлся местом установки общегородской Новогодней ёлки.
Исчез с карты города Омска в 2005 году в связи с началом работ по восстановлению Успенского собора.
- Юбилейный сквер

Заложен в 1999 году на месте бывшего сада имени С. М. Кирова. В сквере установлен памятный знак: колёсная пара паровоза и корабельный якорь. Находится сквер рядом со Свято-Николо-Казанским собором.
- Сквер на площади Звезды

Расположен между улицами 1-я Красной Звезды, 1-я Марьяновская и Воровского возле здания бывшего кинотеатра «Мир».
- Сквер Дружбы народов

Расположен на улице Красный Путь на месте бывшего сада Сибзавода.
- Сквер имени 50-летия ВЛКСМ

Разбит в 1968 году на проспекте Мира в северо-восточной части бывшего кладбища посёлка Захламино. 29 октября 1968 года в сквере установлен памятный знак с капсулой, содержащей послание молодёжи 2018 года.
26 октября 2018 года, после торжественного вскрытия капсулы, памятный знак уничтожен администрацией города, как потерявший актуальность.
- Сквер ветеранов

Находится на пересечении улицы Химиков и проспекта Менделеева. В 2001 году на территории сквера освящен православный храм Спаса Нерукотворного Образа (построен по проекту архитектора М. Хахаева).
- Сквер Молодожёнов

Расположен недалеко от Дворца бракосочетаний Советского округа на пересечении улиц 22 Апреля и 50 лет Октября. В сквере установлена стела «15 лет Советскому административному округу». В 2019 году в сквере установлены арт-объекты: скульптура «Влюблённые под дождём», «Скамья примирения».
- Сквер имени И. Панфилова

Расположен на пересечении улиц Панфилова и Бульварная. В сквере установлен мемориал «Героям-панфиловцам».
- Сквер 70-летия Победы

Расположен на пересечении улицы Заозёрной и проспекта Менделеева. 22 июня 2016 года, в день 75-й годовщины начала Великой Отечественной войны, в сквере открыта скульптурная композиция «Журавли нашей памяти».

## Спорт

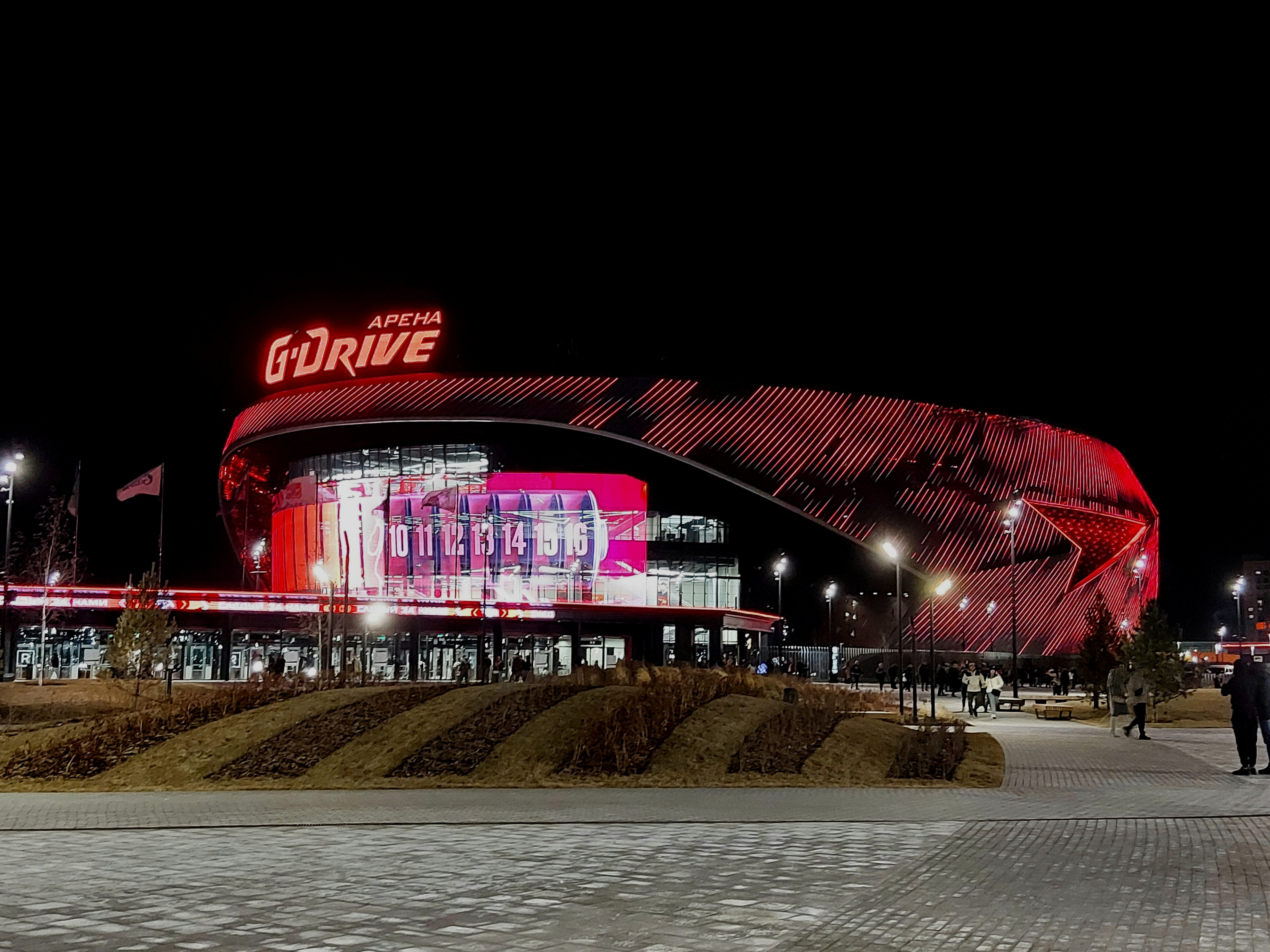
«G-Drive Арена» — главная ледовая арена города

В Омске проходят спортивные мероприятия самого разного уровня, от детского дворового до международного. В числе наиболее популярных массовых легкоатлетических мероприятий Сибирский международный марафон, Омский полумарафон-гандикап и Рождественский полумарафон.
На льду «Арены Омск» (2007—2018) проходили матчи группы «Восток» и суперфинала Международного турнира детских команд КХЛ «Кубок Газпром нефти» — одного из крупнейших детских хоккейных соревнований Европы. В 2016 году в нём участвовало 26 команд из России, Казахстана, Белоруссии, Латвии и Финляндии. С 2011 по 2013 год в Омске проходил Кубок мира среди молодёжных клубных команд. В Континентальной хоккейной лиге выступает «Авангард». На данный момент здание «Арены-Омск» снесено. На его месте возведено новое здание ледового дворца — «G-Drive Арена». Инвестиции в проект, составившие 12 млрд рублей, разделили «Газпром нефть», правительства РФ и Омской области. Для «Газпром нефти» G-Drive Арена стала крупнейшим проектом программы социальных инвестиций. Комплекс был возведён в рекордные сроки — за 2 года и 4 месяца. Заводы Омска и других российских городов произвели необходимое оборудование.
В Омске популярен и конный спорт. Омск — единственный город в Сибири, где действует полноценный ипподром, располагающий сильной школой тренировки лошадей. В июле 2014 года на Омском ипподроме прошёл Всероссийский конный фестиваль. Также здесь проводится отборочный турнир на этап Кубка мира и Всероссийский турнир по конному спорту «Омский конкур», проходящий наравне с турнирами Москвы и Санкт-Петербурга. В конкурных соревнованиях наблюдается преемственность поколений (вслед за родителями выступают их дети), отмечаются спортивные результаты международного уровня.
В направлении единоборств Омск имеет солидную репутацию, в том числе в универсальной борьбе; единоборствами занимаются омичи обоих полов. Развит и бокс; широко известен двукратный олимпийский чемпион Алексей Тищенко. С 1968 по 2003 год проходил боксёрский турнир имени Малунцева, в котором участвовали олимпийский чемпион Александр Лебзяк, чемпион СССР Александр Островский и уже упоминавшийся Алексей Тищенко. В 2016 году руководство боксёрской федерации и Омского нефтезавода возобновило соревнования, в турнире на первенство в Сибирском федеральном округе участвует 120 боксёров-юниоров в одиннадцати весовых категориях.
С 2006 года в Омске развивается воздухоплавательный спорт.
Заниматься спортом жители города могут на пришкольных стадионах и комплексах тренажёров, расположенных на семи улицах города, на набережных и в парках «Зелёный остров» и 300-летия Омска. Кроме того, в Омске есть 50-метровый бассейн и девятнадцать 25-метровых бассейнов. Омск дал России несколько олимпийских чемпионов: Виктора Блинова (Олимпийский чемпион по хоккею 1968 года), Геннадия Комнатова (олимпийский чемпион в командной велогонке на 100 километров (1972 год), Ивана Дворного (Олимпийский чемпион по баскетболу 1972 года), Александра Музыченко (чемпион 1980 года в парусном спорте класса «Звёздный»), Евгению Канаеву (двукратная олимпийская чемпионка по художественной гимнастике 2008 и 2012 годов) и Сергея Калинина (Олимпийский чемпион по хоккею 2018 года), Виталину Бацарашкину (двукратная олимпийская чемпионка Токио-2020 в стрельбе из пневматического и малокалиберного пистолета (10 м и 25 м), серебряный призёр Олимпийских игр 2016 года в стрельбе из пневматического пистолета, чемпионка мира 2018 года). Во всём мире известны такие омские спортсмены, как борец Александр Пушница, пловец Роман Слуднов, боксёр Алексей Тищенко, гимнастка Ирина Чащина, стрелок Дмитрий Лыкин.

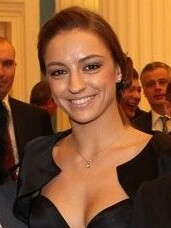
Евгения Канаева — Олимпийская чемпионка по художественной гимнастике 2008

| Значимые спортивные команды | Значимые спортивные команды | Значимые спортивные команды | Значимые спортивные команды | Значимые спортивные команды                            |
| Клуб                        | Вид спорта                  | Лига                        | Ранг лиги                   | Стадион                                                |
| --------------------------- | --------------------------- | --------------------------- | --------------------------- | ------------------------------------------------------ |
| Авангард                    | Хоккей с шайбой             | КХЛ                         | 1                           | «G-Drive Арена»                                        |
| Омские Ястребы              | Хоккей с шайбой             | МХЛ                         | мол.                        | «G-Drive Арена»                                        |
| Омские крылья               | Хоккей с шайбой             | ВХЛ                         | 2                           | Хоккейная Академия Авангард                            |
| Иртыш                       | Футбол                      | ФНЛ-2                       | 2                           | Крытый манеж «Красная Звезда» Стадион «Красная Звезда» |
| Нефтяник-Авангард           | Баскетбол                   | Суперлига Б                 | 2                           | СК «Сибирский нефтяник»                                |
| БК 1716                     | Баскетбол                   | Первая лига                 | 4                           | СДЮСШОР № 9 им. Промина                                |
| СКИФ                        | Гандбол                     | Суперлига                   | 2                           | СК «Авангард»                                          |
| Асгард                      | Регби                       | Чемпионат России по регби   | 3                           | СК «Шинник»                                            |

## Омск в культуре

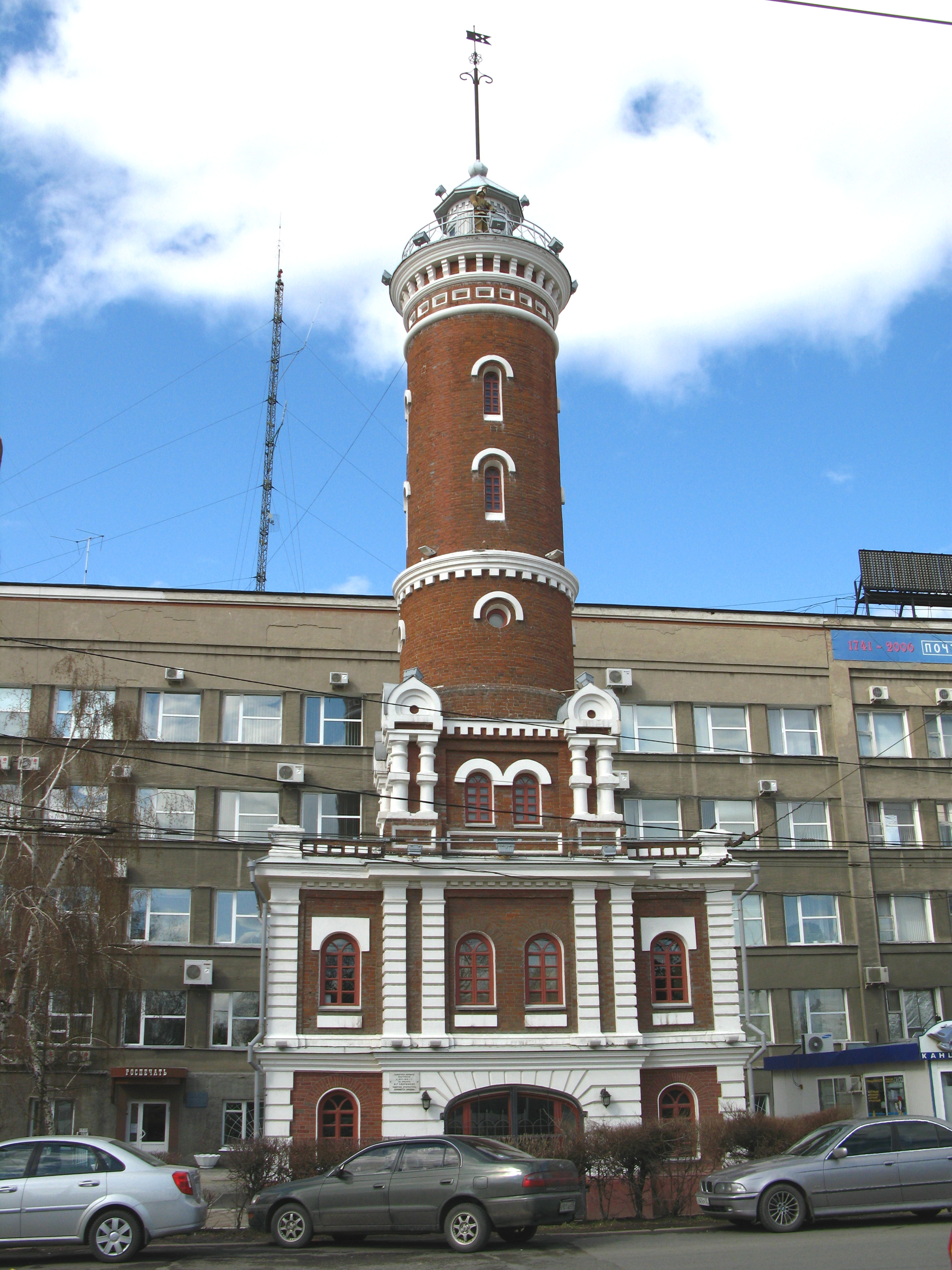
Наверху каланчи стоит пожарный Василич (скульптура)

Одним из символов Омска является Любочка, сидящая на Любинском проспекте, — скульптура, воплощающая образ Любови Фёдоровны Гасфорд, второй жены генерал-губернатора Западной Сибири Г. Х. Гасфорда. Очень музыкальная, женщина умерла молодой по болезни, и в народе о ней помнили как об очень умной и доброй. Она связана также с началом превращения Омска в город-сад; согласно легенде, лесной массив Любина роща был высажен Гасфордом после её смерти на том месте, где обычно гуляла Любочка.
Омичи считают свой город третьей столицей России. Истоки этой идеи лежат в важности Омска как административного центра Степного края, соединяющего сибирский север и русский запад со степным югом и востоком с XVIII века. Он был пограничным городом, важным транспортным узлом. Дореволюционный статус города и его инфраструктура, среди прочего, определили его становление столицей Российского государства и Белой России в 1918—1919 годах, что укрепило образ Омска как временной российской столицы, «третьей столицы» или, у большевиков, «столицы Колчакии». Однако именно по этой причине позднее советская власть передала все столичные функции Омска соседнему маленькому Новониколаевску (Новосибирску). Мифологема «третья столица» сформировалась уже в конце XX века, на волне интереса к белому движению. Ряд учёных, СМИ и региональная власть представляют период «белого Омска» как триумфальное событие, в то время как современники даже на стороне Колчака склонны были рассматривать его как травматическое. Омский фотограф З. И. Жданова запечатлела зимнюю «белую столицу» реалистично, и таким город запомнился горожанам и будущим белоэмигрантам. Несмотря на поддержку идеи на уровне региона, одни омичи гордятся «белой столицей», но другие нет. Заместитель директора Сибирского филиала Института культурологии Дмитрий Алисов отмечает, что звание «третья столица» было навязано городу искусственно, а правление Колчака было очень кратковременным и не всеми поддерживаемым.
Тем не менее, идея о том, что Омск достоин быть особым городом, всё шире распространяется в современности, особенно среди молодёжи. Возникают различные эпитеты схожего вида; например, организатор BattleSocialDance Марина Копылова назвала его «третьей танцевальной столицей», а из-за обилия театров Омск описывается как «театральная столица Сибири». Также существует омский общественно-политический еженедельник «Третья столица». Несмотря на это, патент на использование товарных знаков «Третья столица» и аналогов в 2009 году был выдан Роспатентом другому городу — Казани.

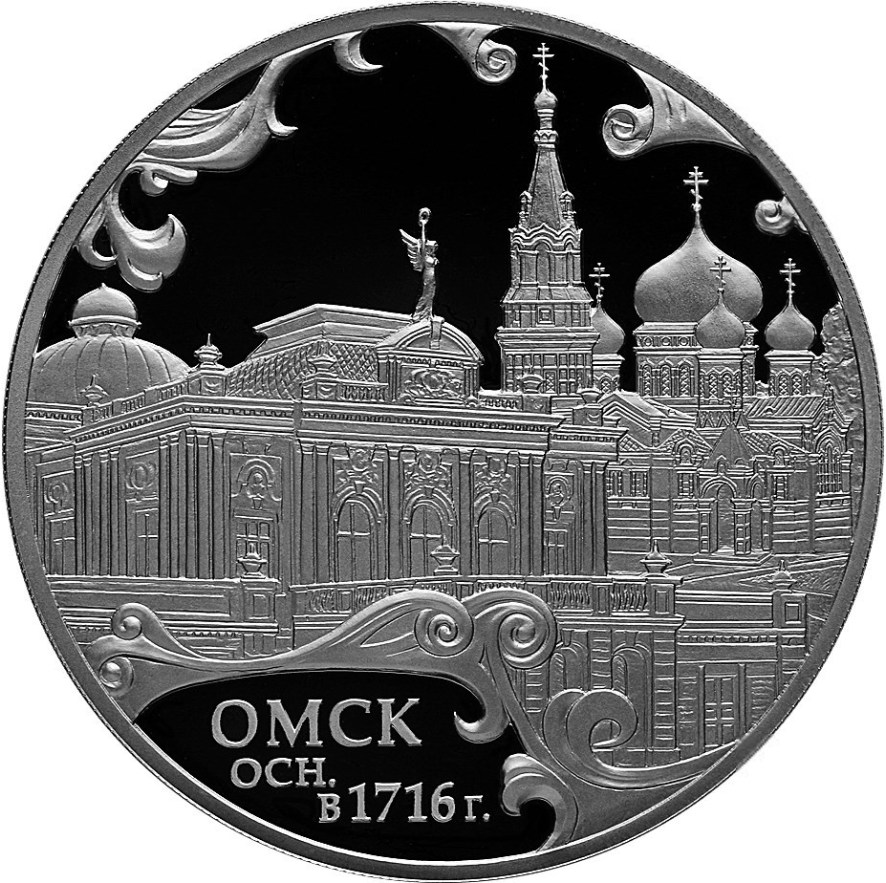
Памятная монета Банка России

В прошлом Омск был известен как «город-сад», «город молодёжи», «город науки». Именно в таком качестве он был показан в немецком фильме 1963 года «Русское чудо», наглядно демонстрируя экономический рывок СССР. По мнению депутата Омского городского Совета Владимира Герчика, к 2011 году эти бренды полностью исчезли и нет смысла в их возобновлении.
По данным вице-президента организации «AIESEC Омск» по входящим социальным стажировкам Валерии Нечаевой, Омск практически неизвестен для иностранцев и в лучшем случае ассоциируется со снегом и хоккеистом Яромиром Ягром, четыре сезона выступавшим за омский «Авангард». Самый распространённый стереотип об Омске среди жителей других государств — чрезвычайно холодный климат и малое количество света. Также иностранцы полагают, что здесь живут жёсткие, неприветливые люди и что все, как и везде в России, пьют водку. Иностранные гости города отзываются о нём как о мистически-пугающем, волшебном.
Гостеприимство омичей — главный фактор, из-за которого иностранные гости соглашаются приехать, а впоследствии хотят вновь посетить сибирский город или который отмечают. О гостеприимстве говорят и артисты «Королевского цирка» Гии Эрадзе, отзываясь об омском зрителе как об «очень тёплом», и жители соседнего Новосибирска, отмечающие, что омичи умеют дружить и помогать, не требуя денег. В репертуаре Омского государственного русского народного хора есть песня «Мира вам и добра», в которой омичи описываются как «прекрасные люди, добротой и радушьем богаты они». Также новосибирцы отметили, что жители Омска выглядят нарядно всегда, безотносительно сезона и времени суток, а борец Джефф Монсон оценил омичей как «сильных и добрых людей».

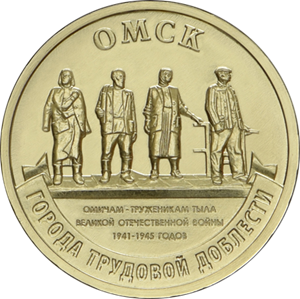
Монета Банка России — Серия: Города трудовой доблести. Омск. Номинал 10 рублей

В то же время в СМИ и Интернете сложился негативный образ жителей города, Омск и его проблемы регулярно высмеиваются жителями других регионов. Мем «Омская птица» представляет инфернального персонажа, связанного с наркоманией. Из-за скандально известного кафе «Эверест» в Интернете появились прозвища «СодОмск» и «цитадель разврата».
Также с Омском связывается крылатая фраза «Не пытайтесь покинуть Омск!», ставшая особенно популярной после того, как шар-памятник на площади Бухгольца едва не укатился во время урагана. В то же время Роберт Рождественский написал об Омске песню «Город детства», спетую Эдитой Пьехой, по тексту которой в него нельзя вернуться. Другая знаменитая песня об Омске — «Омские улицы» — была написана в 1959 году Михаилом Сильвановичем и Вячеславом Косачом, студентами Омского сельхозинститута. После того как песню на омском телевидении исполнила Любовь Ермолаева, «Омские улицы» стали звучать повсюду в городе, в том числе в парках и на прогулочных теплоходах. Транслировались они и в Москве, а омичи исполняли её даже в туристических поездках за рубежом. Песня вошла в репертуар солистки Омской филармонии Светланы Бородиной.
Больше всего стихов об Омске написали Роберт Рождественский и Леонид Мартынов, выросшие здесь. Рождественский, Егор Летов и Фёдор Достоевский также писали об омской пыли — характерной проблеме степного города.
Помимо этого, Омск известен как «Асгард Ирийский». Эта идея происходит из экстремистской книги «Славяно-Арийские веды», принадлежащей запрещённой секте «Древнерусской инглиистической церкви православных староверов-инглингов». Автор книги Александр Хиневич, житель города и основатель секты, позиционирует свою книгу как сборник священных текстов. Согласно ей, на месте Омска некогда существовал древний город, бывший столицей древнего мира. При этом археологические раскопки под городом никаких тайных подземных ходов не обнаруживают, в отличие от богатых находок бронзового века.

К 300-летию Омска в 2016 году Банк России выпустил серебряную памятную монету номиналом 3 рубля. В 2016 году к 300-летию города по заказу городской администрации был создан документальный фильм «Омск. День города» режиссёра Владимира Головнёва.

Омск в филателии
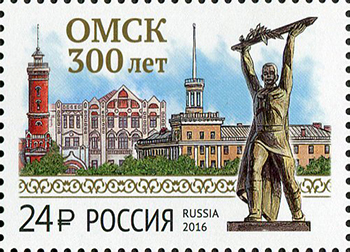
Почтовая марка, 2016 год. 300 лет г. Омску
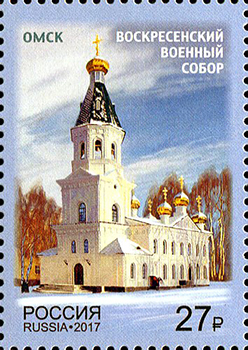
Почтовая марка, 2017 год. Воскресенский военный собор
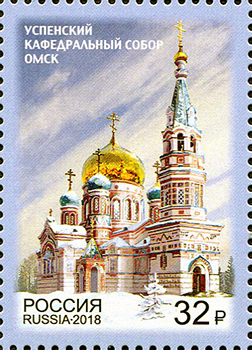
Почтовая марка, 2018 год. Успенский кафедральный собор
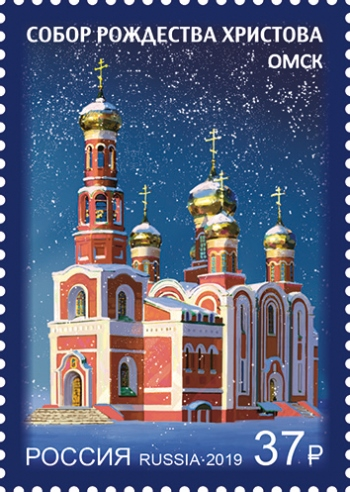
Почтовая марка, 2019 год. Собор Рождества Христова
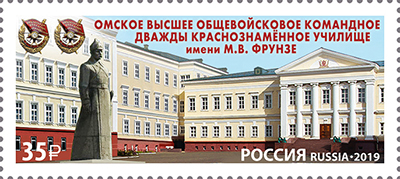
Почтовая марка, 2019 год. Омское высшее общевойсковое командное дважды Краснознамённое училище им. М.В. Фрунзе
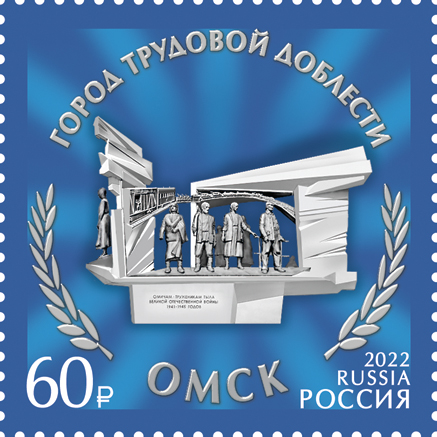
Почтовая марка, 2022 год. Города трудовой доблести. Памятник омичам-труженикам тыла Великой Отечественной войны 1941–1945 гг. в Омске (скульптор С. Норышев, архитектор И. Вахитов)